# Hymenophyllum
Genre
Les hyménophylles ou Hymenophyllum sont un genre de fougères de la famille des Hyménophyllacées. Il s'agit de plantes de petite à très petite taille (quelques centimètres) localisées dans des endroits très humides, parfois épiphytes.

## Description
Ces fougères ont des feuilles petites, lisses et très fines : cette finesse des tissus de la feuille, la rendant presque transparente, ont donné le nom au genre (la famille entière a cette caractéristique d'une couche unique de cellules des feuilles). Les stomates sont absents (c'est aussi une des caractéristiques de la famille).
Les frondes sont composées, à divisions nombreuses et à bords dentés.
L'indusie a généralement deux lèvres.
Ce genre a par ailleurs une très grande disparité - quasi unique chez les fougères - du nombre de ses chromosomes, n variant de 11 à 36.

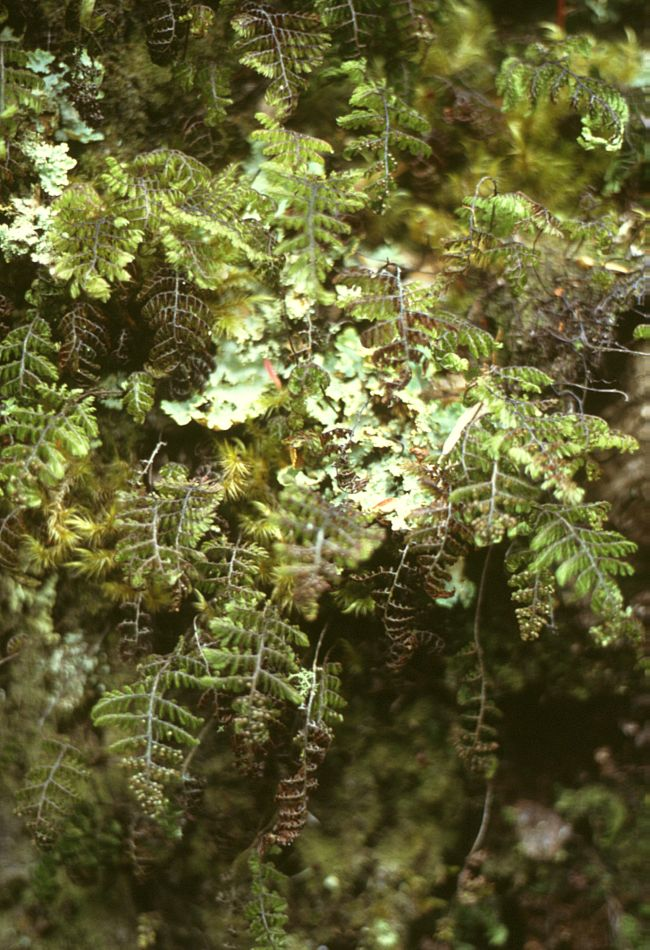
Hymenophyllum dentatum
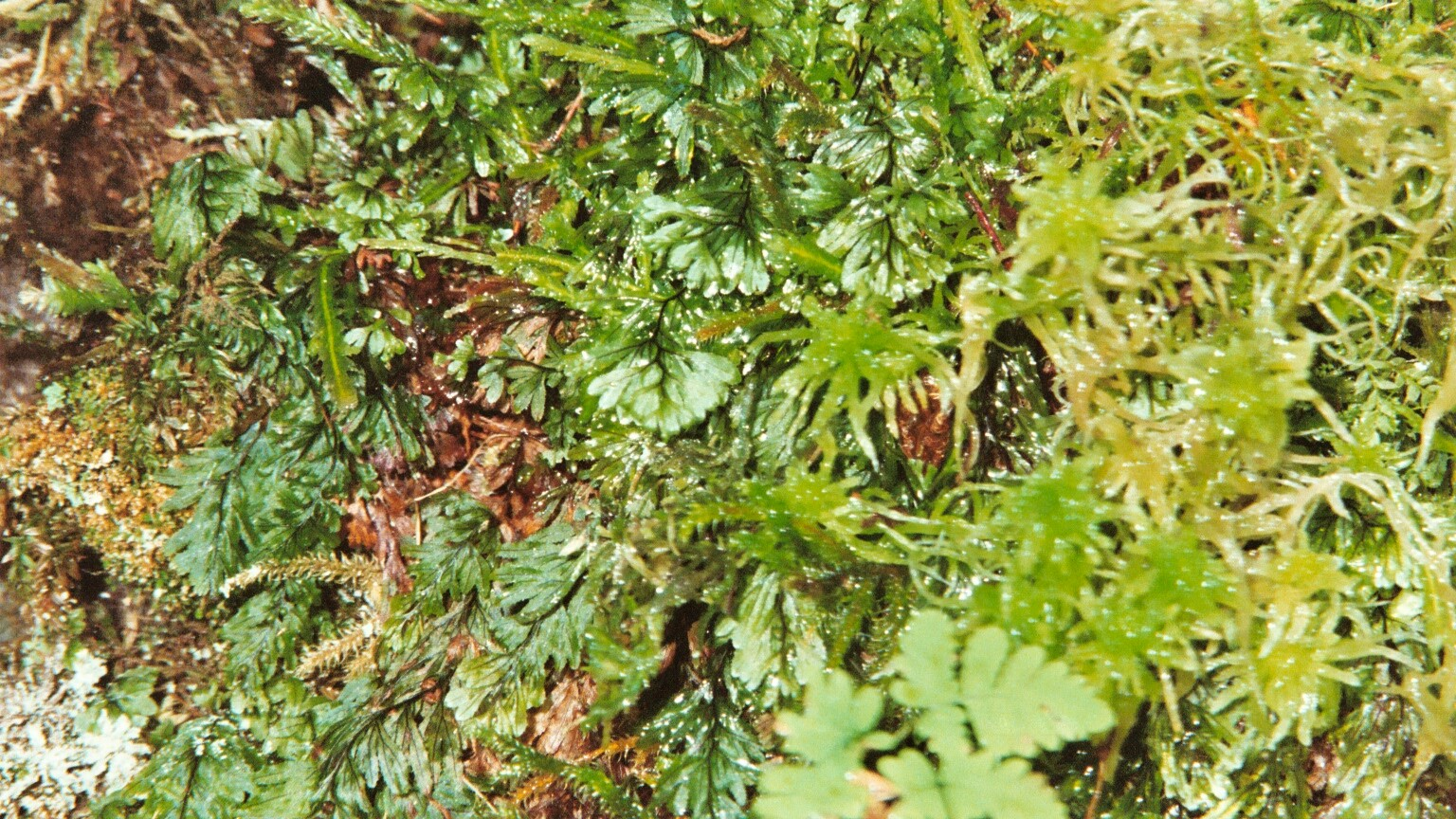
Hymenophyllum wilsonii
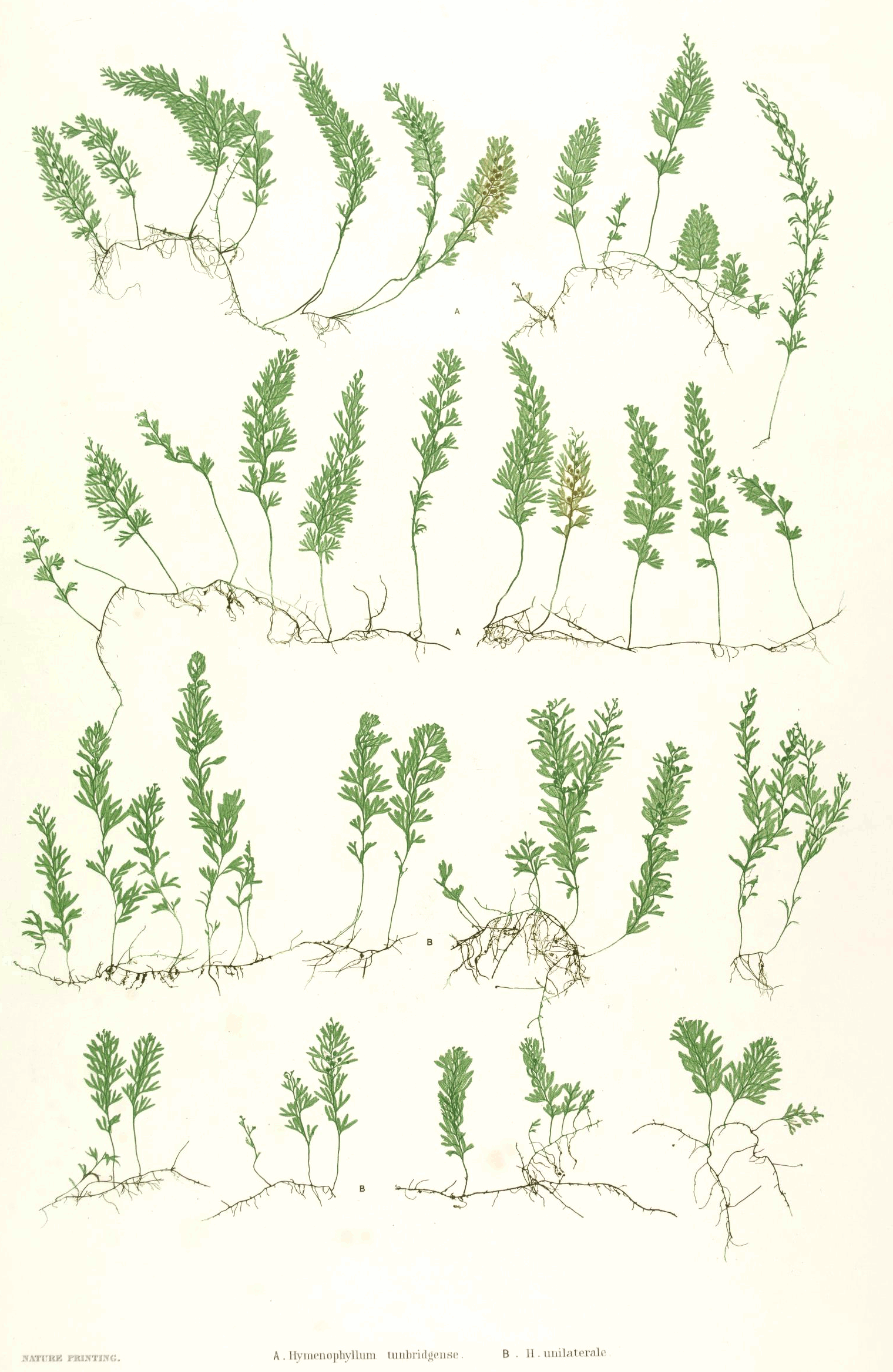
Hymenonphyllum spp (planche extraite de Moore)

## Répartition
Ces fougères se développent préférentiellement sur le sol et sont parfois épiphytes.
Ce genre est réparti sur tous les continents des régions arctiques aux zones équatoriales, des deux hémisphères, dans des milieux préférentiellement très humides.

## Présence en France et Protection
Les espèces suivantes peuvent se rencontrer en France métropolitaine : 
- Hymenophyllum tunbrigense
- Hymenophyllum wilsonii

Ces deux espèces sont intégralement protégées en France (Annexe 1 de l'Arrêté du 20 janvier 1982).

## Historique du genre et de ses subdivisions taxonomiques
Le genre a été créé par James Edward Smith en 1793, par reclassement de quelques espèces du genre Trichomanes.
À part Karel Bořivoj Presl, qui a scindé le genre en d'autres genres - Mecodium ou Myrmecostylum par exemple -, mais aussi Bosch, les principaux remaniements ont concerné surtout les sous-genres ou sections.
La classification ici développée est celle fondée sur les travaux de Atsushi Ebihara et al.

## Liste des espèces par sous-genre
Au sein de cette famille, la classification a hérité d'une probable trop grande segmentation en genres à l'origine (cf. remarques de William Jackson Hooker sur la description de la famille réalisée par Presl) conduisant à des réorganisations importantes et fréquentes. Ce genre, décrit dès la fin du XVIIIe siècle, s'est vu ainsi affecté récemment par les remaniements de Copeland (années 1937 - 40) et des avancées des travaux phylogénétiques récents (Dubuisson, Pyer et al.). S'agissant aussi de petites plantes, la moindre différence peut être tout aussi légitimement interprétée comme élément de spéciation, comme différence variétale, voire comme simple variation intra-spécifique. Il en résulte une situation complexe, qui sera susceptible d'évoluer au fur et à mesure des progressions des connaissances.
La liste qui suit est issue des index IPNI (The International Plant Names Index) et Tropicos (index du Jardin Botanique du Missouri) à la date de septembre 2010.
La question des synonymies - particulièrement importante pour ce genre - a été prudemment traitée : les travaux de Atsushi Ebihara et al. n'y font pas allusion, mais des indications du remarquable Index filicum de Carl Frederik Albert Christensen (pages 356 à 370) ainsi que celles de Sinopsis filicum de William Jackson Hooker et John Gilbert Baker, quoique assez anciennes, ont été utilisées.

### Sous-genreHymenophyllum
Les plantes de ce sous-genre, quoique de morphologie très variée, présentent les caractéristiques suivantes :
- un long rhizome rampant, filiforme, sans poils ou très légèrement couvert de poils
- le limbe des frondes est simple à diviser quatre fois, approximativement elliptique, d'environ 30 cm de long sur 15 de large
- les sores sont généralement situés au sommet des derniers segments
- une indusie généralement à deux lèvres.

Le nombre de paires des chromosomes des espèces de ce sous-genre varie de 11 à 28.
Le sous-genre compte plus d'une centaine d'espèces, cosmopolites.

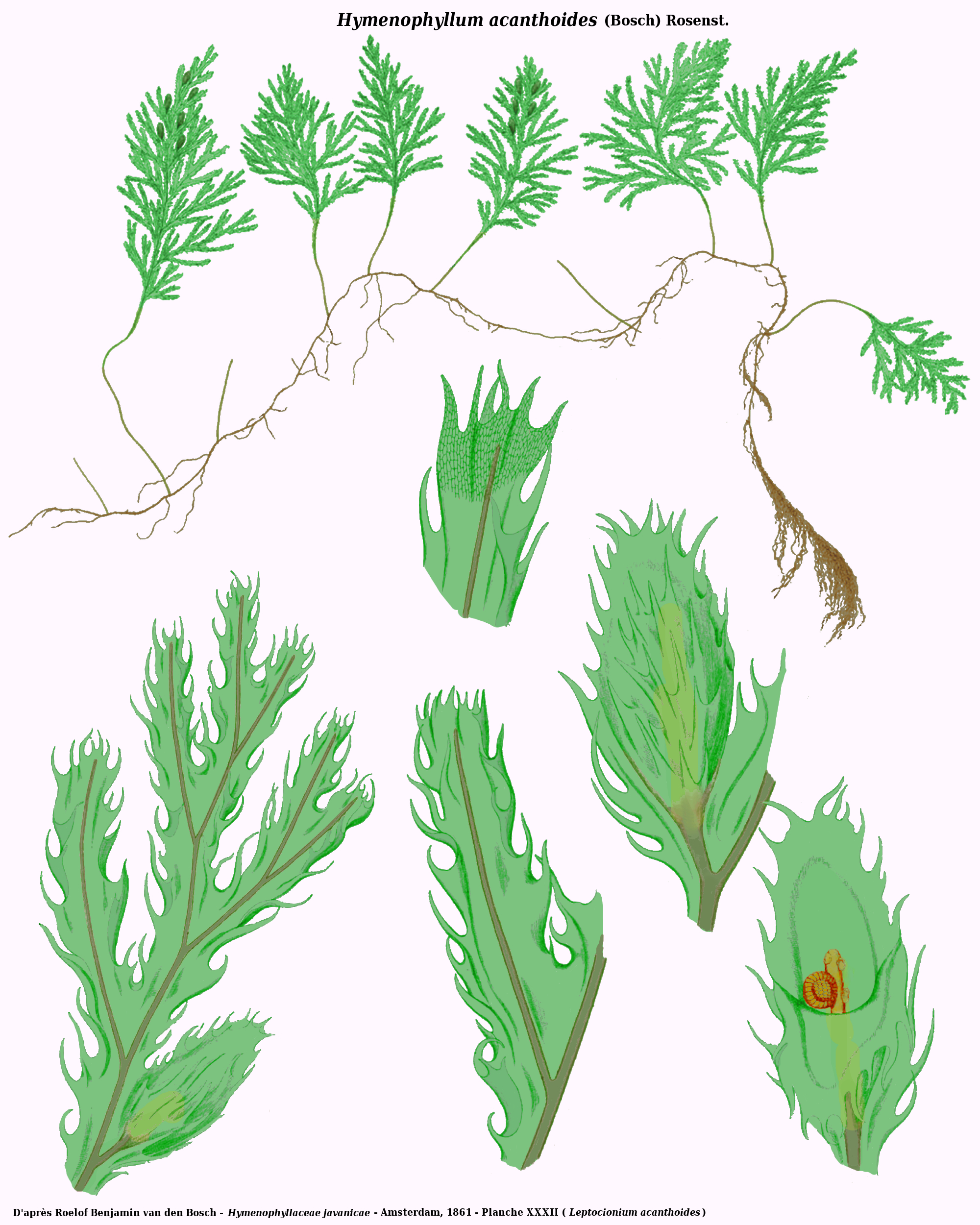
Hymenophyllum acanthoides (Bosch) Rosenst.
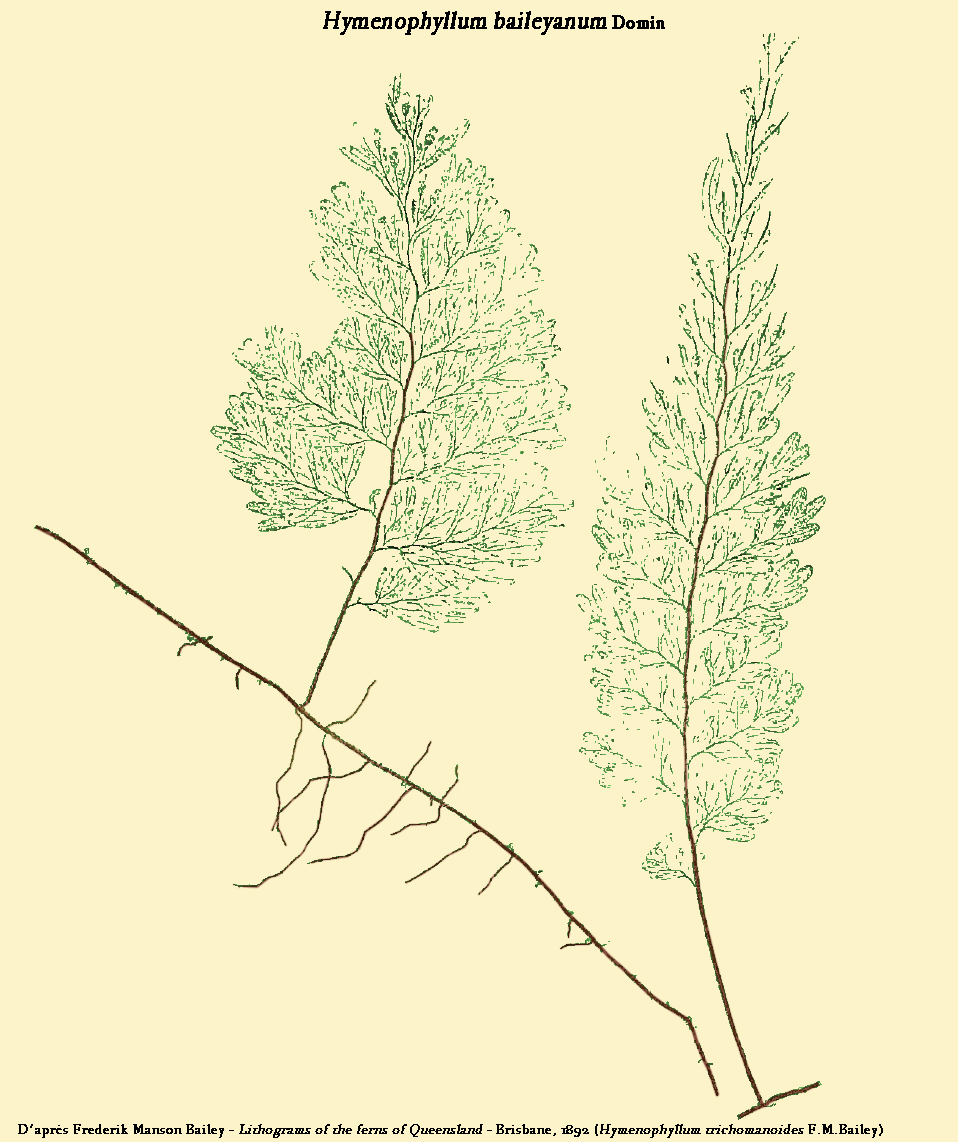
Hymenophyllum baileyanum Domin
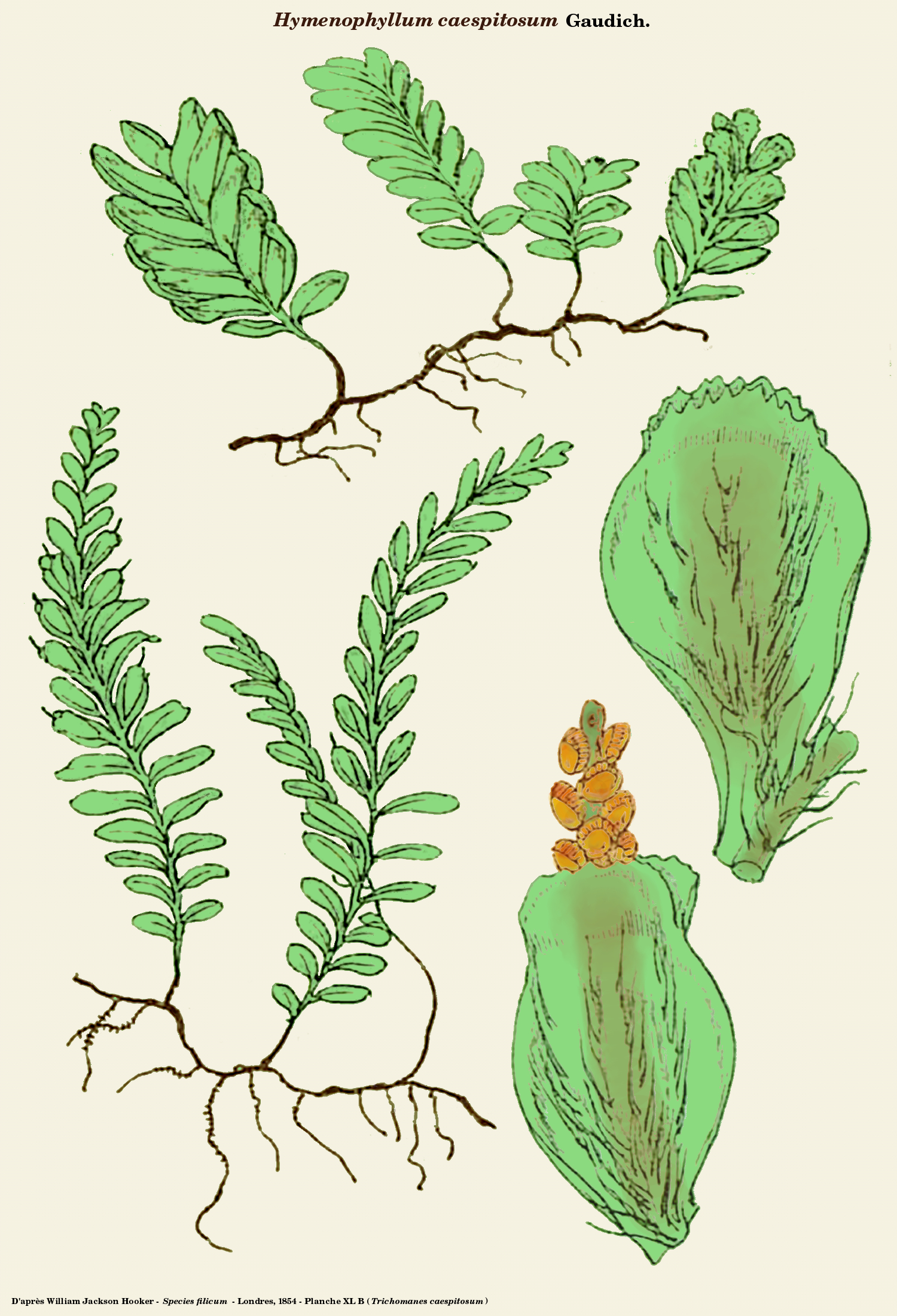
Hymenophyllum caespitosum Gaudich.
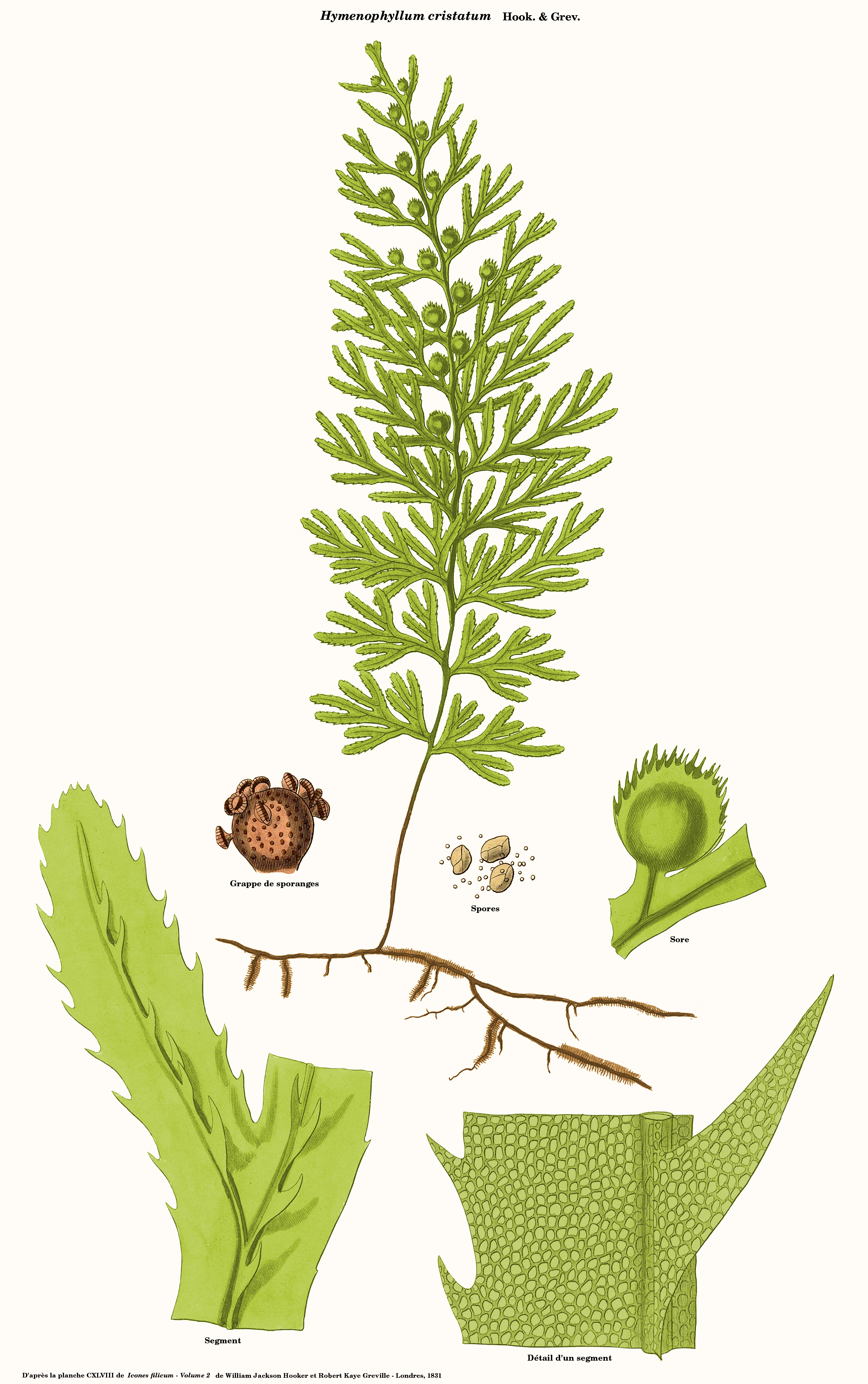
Hymenophyllum cristatum Hook. & Grev.
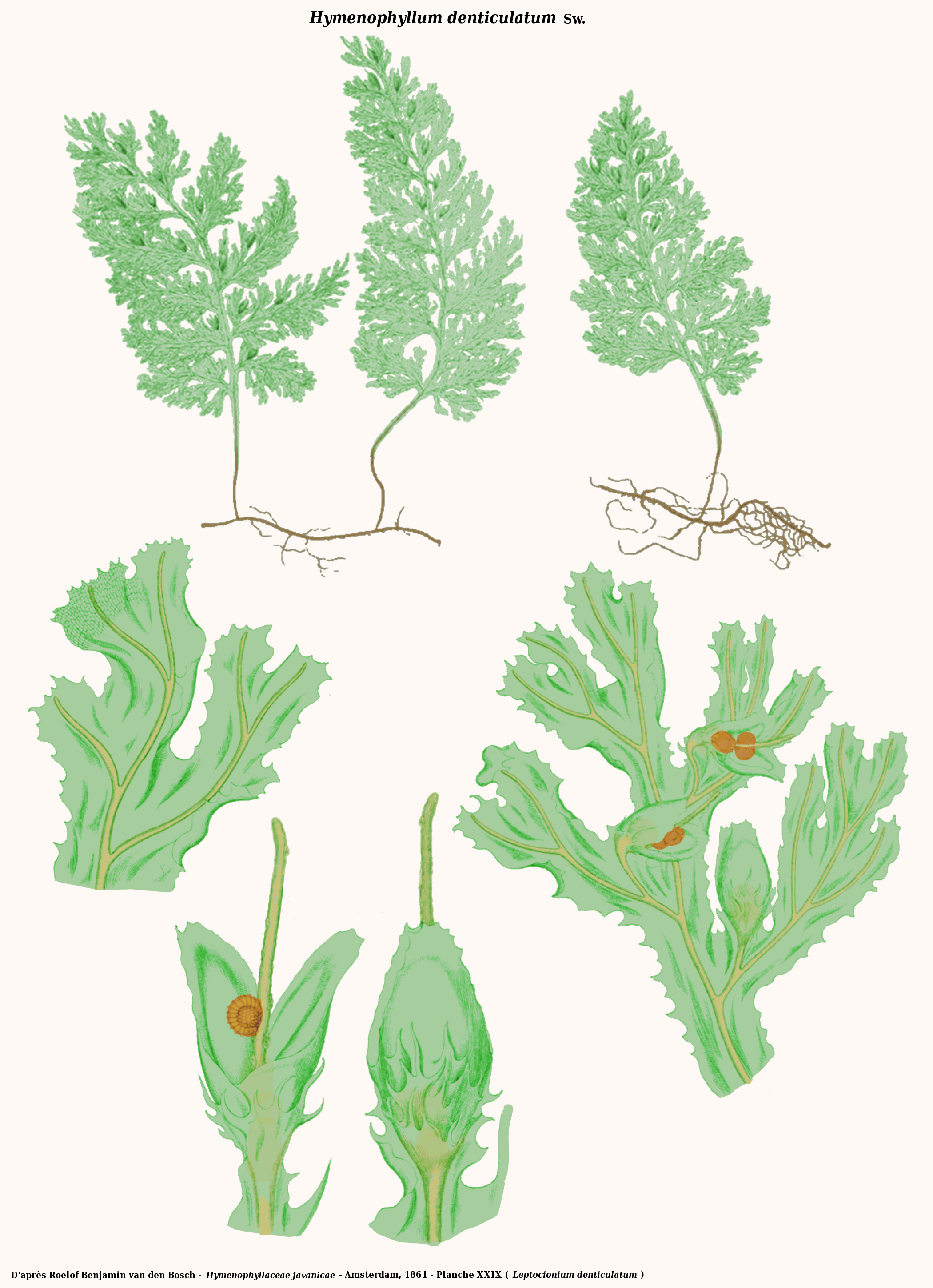
Hymenophyllum denticulatum Sw.
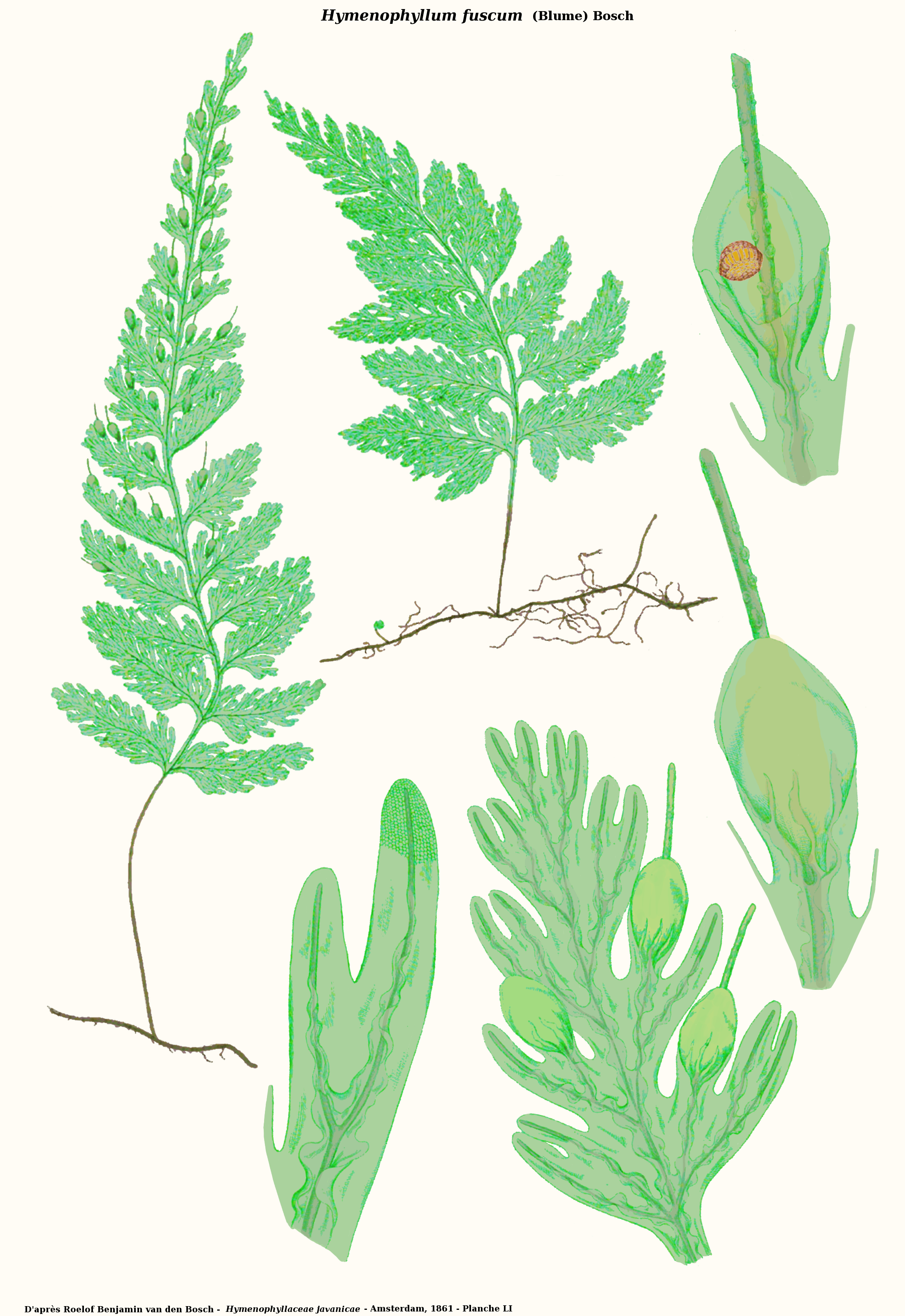
Hymenophyllum fuscum (Blume) Bosch
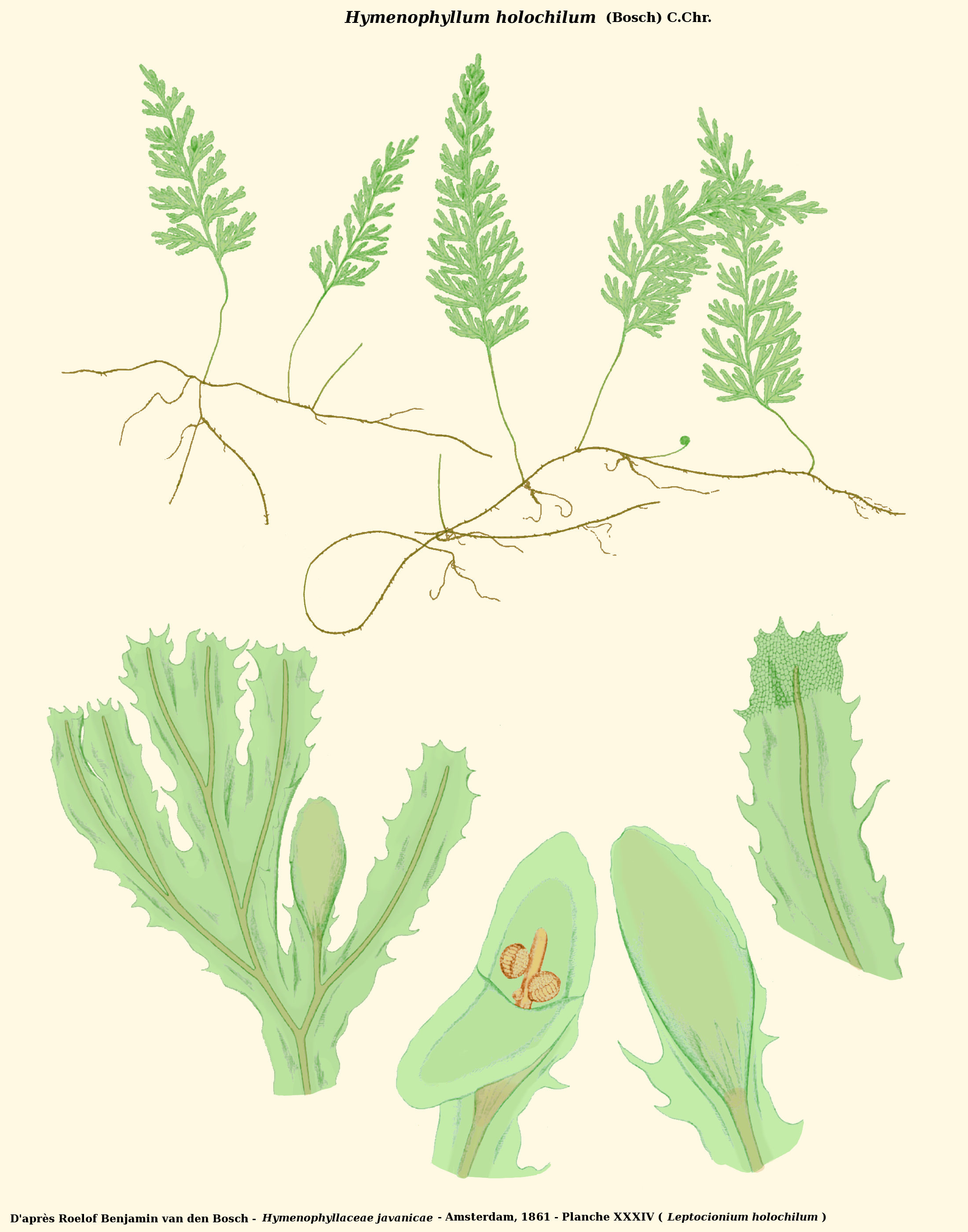
Hymenophyllum holochilum (Bosch) C.Chr.
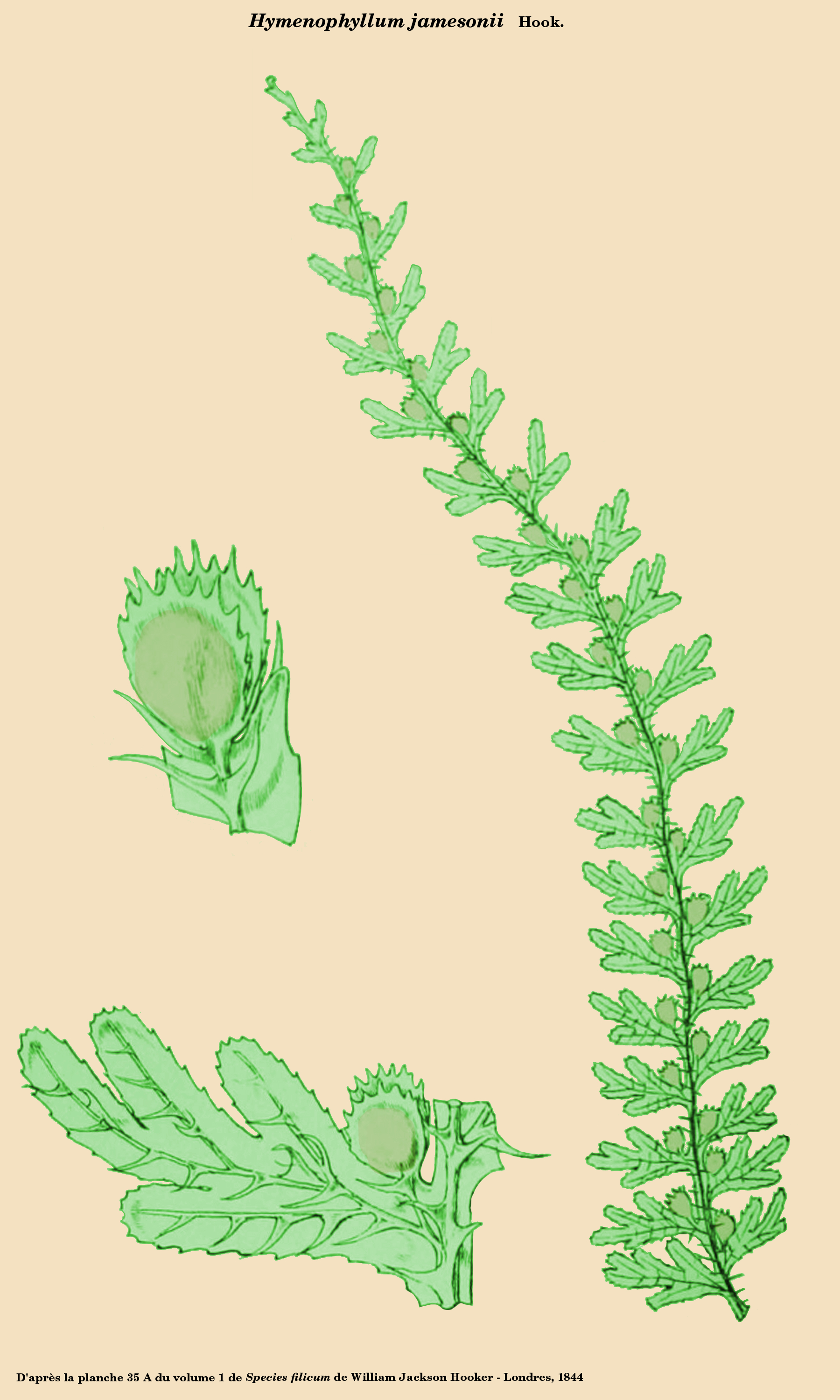
Hymenophyllum jamesonii Hook.
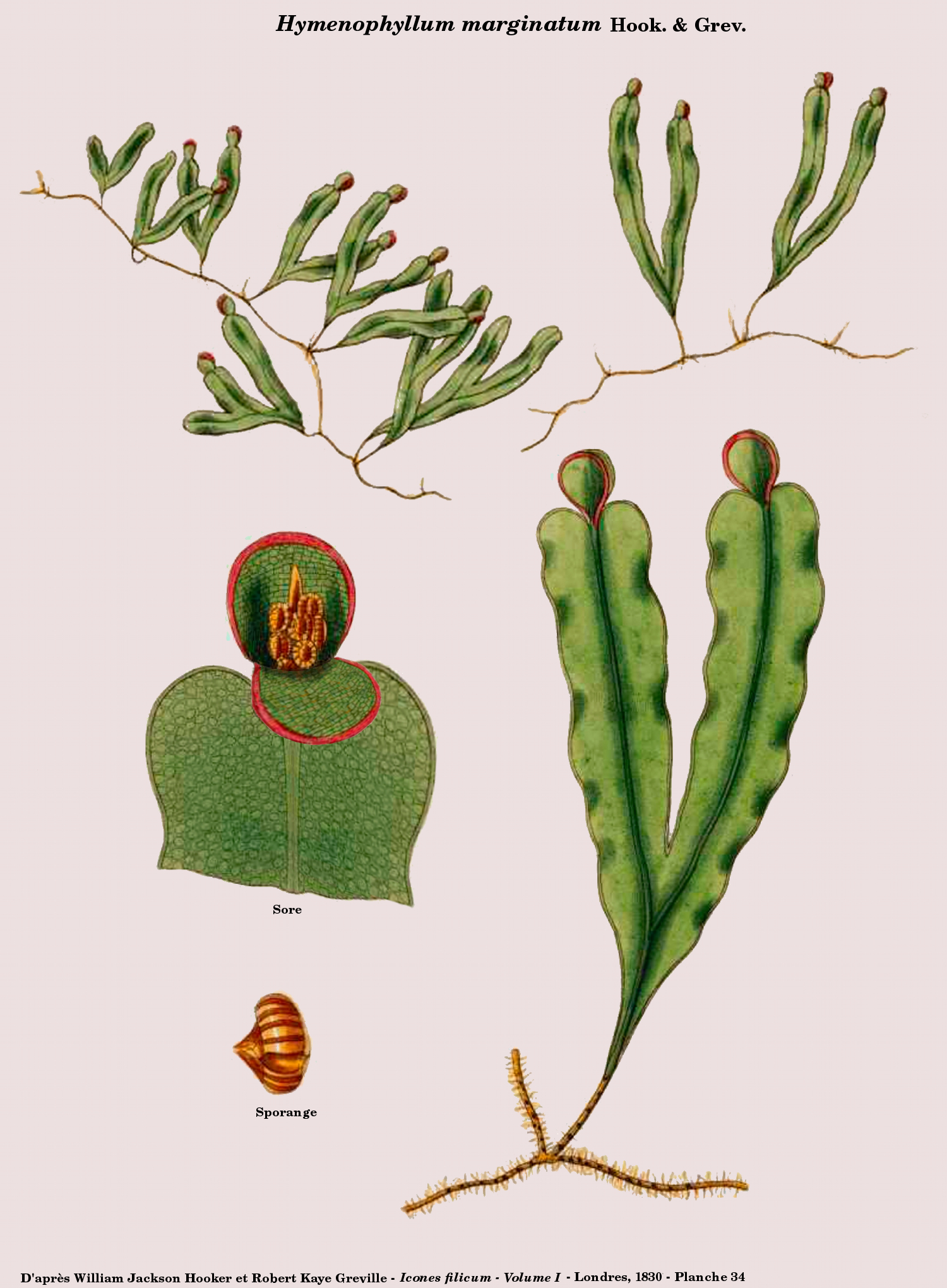
Hymenophyllum marginatum Hook. & Grev.
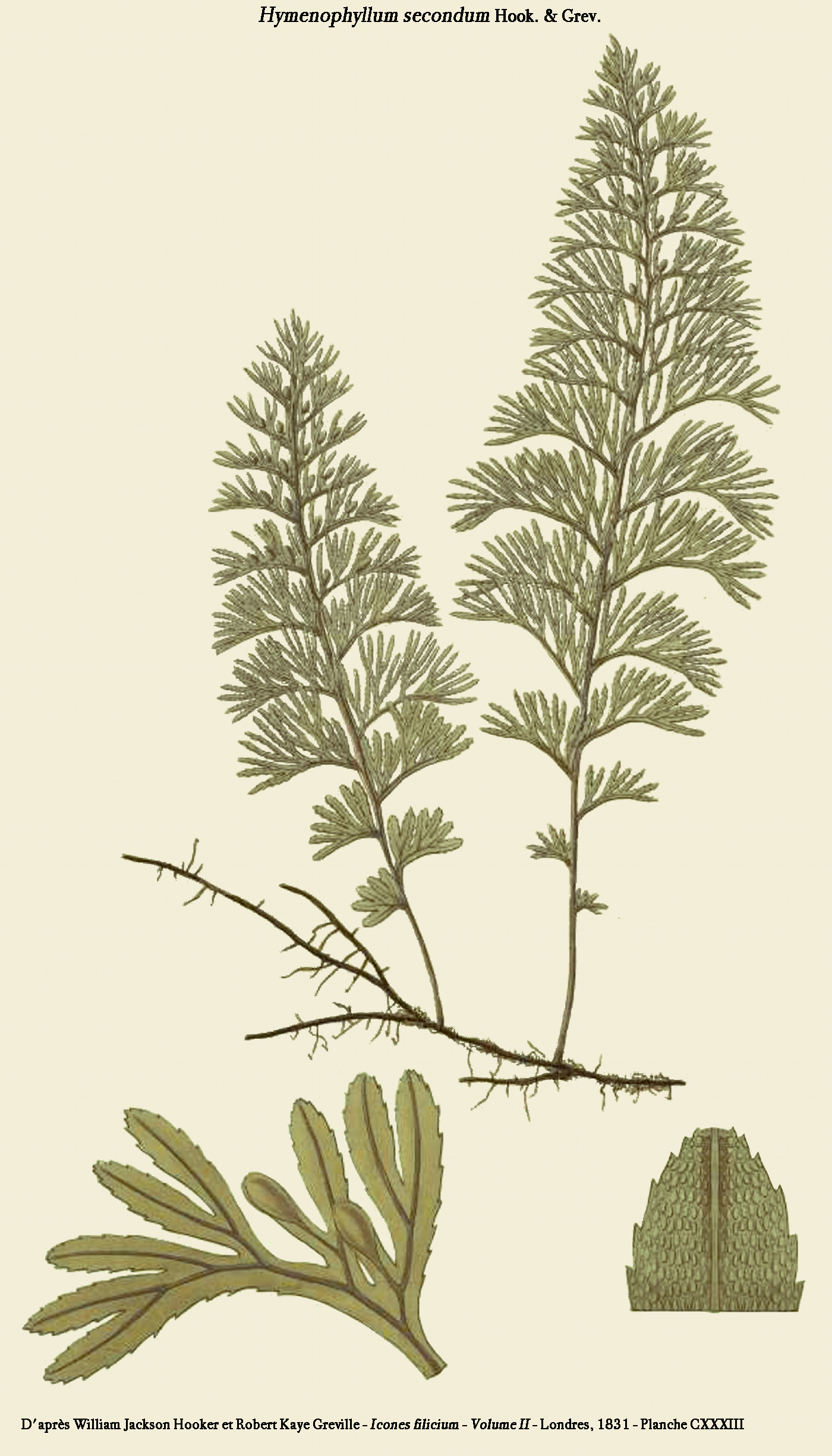
Hymenophyllum secundum Hook. & Grev.

- Hymenophyllum acanthoides (Bosch) Rosenst. (1911) - Chine, Philippines, Thaïlande - Synonymes : Didymoglossum acanthoides Bosch, Leptocionium acanthoides (Bosch) Bosch, Meringium acanthoides (Bosch) Copel.
- Hymenophyllum aculeatum (J.Sm.) Racib. (1898) - Vietnam (Asie tropicale) - Synonymes : Trichomanes aculeatum J.Sm., Didymoglossum aculeatum (J.Sm.) Bosch, Leptocionium aculeatum (J.Sm.) Bosch
- Hymenophyllum aculeolatum Bosch (1863) - Brésil
- Hymenophyllum affine Brack. (1854) - Fidji
- Hymenophyllum alishanense De Vol (1970) - Taïwan
- Hymenophyllum alpinum Colenso (1899) - Nouvelle-Zélande
- Hymenophyllum alveolatum C.Chr. (1905) - Équateur - Synonyme : Hymenophyllum divaricatum Sodiro (homonyme de Hymenophyllum divaricatum Bosch)
- Hymenophyllum antarcticum C.Presl (1843) - Australie - Synonyme possible : Hymenophyllum tunbrigense (L.) Sm.
- Hymenophyllum archboldii (Copel.) C.V.Morton (1968) - Synonyme : Meringium archboldii Copel.
- Hymenophyllum armstrongii (Baker) Kirk (1878) - Nouvelle-Zélande
- Hymenophyllum austrosinicum Ching (1936) - Chine
- Hymenophyllum babindae Watts (1915) - Queensland
- Hymenophyllum baileyanum Domin (1913) - Queensland - Nouveau nom de l'homonyme Hymenophyllum trichomanioides F.M.Bailey de Hymenophyllum trichomanioides Bosch
- Hymenophyllum bakeri Copel. (1917) - Bornéo
- Hymenophyllum barbatum (Bosch) Baker (1874) - Chine, Corée - Synonymes : Hymenophyllum taiwanense De Vol (non (Tagawa) C.V.Morton), Leptocionium barbatum Bosch
- Hymenophyllum bartlettii (Copel.) C.V.Morton (1968) - Philippines (Mindanao) - Synonyme : Meringium bartlettii Copel.
- Hymenophyllum batuense Rosenst. (1911) - Malaisie
- Hymenophyllum bicolanum Copel. (1937) - Philippines
- Hymenophyllum bivalve (G.Forst.) Sw. (1800) - Australie (Nouvelle Galles du Sud), Nouvelle-Zélande - Synonymes : Trichomanes bivalve G.Forst., Trichomanes pacificum Hedw.
- Hymenophyllum blandum Racib. (1898) - Java, Sumatra, Philippines
- Hymenophyllum blepharodes C.Presl (1843)
- Hymenophyllum bontocense Copel. (1937) - Philippines
- Hymenophyllum boschii Rosenst. (1911) - Asie tropicale - Synonymes : Didymoglossum affine Bosch, Leptocionium affine (Bosch) Bosch - Nouveau nom pour l'homonyme Hymenophyllum affine (Bosch) Racib. de Hymenophyllum affine Brack.
- Hymenophyllum bougainvillense Jeff W.Grimes (1979) - Îles Bougainville
- Hymenophyllum brachyglossum A.Br. ex Kunze (1847) - Java, Bornéo - Synonyme : Didymoglossum braunii Bosch
- Hymenophyllum brassii C.Chr. (1937) - Papouasie-Nouvelle-Guinée - Synonyme : Meringium brassii (C.Chr.) Copel.
- Hymenophyllum brevidens Alderw. (1912) - Nouvelle-Guinée
- Hymenophyllum bryophilum C.Chr. (1937) - Papouasie - Nouvelle-Guinée
- Hymenophyllum caespitosum Gaudich. (1825) - Synonymes : Leptocionium caespitosum K.Preisl., Serpyllopsis caespitosa (Gaudich.) C.Chr., Trichomanes caespitosum (Gaudich.) Hook.
- Hymenophyllum campanulatum Christ (1907)
- Hymenophyllum cardunculus C.Chr. (1928) - Bornéo
- Hymenophyllum cernuum A.Gepp (1917) - Nouvelle-Guinée
- Hymenophyllum cheesemanni Baker (1873) - Nouvelle-Zélande
- Hymenophyllum chiloense Hook. (1844) - Chili
- Hymenophyllum cincinnatum A.Gepp (1917) - Nouvelle-Guinée
- Hymenophyllum clemensiae Copel. (1917) - Bornéo (Mont Kinabalu)
- Hymenophyllum cristatum Hook. & Grev. (1829) - Colombie, Équateur, Pérou - synonymes : Buesia cristata (Hook. & Grev.) Copel., Dermatophlebium cristatum (Hook. & Grev.) C.Presl, Hymenophyllum fucoides var. cristatum (Hook. & Grev.) Hieron., Sphaerocionium cristatum (Hook. & Grev.) C.Presl
- Hymenophyllum cupressiforme Labill. (1806) - Synonyme : Hymenophyllum tunbrigense var. cupressiforme (Labill.) Hook.f.
- Hymenophyllum delavayi Christ (1905) - Chine (Yunnan)
- Hymenophyllum deltoideum (Christ) Lellinger (1932) - Madagascar
- Hymenophyllum densifolium Phil. (1857) - Synonyme : Serpyllopsis caespitosa var. densifolia (Phil.) C.Chr.
- Hymenophyllum dentatum Cav. (1802) - Chili - Synonymes : Hymenophyllum bridgesii Hook., Leptocionium dentatum (Cav.) Bosch, Sphaerocionium bridgesii (Hook.) Klotzsch
- Hymenophyllum denticulatum Sw. (1801) - Asie tropicale, Java - Synonymes : Didymoglossum denticulatum (Sw.) Hassk., Hymenophyllum humile Nees & Blume, Leptocionium denticulatum (Sw.) Bosch, Meringium denticulatum (Sw.) Copel., Trichomanes denticulatum (Sw.) Poir.
  - Hymenophyllum denticulatum var. neesii C.Chr. (1905) - Remplace l'homonyme Hymenophyllum dichotomum Nees & Blume de Hymenophyllum dichotomum Cav.
- Hymenophyllum deplanchei Mett. (1868) - Nouvelle-Calédonie
- Hymenophyllum dichotomum Cav. (1802) - Amérique du Sud
- Hymenophyllum dicranotrichum (C.Presl) Sadeb. (1899) - Chili - Synonymes : Leptocionium dicranotricum C.Presl, Trichomanes spinulosum Phil.
- Hymenophyllum dimidiatum Mett. (1868) - Nouvelle Calédonie
- Hymenophyllum dregeanum C.Presl (1843)
- Hymenophyllum dusenii Christ (1899) - Chili, Terre de feu - Synonyme : Serpyllopsis caespitosa  var. dusenii C.Chr.
- Hymenophyllum ectocarpon Fée (1866) - Amérique centrale, Caraïde (Guadeloupe)
- Hymenophyllum edentulum (Bosch) C.Chr. (1905) - Assam, Bornéo
- Hymenophyllum elberti Rosenst. (1912) - Île Lombok (Indonésie)
- Hymenophyllum ellipticosorum Alderw. (1924) - Nouvelle-Guinée
- Hymenophyllum elongatum Jeff W.Grimes (1979) - Île Bougainville (îles Salomon)
- Hymenophyllum emersum Baker (1868)
- Hymenophyllum exsertum Wall. (1828) - Himalaya, Ceylan
- Hymenophyllum falklandicum Baker (1867) - Amérique du Sud (Argentine, Chili, îles Malouines)
  - Hymenophyllum falklandicum f. andinum Diem & J.S.Licht. (1959) - Argentine et Chili
  - Hymenophyllum falklandicum var. elongatum Diem & J.S.Licht. (1959) - Argentine et Chili
- Hymenophyllum fastigiosum Christ (1899) - Chine (Yunnan)
- Hymenophyllum firmum Alderw. (1924) - Nouvelle-Guinée - Synonyme : Meringium firmum (Alderw.) Copel.
- Hymenophyllum foersteri Rosenst. (1913) - Nouvelle-Guinée
- Hymenophyllum francii (Christ) Ebihara & K.Iwats. (2004) - Nouvelle-Calédonie - Synonyme : Trichomanes francii Christ - Ebihara & al. émettent un doute sur le sous genre
- Hymenophyllum fucoides (Sw.) Sw. (1801) - Amérique tropicale - Synonymes : Leptocionium fucoides (Sw.) C.Presl, Meringium fucoides (Sw.) Copel.
  - Hymenophyllum fucoides var. atrovirens (Fée & L'Herm.) Krug (1897) - Amérique du Sud et Caraïbe (Guadeloupe) - Nouveau nom pour l'homonyme Hymenophyllum atrovirens Fée & L'Herm. de Hymenophyllum atorivirens Colenso
  - Hymenophyllum fucoides var. calodictyon (Bosch) Stolze (1989) - Pérou, Équateur - Synonyme : Hymenophyllum calodictyon Bosch
  - Hymenophyllum fucoides var. chachapoyense Stolze (1989) - Pérou, Colombie, Équateur
  - Hymenophyllum fucoides var. frigidum Liebm. (1849) - Mexique
  - Hymenophyllum fucoides var. integrum Kuhn (1901) - Amérique du Sud et centrale
  - Hymenophyllum fucoides var. pedicellatum (Kunze ex Klotzsch) Hieron. (1904) - Équateur - Synonymes : Hymenophyllum pedicellatum Kunze ex Klotzsch, Leptocionium pedicellatum (Kunze ex Klotzsch) E.Fourn.
- Hymenophyllum fuscum (Blume) Bosch (1861) - Indonésie (île de Java) - Synonymes : Amphipterum fuscum (Blume) C.Presl, Didymoglossum fuscum (Blume) Hassk., Hymenophyllum dipteroneuron A.Br. ex Kunze, Trichomanes fuscum Blume
- Hymenophyllum gardneri Bosch (1859) - Ceylan
- Hymenophyllum geluense Rosenst. (1908) - Nouvelle-Guinée
- Hymenophyllum glebarium Christ (1906) - Terre de feu - Remplace l'homonyme Hymenophyllum caespitosum Christ de Hymenophyllum caespitosum Gaudich. - L'index IPNI ajoute comme synonyme possible Hymenophyllum falklandicum Baker, synonymie non reprise par Christensen, ni par l'index Tropicos
- Hymenophyllum gorgoneum Copel. (1937) - Îles Salomon
- Hymenophyllum gracilescens Domin (1913) - Australie (Queensland)
- Hymenophyllum haematochroum Mett. (1899)
- Hymenophyllum halconeuse Copel. (1907) - Mindoro
- Hymenophyllum hallierii Rosenst. (1911) - Bornéo
- Hymenophyllum hamuliferum Alderw. (1918) - Île Bangka
- Hymenophyllum henryi Baker (1889) - Chine
- Hymenophyllum herterianum Brause (1920) - Nouvelle-Guinée
- Hymenophyllum hieronymi (Brause) C.Chr. (1934) - Nouvelle-Guinée - Synonyme : Trichomanes hieronymi Brause
- Hymenophyllum holochilum (Bosch) C.Chr. (1905) - Asie tropicale (Chine, Thaïlande) et Océan indien (Indonésie) - Synonymes : Didymoglossum affine Bosch, Didymoglossum holochilum Bosch, Leptocionium affine (Bosch) Bosch, Leptocionium holochilum (Bosch) Bosch, Meringium holochilum (Bosch) Copel.
- Hymenophyllum hosei Copel. (1917) - Bornéo
- Hymenophyllum houstonii Jenman (1886) - Caraïbe
- Hymenophyllum howense Brownlie (1960) - Île Lord Howe
- Hymenophyllum humbertii C.Chr. (1928) - Madagascar
- Hymenophyllum integrivalvatum C.Sánchez (2002) - Caraïbe
- Hymenophyllum jamesonii Hook. (1844) - Colombie, Équateur, Venezuela - Synonymes : Buesia jamesonii (Hook.) Copel., Dermatophlebium jamesonii (Hook.) C.Presl
- Hymenophyllum japonicum Miq. (1867) - Japon
- Hymenophyllum johorense Holttum (1929) - Indonésie, Malaisie
- Hymenophyllum kerianum Watts (1915) - Australe (Queensland)
- Hymenophyllum khasianum Baker (1874) - Chine - Remplace l'homonyme Hymenophyllum flaccidum (Bosch) Baker de Hymenophyllum flaccidum Bosch
- Hymenophyllum klabatense Christ (1894)
- Hymenophyllum kurzii Prantl (1875) - Java
- Hymenophyllum lamellatum Stolze (1989) - Pérou
- Hymenophyllum laminatum Copel. (1911) - Nouvelle-Guinée
- Hymenophyllum latifolium (Copel.) C.V.Morton (1968) - Synonyme : Meringium latifolium Copel.
- Hymenophyllum laxum (Copel.) C.V.Morton (1968) - Synonyme : Meringium laxum Copel.
- Hymenophyllum ledermannii Brause (1920) - Nouvelle-Guinée
- Hymenophyllum leptocarpum Copel. (1931) - Bornéo
- Hymenophyllum levingei C.B.Clarke (1880) - Sikkim (Inde)
- Hymenophyllum lingganum Alderw. (1922) - Archipel des Lingga (Indonésie)
- Hymenophyllum lobbii T.Moore ex Bosch (1863) - Synonyme : Trichomanes serratulum Baker
- Hymenophyllum macgillivrayi (Baker) Copel. (1937) - Synonyme : Trichomanes macgillivrayi Baker
- Hymenophyllum macroglossum Bosch (1863)
- Hymenophyllum macrosorum Alderw. (1914) - Sumatra
- Hymenophyllum maderense Gibby & Lovis (1989) - Madère
- Hymenophyllum mannianum Mett. ex Kuhn (1868)
- Hymenophyllum marginatum Hook. & Grev. (1828) - Australie (Nouvelle Galles du Sud, Tasmanie) - Synonymes : Craspedophyllum marginatum (Hook. & Grev.) Copel., Pachyloma marginata (Hook. & Grev.) Bosch
- Hymenophyllum megachilum C.Presl (1848) - Bolivie, Brésil Christensen et l'index IPNI en font en synonyme de Hymenophyllum peltatum (Poir.) Desv., alors que l'index Tropicos continue de citer cette espèce.
- Hymenophyllum megistocarpum (Copel.) C.V.Morton (1968) - Synonyme : Buesia megistocarpa Copel.
- Hymenophyllum melanocheilos Colenso (1885)
- Hymenophyllum melanosorum (Copel.) C.V.Morton (1968) - Synonyme : Meringium melanosorum Copel.
- Hymenophyllum merrillii Christ (1907) - Luçon
- Hymenophyllum mettenii Bosch (1863)
- Hymenophyllum meyenianum (C.Presl) Copel. (1937) - Synonymes : Meringium meyenianum C.Presl, Trichomanes meyenianum (C.Presl) Bosch
- Hymenophyllum meyeri C.Presl (1843)
- Hymenophyllum microchilum (Baker) C.Chr. (1928) - Bornéo - Synonyme : Trichomanes microchilum Baker
- Hymenophyllum mildbraedii (Brause ex Brause & Hieron.) Alston (1944) - Synonymes : Hymenophyllum polyanthos var. midbraedii (Brause ex Brause & Hieron.) Schelpe, Trichomanes mildbraedii Brause ex Brause & Hieron.
- Hymenophyllum minimum A.Rich. (1832) - Nouvelle-Zélande
- Hymenophyllum minuti-denticulatum Ching & P.C.Chiu (1959) - Chine (Yunnan)
- Hymenophyllum mirificum C.V.Morton (1932) - Pérou
- Hymenophyllum moorei Baker (1874) - Île Lord Howe
- Hymenophyllum multifidum (G.Forst.) Sw. (1801) - Australie, Nouvelle-Zélande, Polynésie, Célèbes - Synonymes : Hymenophyllum feejeense Brack., Trichomanes multifidum G.Forst.
- Hymenophyllum nahuelhuapiense Diem & J.S.Licht. (1959) - Argentine et Chili
- Hymenophyllum nanum Sodiro (1892) - Équateur
- Hymenophyllum neesii (Blume) Hook. (1844) - Bornéo, Java, Philippines - Synonymes : Didymoglossum neesii (Blume) C.Presl, Leptocionium neesii (Blume) Bosch, Trichomanes neesii Blume
- Hymenophyllum nutantifolium Alderw. (1924) - Nouvelle-Guinée
- Hymenophyllum odontophyllum Copel. (1937) - Nouvelle-Guinée
- Hymenophyllum oligocarpum Colenso (1899) - Nouvelle-Zélande
- Hymenophyllum oligosorum Makino (1899) - Chine, Corée, Japon - Synonyme : Mecodium oligosorum (Makino) H.Itô
- Hymenophyllum omeiense Christ (1906)
- Hymenophyllum ovatum Copel. (1911) - Nouvelle-Guinée
- Hymenophyllum oxyodon Baker (1890) - Asie du Sud-Est
- Hymenophyllum pachydermicum Ces. (1876) - Bornée
- Hymenophyllum palmatum Bosch (1859)
- Hymenophyllum pectinatum Cav. (1802) - Chili, archipel Juan Fernandez
- Hymenophyllum pedicularifolium Ces. (1877) - Nouvelle-Guinée
- Hymenophyllum peltatum (Poir.) Desv. (1827) - Amérique tropicale, Afrique, Madagascar
  - Hymenophyllum peltatum var. achalense (Hieron.) Capurro (1940) - Argentine - Synonymes : Hymenophyllum wilsonii  var. achalense Hieron., Hymenophyllum tunbrigense var. achalense (Hieron.) Sadeb.
  - Hymenophyllum peltatum var. elegans Diem & J.S.Licht. (1959) - Argentine
  - Hymenophyllum peltatum var. elongatum Diem & J.S.Licht. (1959) - Argentine et Chili
  - Hymenophyllum peltatum var. imbricatum Diem & J.S.Licht. (1959) - Argentine
  - Hymenophyllum peltatum var. menziesii (C.Presl) C.Chr. (1940) - Synonyme : Hymenophyllum menziesii C.Presl
  - Hymenophyllum peltatum var. minor Diem & J.S.Licht. (1959) - Argentine et Chili
  - Hymenophyllum peltatum var. patagonicum Diem & J.S.Licht. (1959) - Argentine et Chili
- Hymenophyllum penangianum Matthew & Christ (1909) - Penang (Malaisie)
- Hymenophyllum perfissum Copel. (1917) - Bornéo
- Hymenophyllum perparvulum Alderw. (1914) - Sumatra
- Hymenophyllum perrieri Tardieu (1941) - Madagascar
- Hymenophyllum peruvianum Hook. & Grev. (1831)
- Hymenophyllum piliferum C.Chr. (1925) - Nouvelle-Calédonie
- Hymenophyllum pilosum Alderw. (1914) - Sumatra
- Hymenophyllum podocarpon Fée (1869)
- Hymenophyllum poilanei Tardieu & C.Chr. (1934) - Asie du Sud-Est
- Hymenophyllum polyodon Baker (1876) - Îles de l'Amirauté (Papouasie-Nouvelle-Guinée)
- Hymenophyllum praetervisum Christ (1896) - Bornéo, Samoa
  - Hymenophyllum praetervisum var. australiense Domin (1913)
- Hymenophyllum preslii (Bosch) Rosenst. (1911) - Bornéo - Synonyme : Leptocionium preslii Bosch
- Hymenophyllum pseudotunbridgense Watts (1914) - Synonyme : Hymenophyllum tunbrigense  var. exsertum F.M.Bailey
- Hymenophyllum pulchrum Copel. (1937) - Philippines - Synonyme : Meringium pulchrum (Copel.) Copel.
- Hymenophyllum pumilio Rosenst. (1910) - Nouvelle Calédonie
- Hymenophyllum pumilum C.Moore (1874) - Nouvelle Galles du Sud (Australie)
- Hymenophyllum pygmaeum Colenso (1881)
- Hymenophyllum pyriforme Bosch (1863) - Nouvelle-Zélande - [3]
- Hymenophyllum quetrihuense Diem & J.S.Licht. (1959) - Argentine
  - Hymenophyllum quetrihuense f. nanum Diem & J.S.Licht. (1959) - Argentine
- Hymenophyllum ramosii Copel. (1937) - Philippines - Synonyme : Meringium ramosii (Copel.) Copel.
- Hymenophyllum reductum Copel. (1937) - Philippines - Synonyme :Meringium reductum (Copel.) Copel.
- Hymenophyllum repens Dulac (1867) - Espèce ignorée par Baker, Christensen et l'index Tropicos. L'index IPNI renvoie à Hymenophyllum tunbrigense (L.) J.Sm.
- Hymenophyllum revolutum Colenso (1844)
- Hymenophyllum ricciaefolium Bory ex Willd. (1810)
- Hymenophyllum ringens Christ (1904) - Célèbes
- Hymenophyllum rolandi-principis Rosenst. (1910) - Nouvelle-Calédonie - Synonyme : Rosenstockia rolandi-principis (Rosenst.) Copel.
- Hymenophyllum rosenstockii Brause (1920) - Nouvelle-Guinée - Synonyme : Meringium rosenstockii (Brause) Copel.
- Hymenophyllum rubellum Rosenst. (1912) - Nouvelle-Guinée - Synonyme : Meringium rubellum (Rosenst.) Copel.
- Hymenophyllum rufifolium Alderw. (1918) - Sumatra
- Hymenophyllum rufifrons Alderw. (1918) - Sumatra
- Hymenophyllum rufofibrillosum Ching & Z.Y.Liu (1983) - Chine (Sichuan)
- Hymenophyllum rugosum C.Chr. & Skottsb. (1920) - Chili, archipel Juan Fernandez
  - Hymenophyllum rugosum f. lanceolata C.Chr. & Skottsb. (1920) - Chili, archipel Juan Fernandez
- Hymenophyllum rutaefolium Bory (1810) - Madagascar - Cette espèce n'est signalée que par l'index Tropicos : elle permet de lever l'homonymie de Hymenophyllum tenellum (Jack.) Kuhn.
- Hymenophyllum sabinifolium Baker (1867) - Java, Sumatra
- Hymenophyllum secundum Hook. & Grev. (1829) - Amérique du Sud - Synonyme : Meringium secundum (Hook. & Grev.) Copel.
- Hymenophyllum semifissum Copel. (1915) - Bornéo
- Hymenophyllum serra C.Presl (1843) - Chili
- Hymenophyllum serrulatum (C.Presl) C.Chr. (1905) - Philippines, Nouvelle-Guinée - Synonymes : Didymoglossum serrulatum C.Presl, Hymenophyllum bivalve J.Sm.
- Hymenophyllum sibthorpioides (Bory ex Willd.) Mett. (1868) - Afrique orientale, Madagascar - Synonymes : Trichomanes flabellatum Bory, Trichomanes parvulum Poir., Trichomanes sibthorpioides Bory ex Willd.
- Hymenophyllum simonsianum Hook. (1860) - Inde du nord, Népal, Bhoutan, Chine (Yunnan, Taïwan) - Synonymes : Didymoglossum simonsianum (Hook.) Bosch, Hymenophyllum okadai Masam., Mecodium okadai (Masam.) Shieh
- Hymenophyllum smithii Hook. (1844) - Philippines, Java, Malaisie
- Hymenophyllum sodiroi C.Chr. (1905) - Équateur - Nouveau nom pour l'homonyme Hymenophyllum pendulum Sodiro de Hymenophyllum pendulum Bory - Synonyme : Buesia sodiroi (C.Chr.) Copel.
- Hymenophyllum spathulatum Colenso (1844)
- Hymenophyllum spicatum Christ (1906) - Chine
- Hymenophyllum spinosum Ching (1959) - Chine (Hainan)
- Hymenophyllum spinulosum Kunth (1815) - Venezuela - Signalé comme pouvant être Hymenophyllum fucoides (Sw.) Sw.
- Hymenophyllum subdimidiatum Rosenst. (1912) - Nouvelle Calédonie
- Hymenophyllum subfirmum Alderw. (1924) - Nouvelle-Guinée
- Hymenophyllum subflabellatum Ces. (1876) - Bornéo
- Hymenophyllum subrotundum Alderw. (1915) - Sumatra
- Hymenophyllum suprapaleaceum Ching (1983) - Chine
- Hymenophyllum taliabense Alderw. (1914) - Malaisie
- Hymenophyllum thomassetii C.H.Wright (1906) - Afrique centrale
- Hymenophyllum torquescens Bosch (1863) - Martinique
- Hymenophyllum torricellianum Alderw. (1913) - Nouvelle-Guinée
- Hymenophyllum triangulare Baker (1867) - Afrique tropicale - Synonyme : Meringium triangulare (Baker) Copel.
  - Hymenophyllum triangulare subsp. uluguruense Kornás (1990) - Tanzanie
- Hymenophyllum trichocaulon Phil. (1896) - Chili
- Hymenophyllum trichophorum (Alderw.) Ebihara & K.Iwats. (2006) - Synonyme : Trichomanes trichophorum Alderw.
- Hymenophyllum truncatum Colenso (1891) - Nouvelle-Zélande
- Hymenophyllum tunbrigense (L.) Sm. (1808) - Cosmopolite - Synonymes : Trichomanes tunbrigense L. (basionym), Trichomanes pulchellum Salisb[4].
  - Hymenophyllum tunbrigense var. asperulum (Kunze) Diem & J.S.Licht. (1959) - Chili - Synonyme : Hymenophyllum asperulum Kunze
  - Hymenophyllum tunbrigense var. cordobensis Hieron. (1896) - Argentine
- Hymenophyllum umbratile Diem & J.S.Licht. (1959) - Argentine
- Hymenophyllum uncinatum Sim (1915)
- Hymenophyllum unilaterale Bory ex Willd. (1810)
- Hymenophyllum urofrons Ching & C.F.Zhang (1983) - Chine
- Hymenophyllum vacillans Christ (1900) - Brésil - Ebihara et al. émettent des doutes sur le sous-genre.
- Hymenophyllum violaceum Meyen (1863) - Philippines - Synonyme : Leptocionium violaceum Meyen ex Bosch
- Hymenophyllum viride Rosenst. ex Copel. (1937)
- Hymenophyllum vittatum Copel. (1937) - Philippines - Synonyme : Meringium vittatum (Copel.) Copel.
- Hymenophyllum walleri Maiden & Betche (1911) - Synonyme : Mecodium walleri (Maiden & Betche) Copel.
- Hymenophyllum whangshanense Ching & P.C.Chiu (1959) - Chine
- Hymenophyllum wilsonii Hook. (1830)
- Hymenophyllum zeelandicum Bosch (1863) - Nouvelle-Zélande
- Hymenophyllum zollingerianum Kunze (1848) - Java - Synonyme : Didymoglossum zollingeri (Kunze) Hassk.

### Sous-genreSphaerocionium(C.Presl) C.Chr.
Le limbe des espèces de ce sous-genre est couvert de poils en étoiles ou ses divisions sont dichotomes.
Le nombre de base de chromosomes des espèces de ce sous-genre est de 36.
Le sous-genre Sphaerocionium compte environ 70 espèces dont l'aire de répartition concerne l'ensemble des régions tropicales, en particulier celles du nouveau monde.

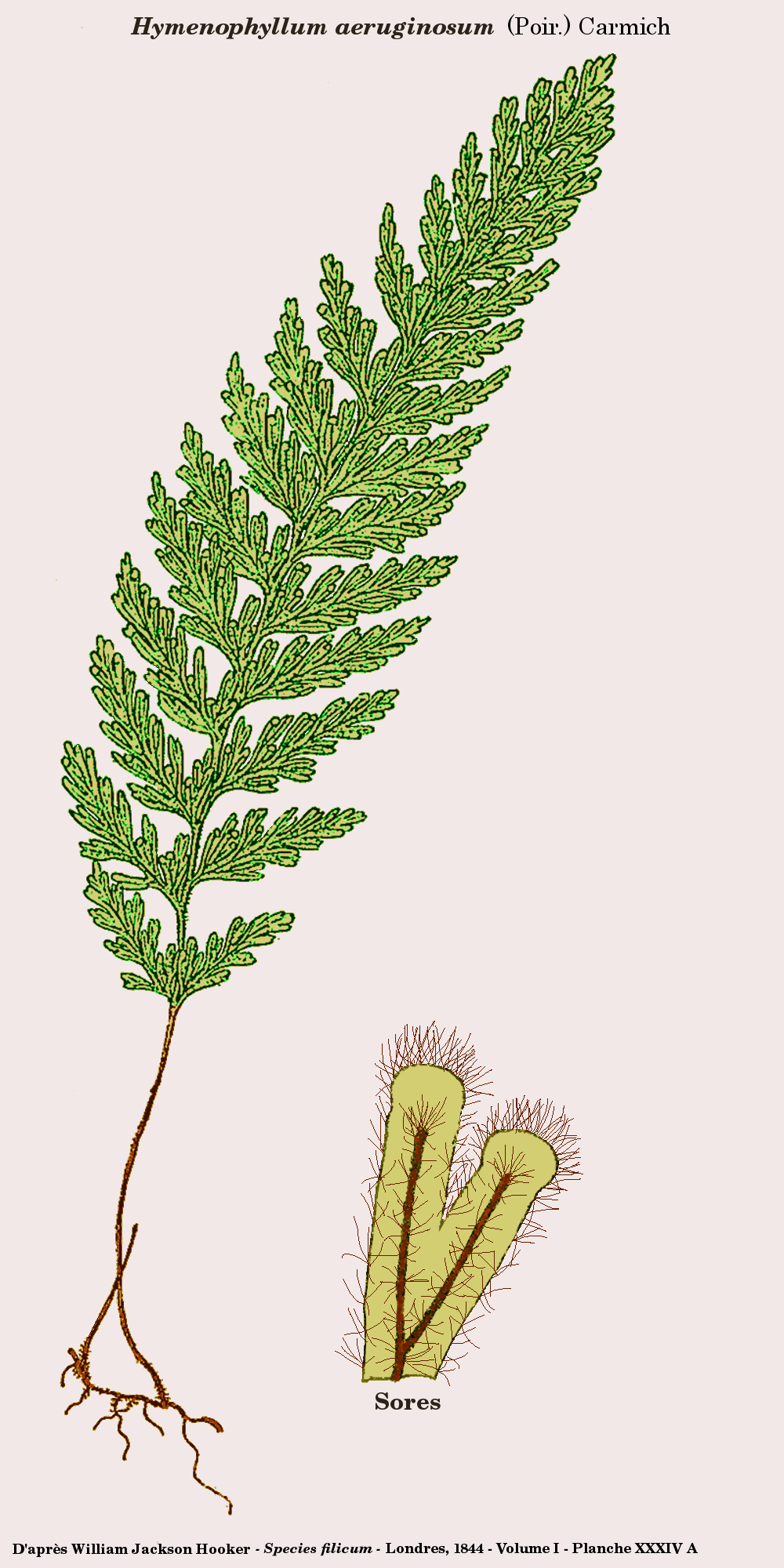
Hymenophyllum aeruginosum (Poir.) Carmich.
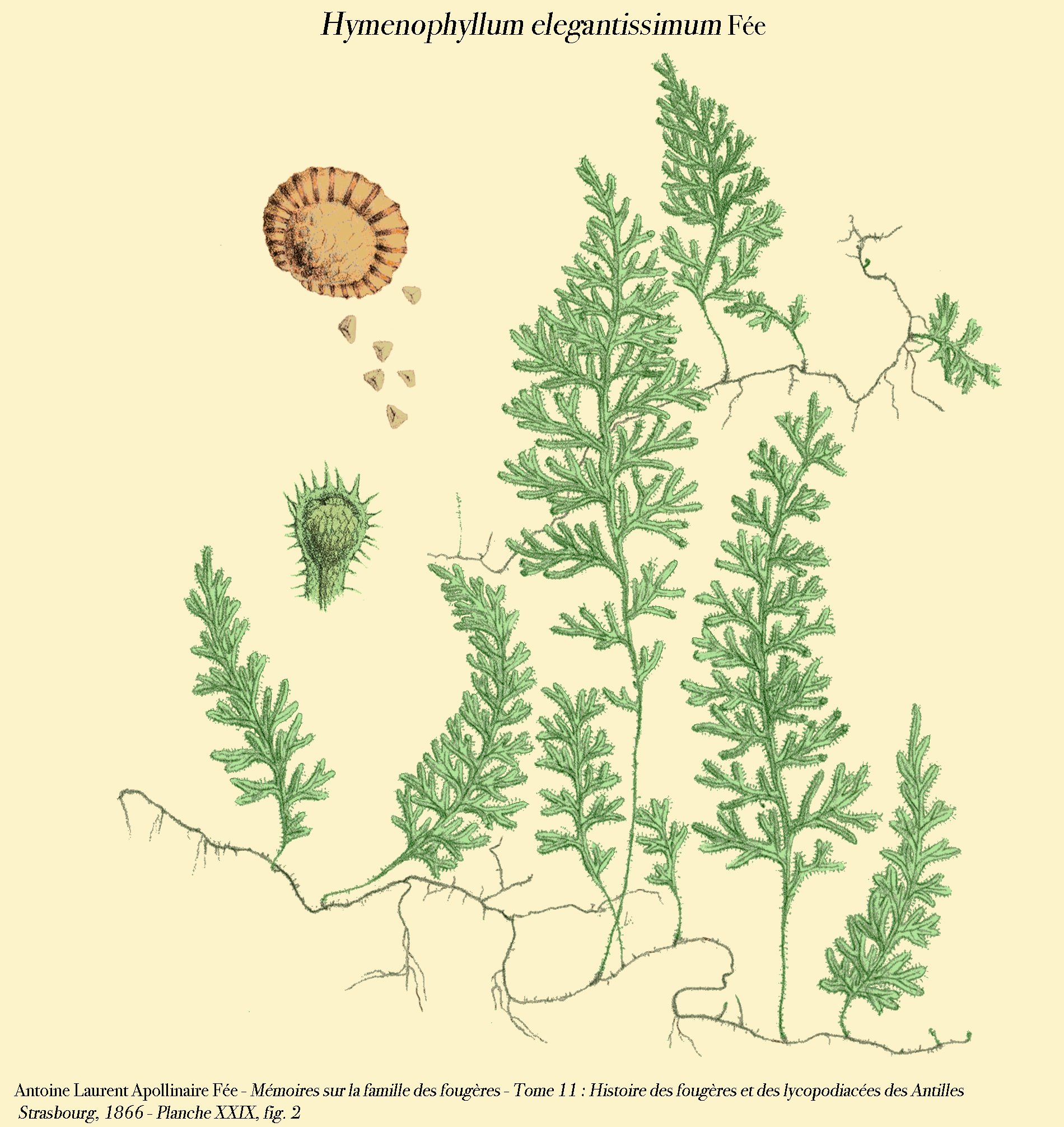
Hymenophyllum elegantissimum Fée
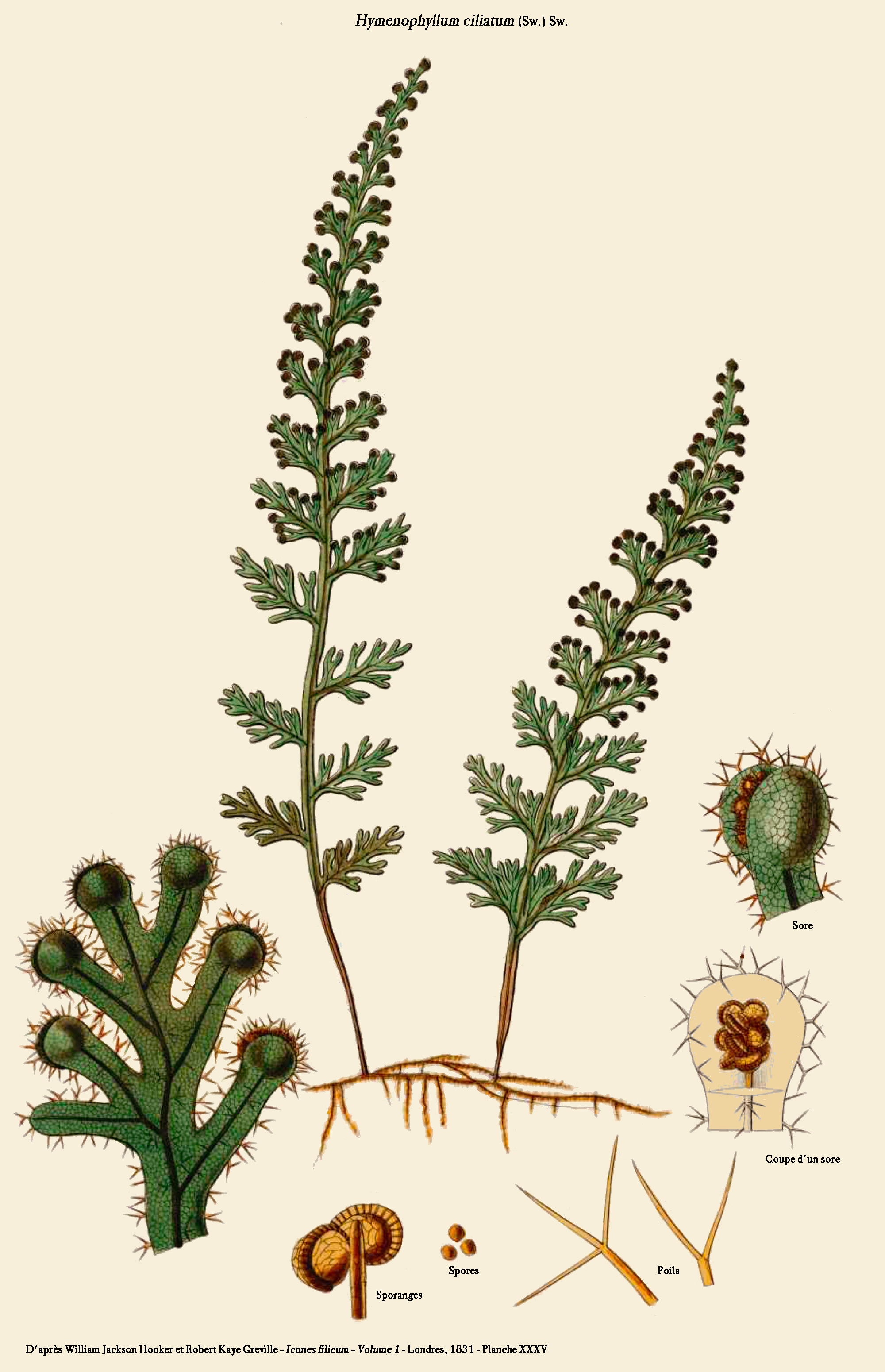
Hymenophyllum ciliatum (Sw.) Sw.
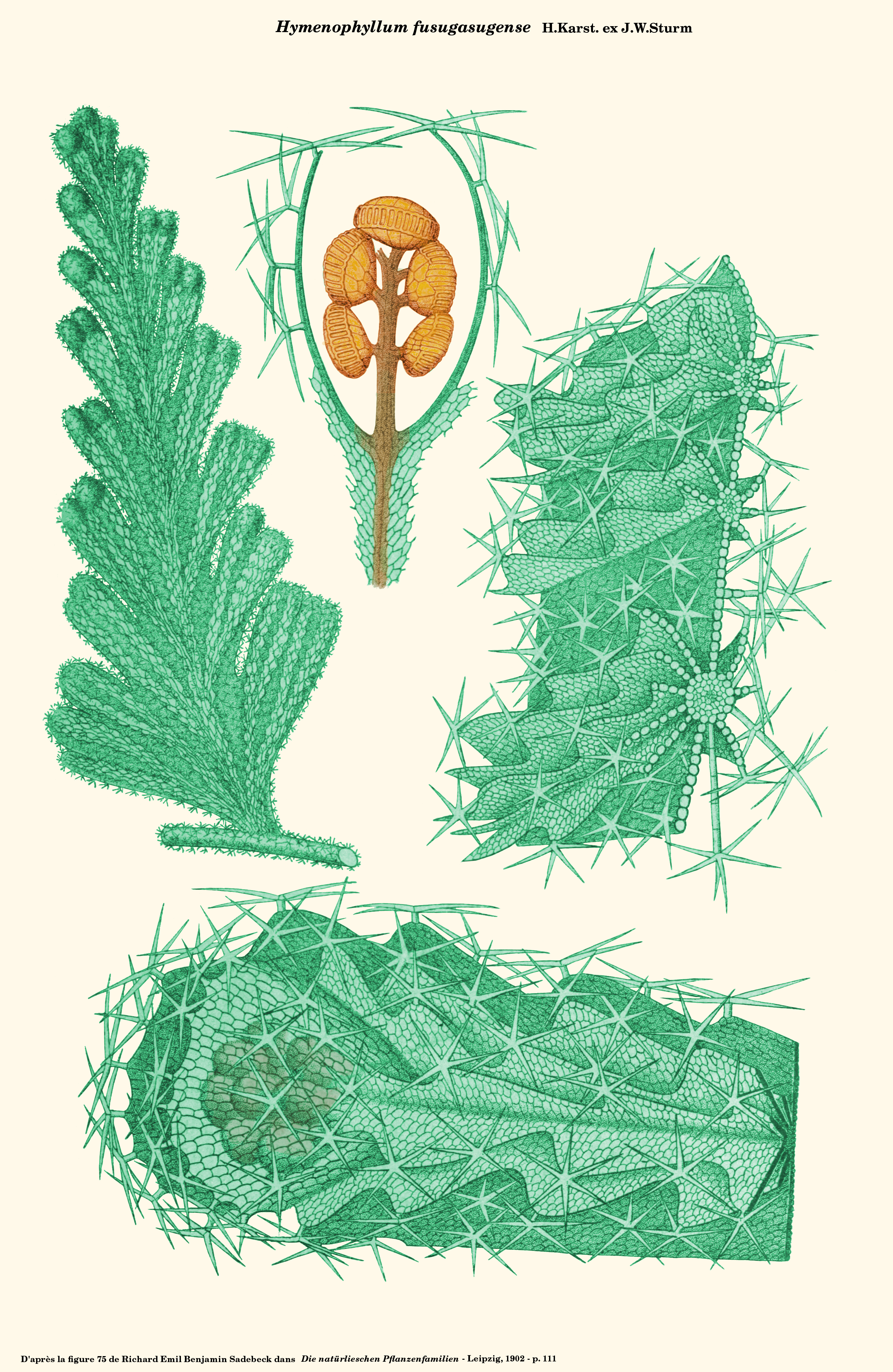
Hymenophyllum fujugasugense H.Karst. ex J.W.Sturm
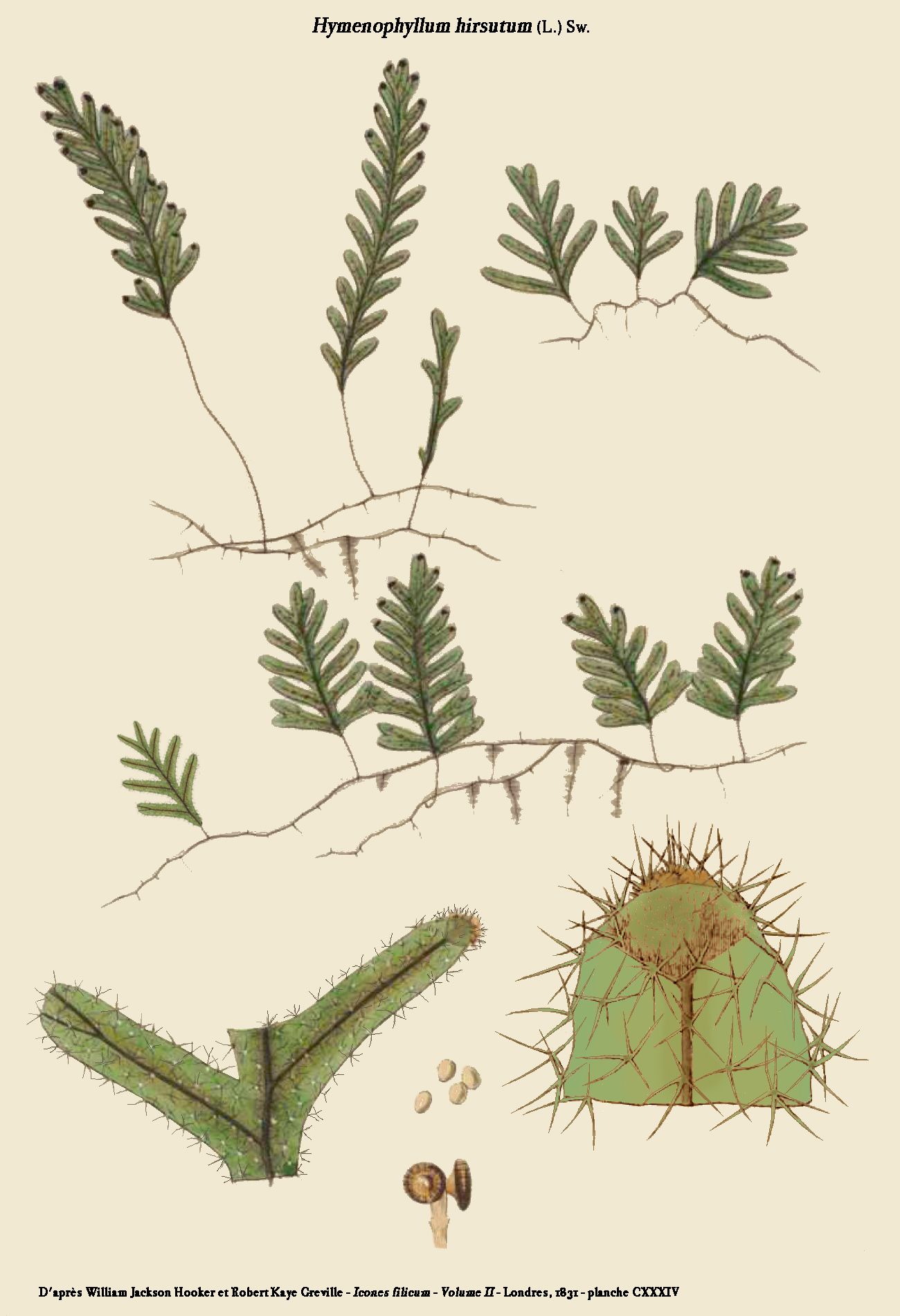
Hymenophyllum hirsutum (L.) Sw.
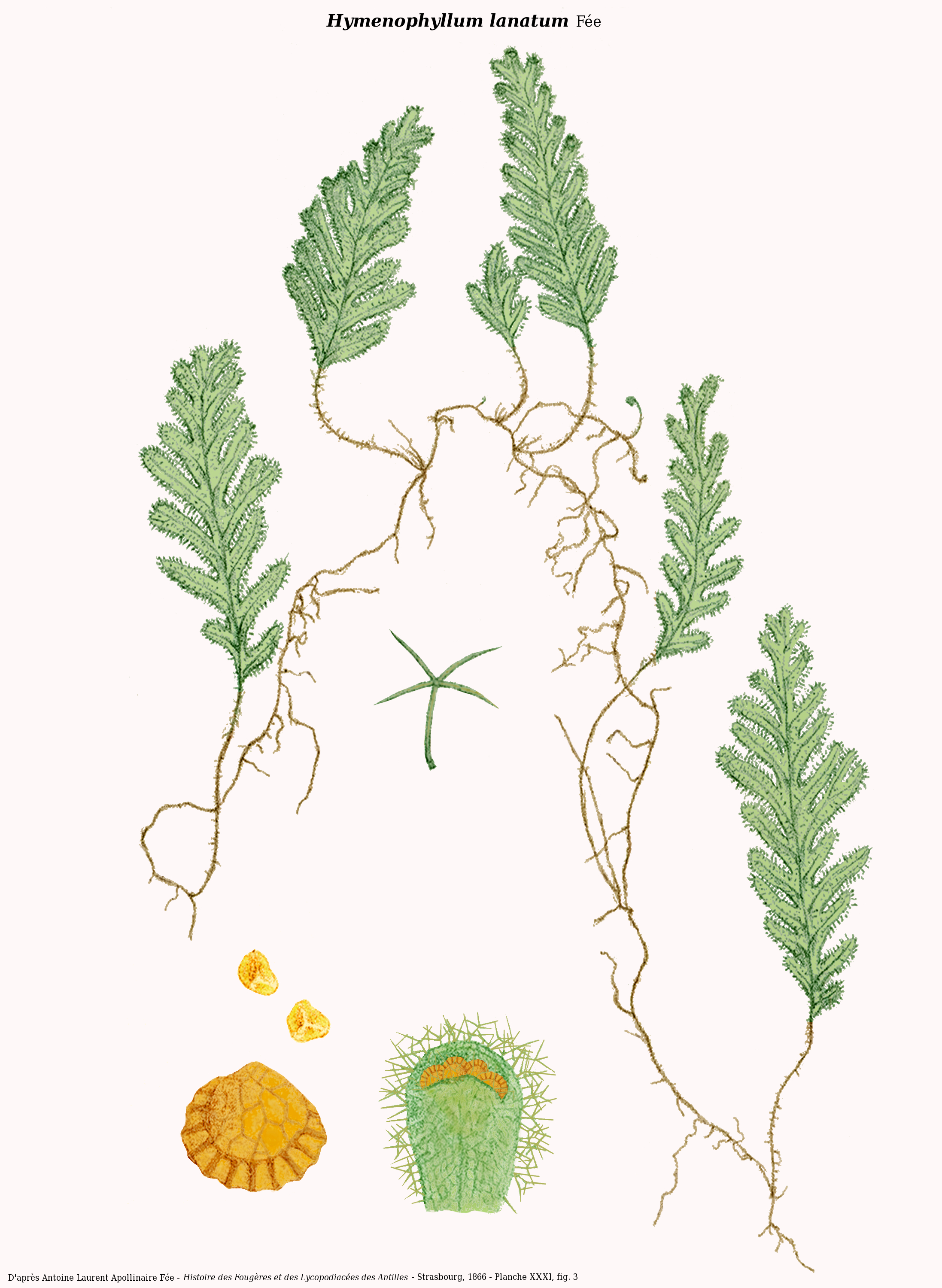
Hymenophyllum lanatum Fée
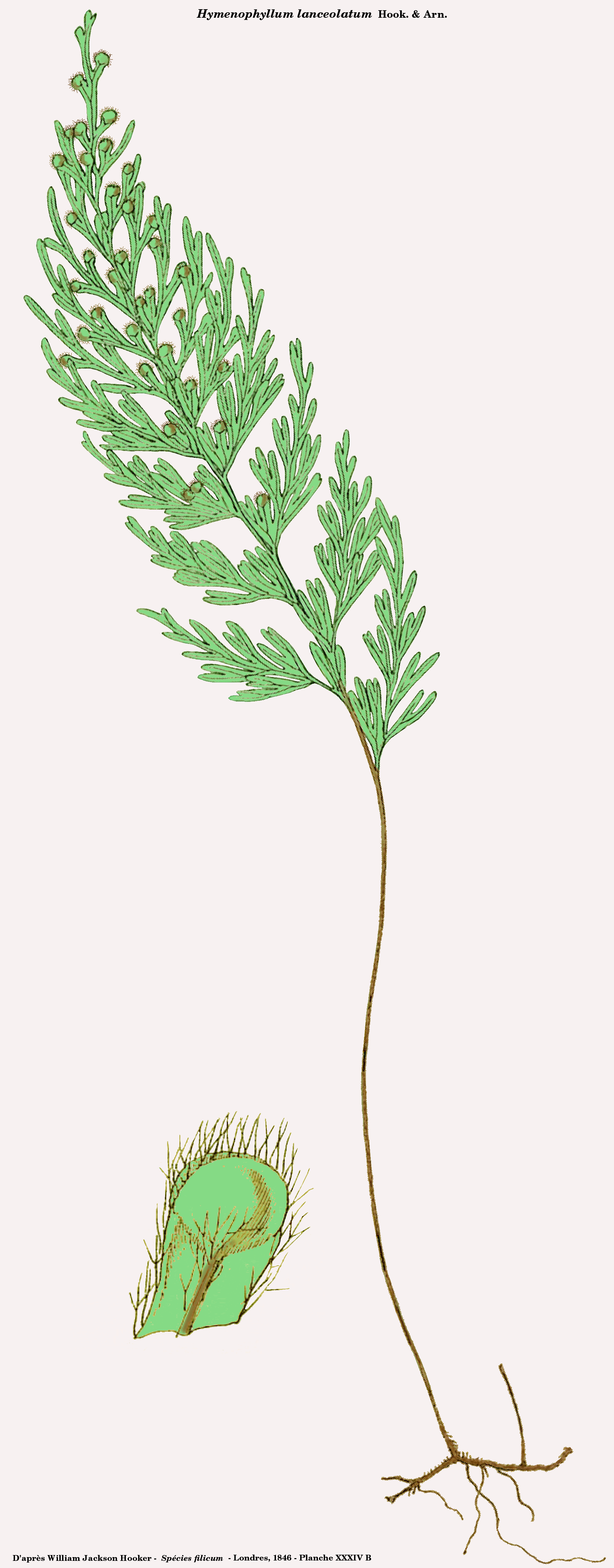
Hymenophyllum lanceolatum Hook. & Arn.
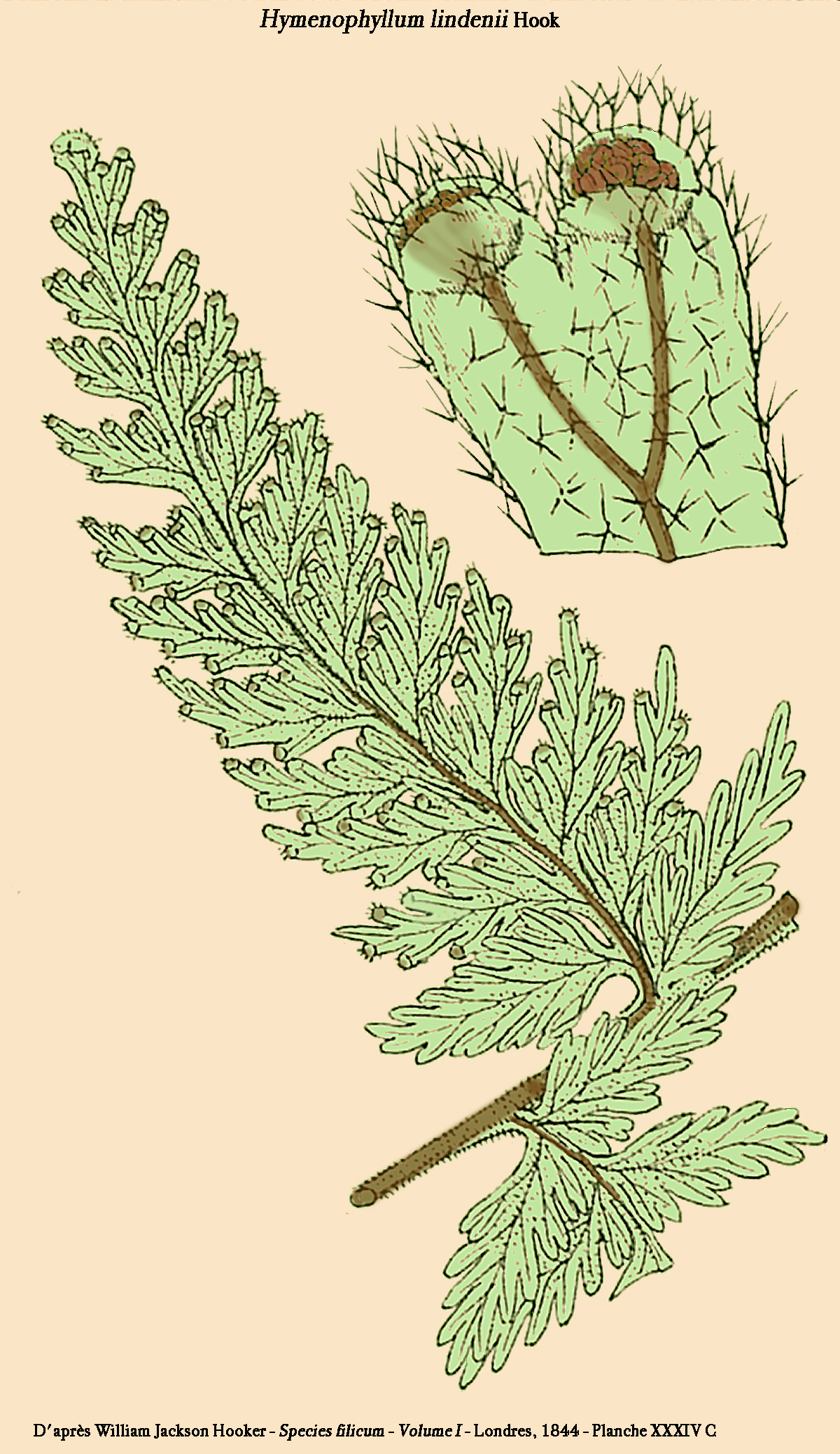
Hymenophyllum lindenii Hook.
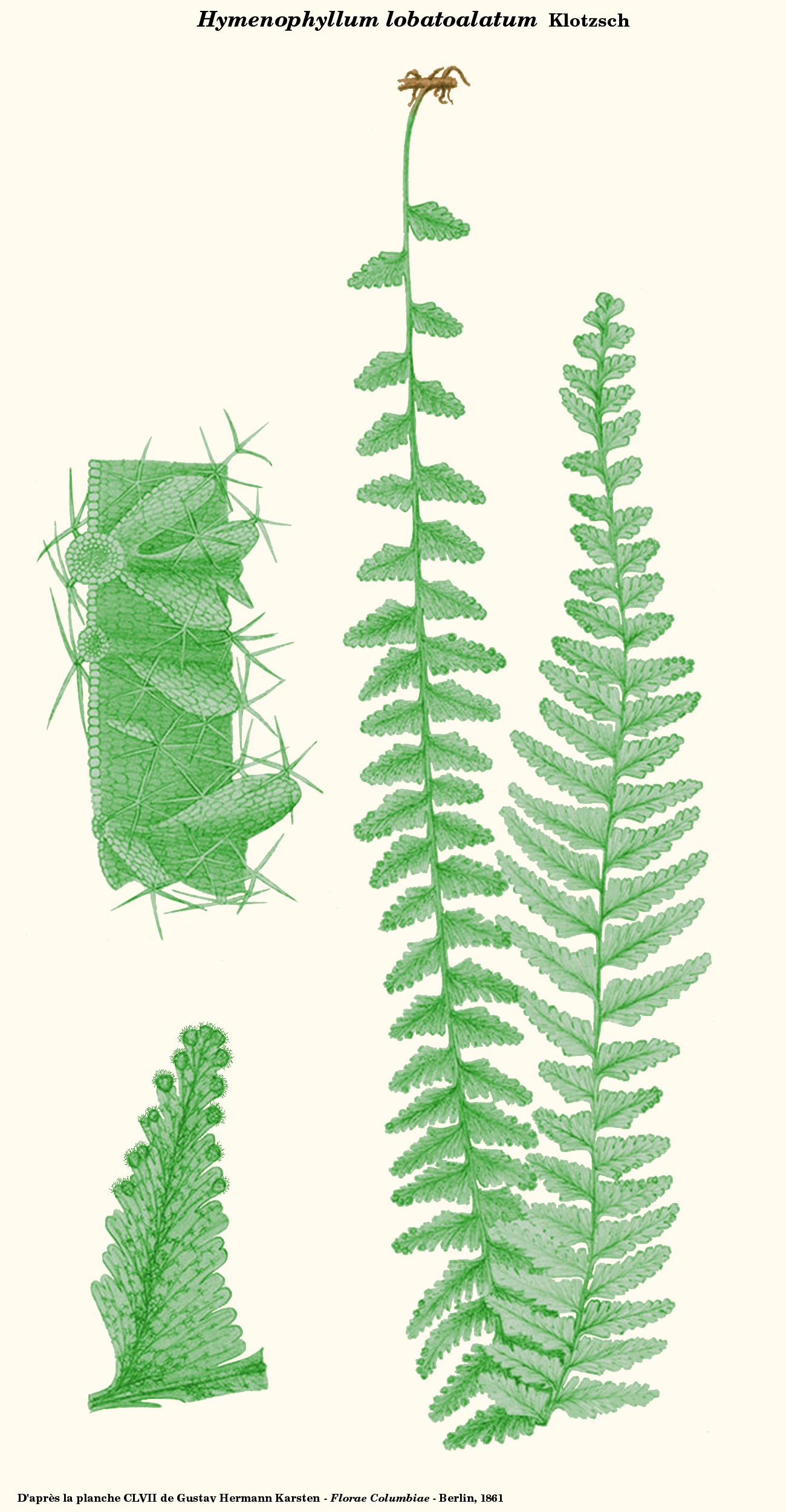
Hymenophyllum lobatoalatum Klotzsch
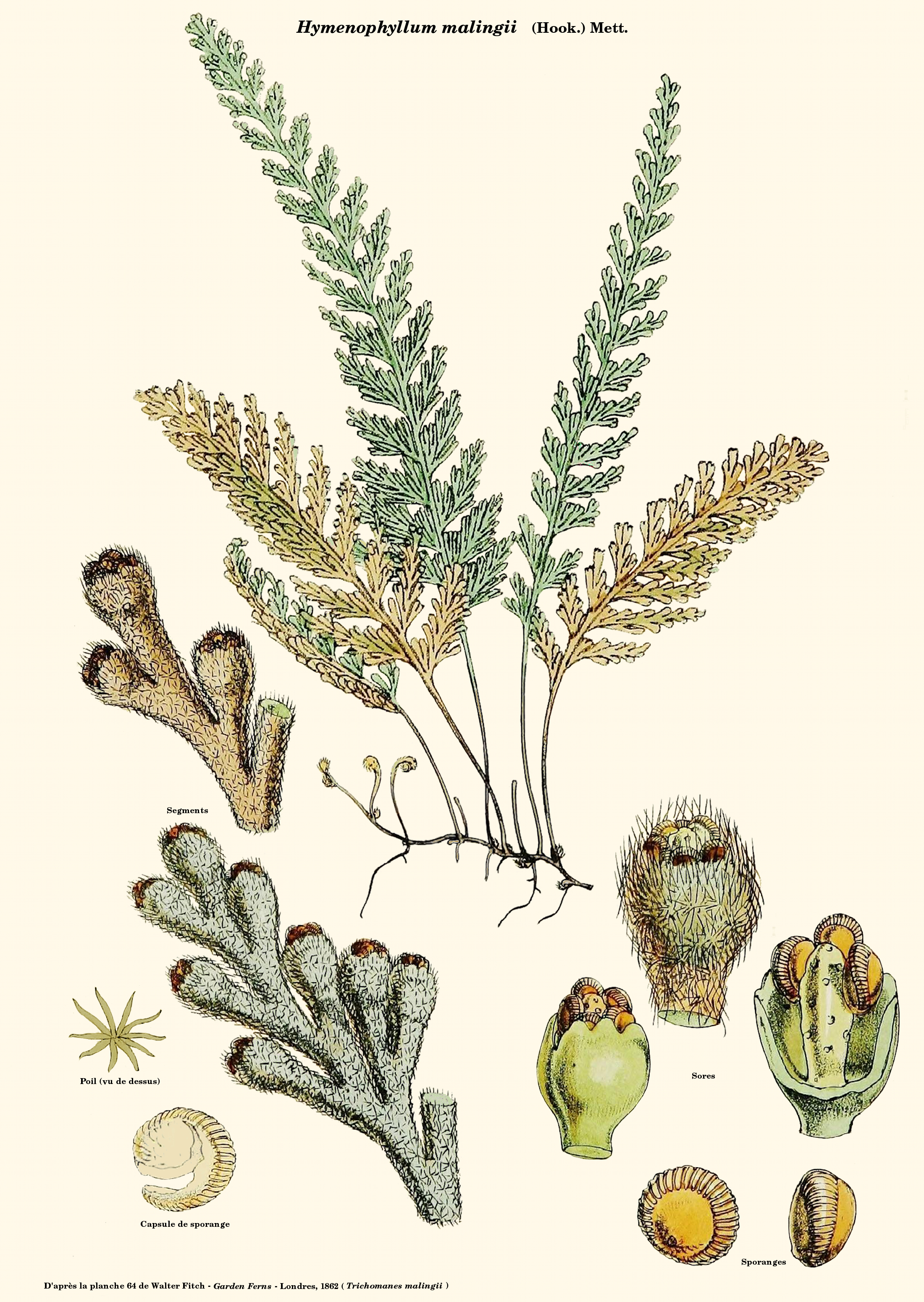
Hymenophyllum malingii (Hook.) Mett.
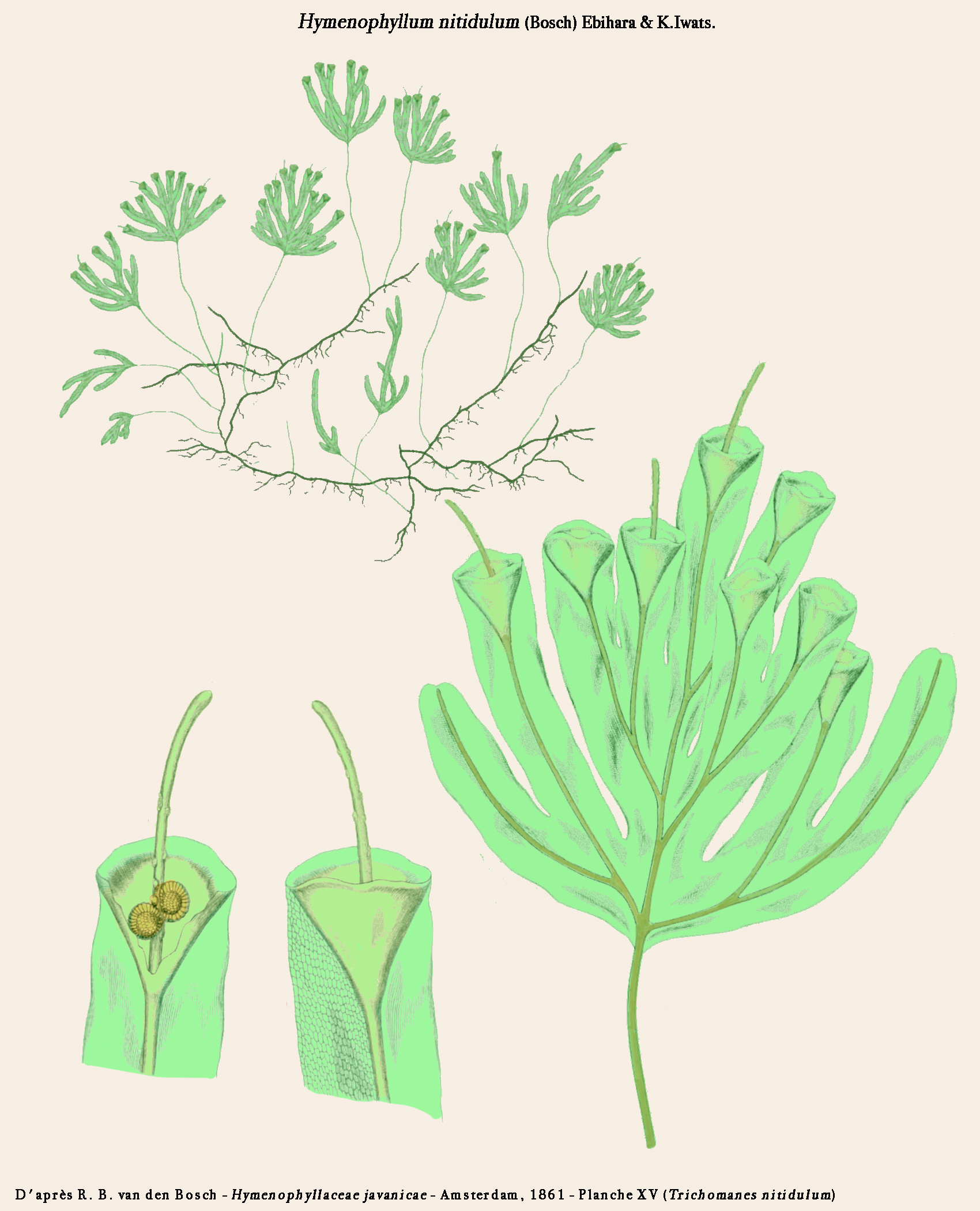
Hymenophyllum nitidulum (Bosch) Ebihara & K.Iwats.
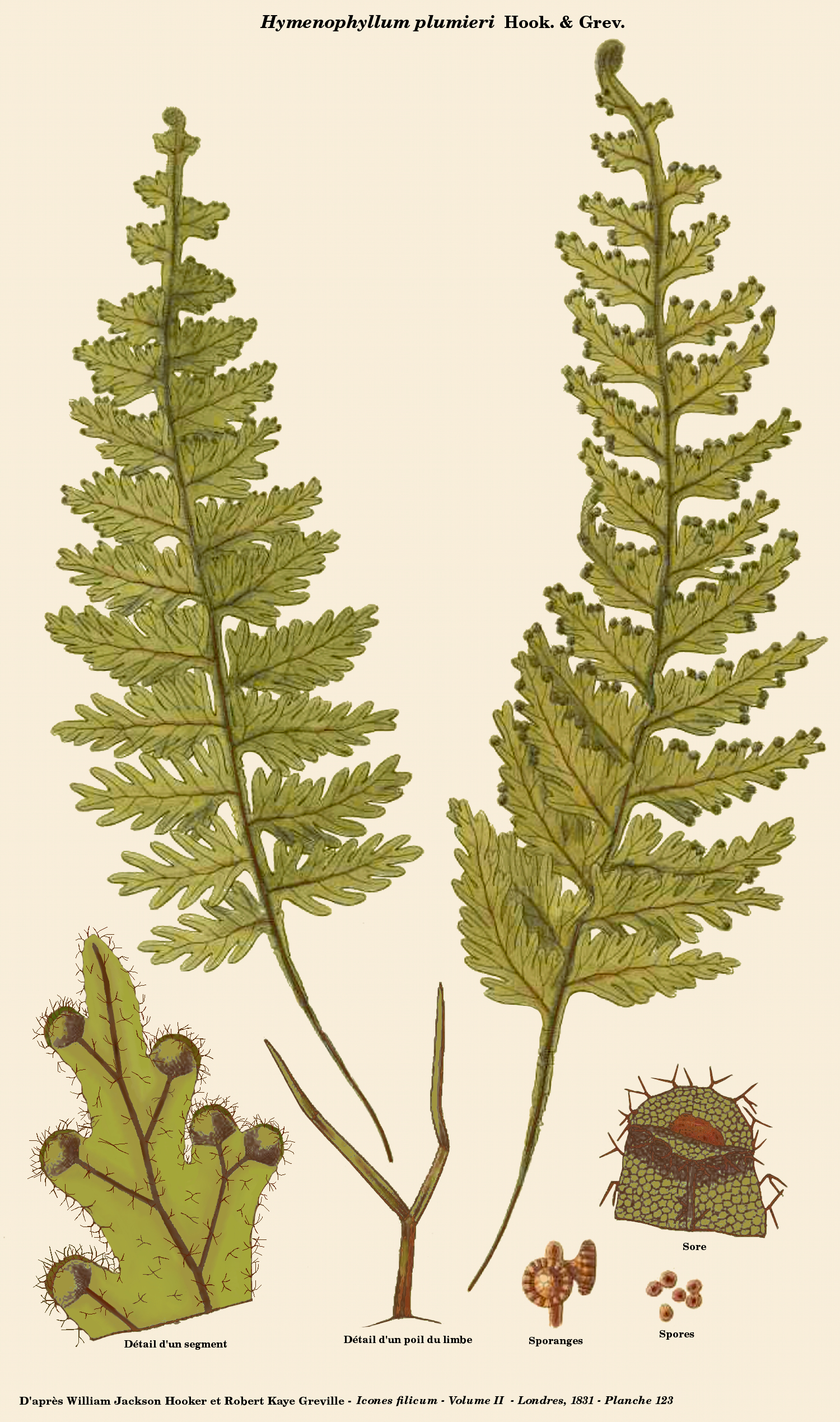
Hymenophyllum plumieri Hook. & Grev.
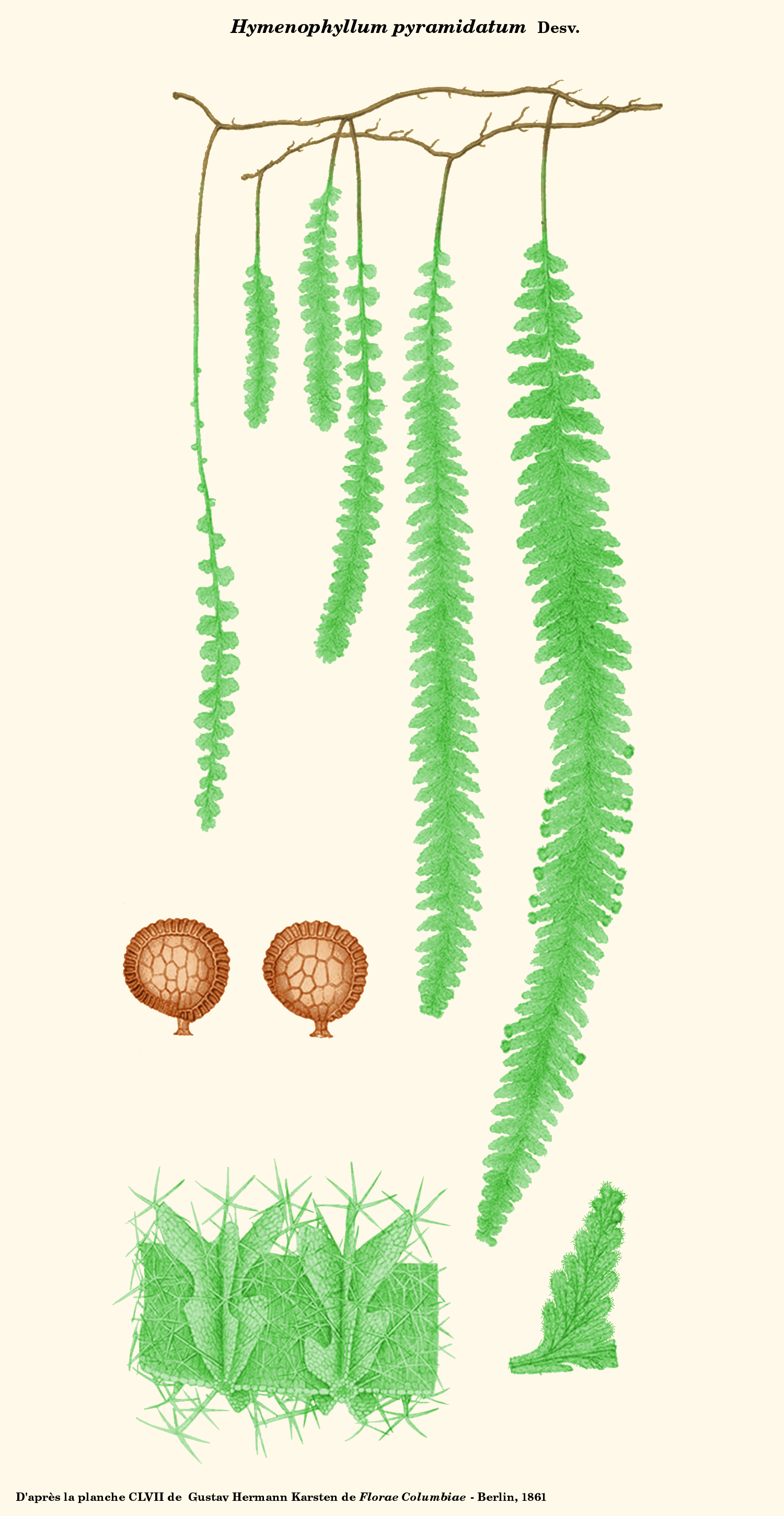
Hymenophyllum pyramidatum Desv.
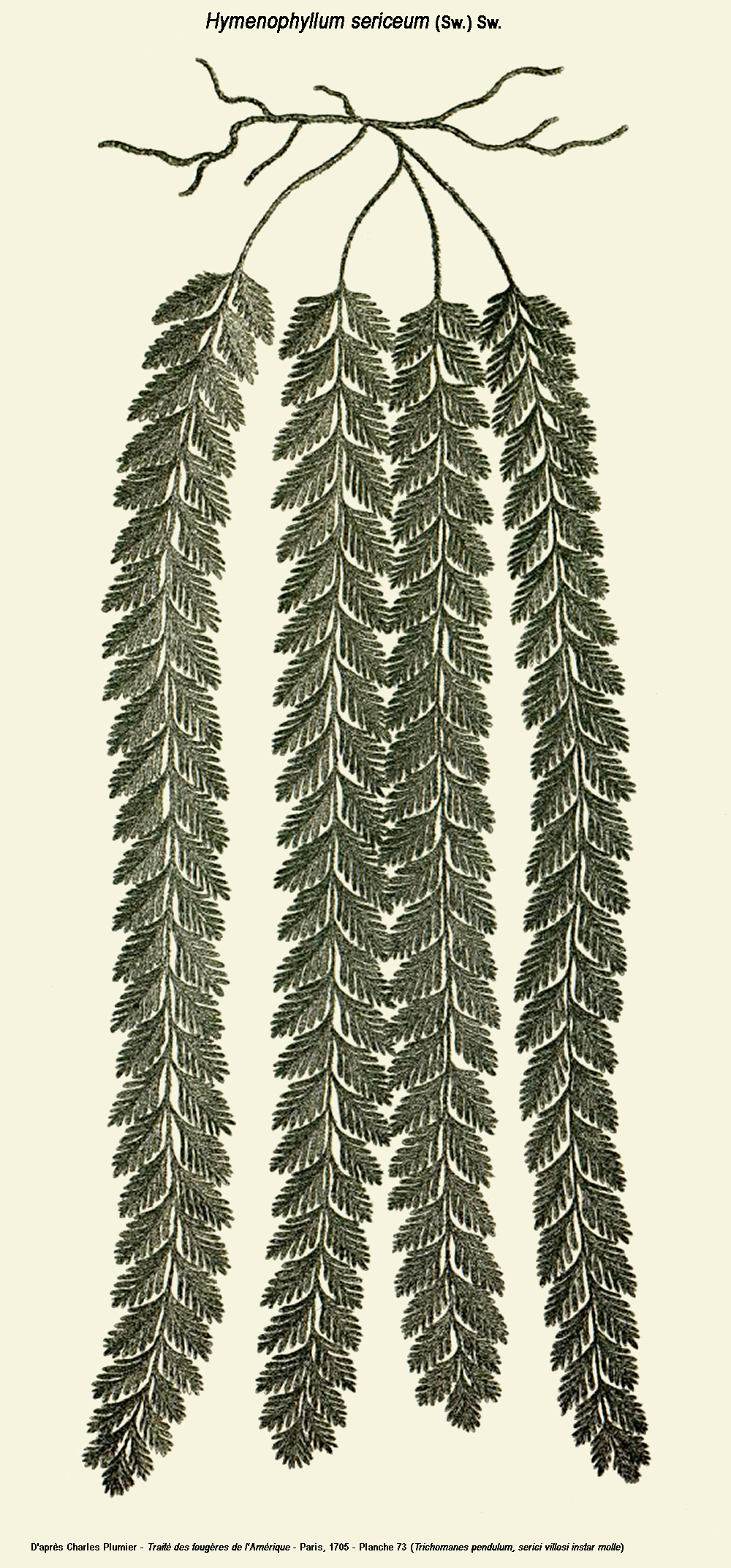
Hymenophyllum sericeum (Sw.) Sw. - Dessin de Charles Plumier
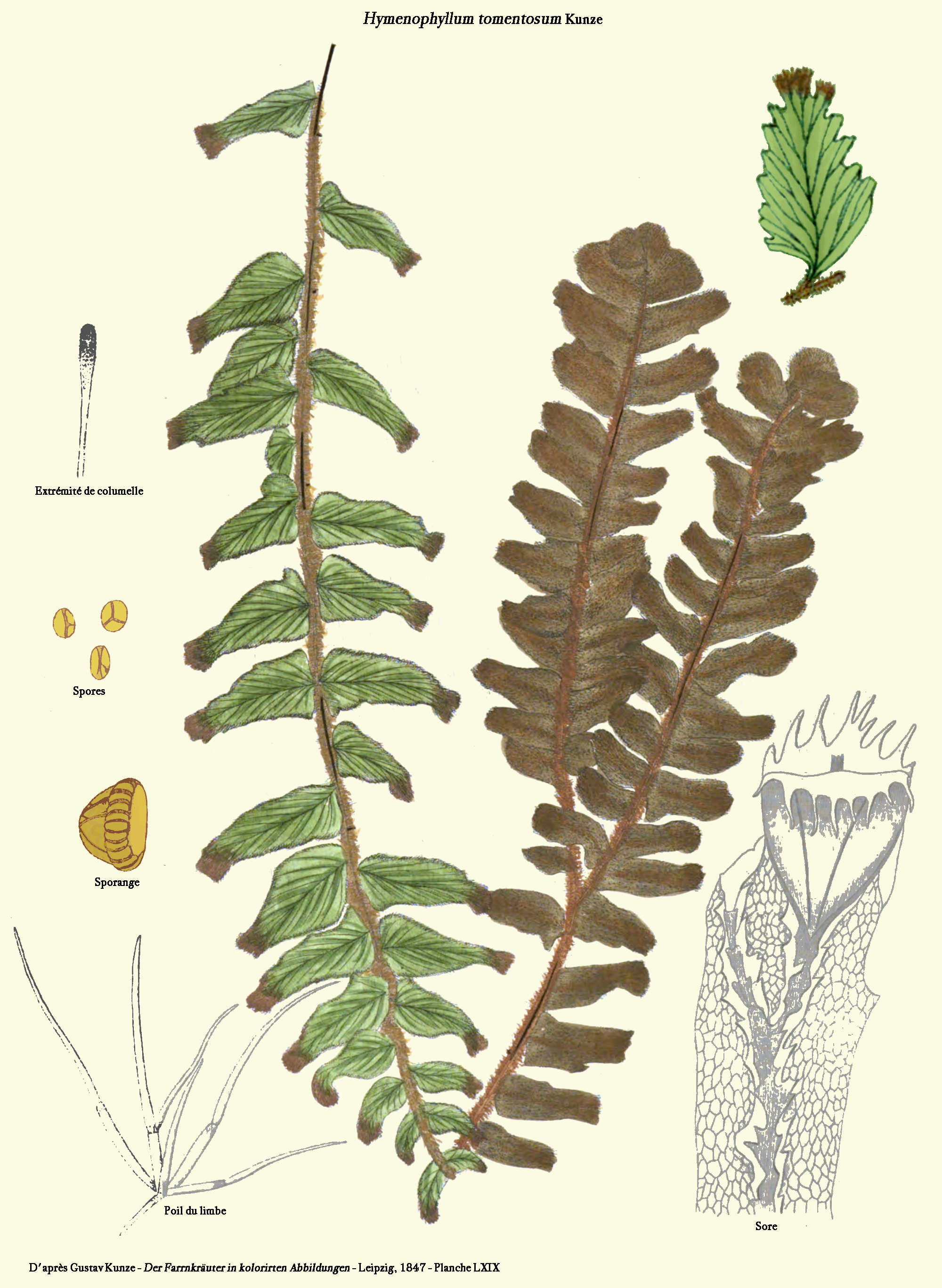
Hymenophyllum tomentosum Kunze
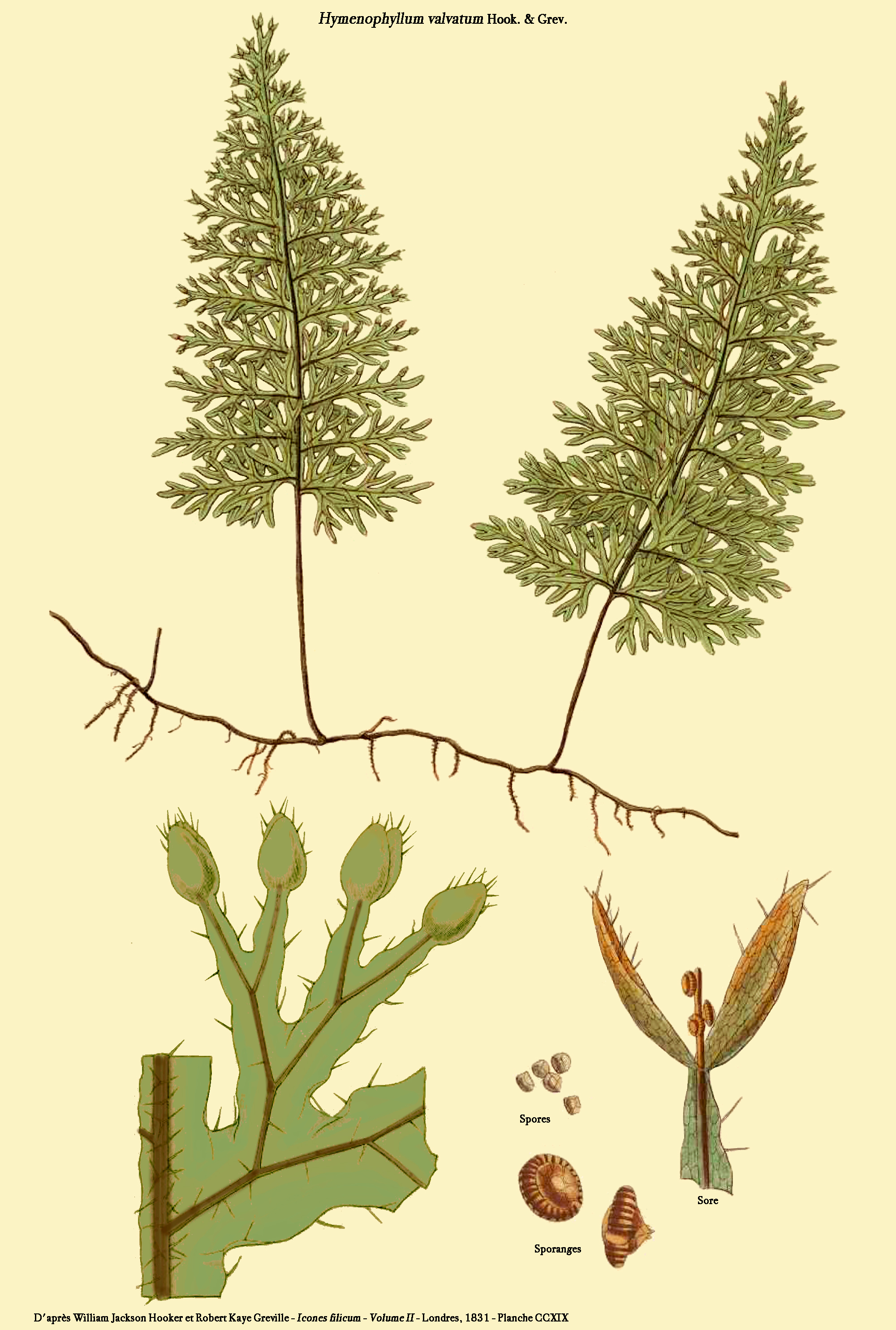
Hymenophyllum valvatum Hook. & Grev.

- Hymenophyllum adiantoides Bosch (1863) - Pérou - Synonyme : Sphaerocionium adiantoides (Bosch) Pic.Serm.
- Hymenophyllum aequabile Kunze (1847)
- Hymenophyllum aeruginosum (Poir.) Carmich. (1819) - Tristan d'Acunha - Synonyme : Trichomanes aeruginosum Poir.
  - Hymenophyllum aeruginosum var. franklinianum (Colenso) Hook. (1844) - Nouvelle-Zélande - Synonyme : Hymenophyllum franklinianum Colenso
- Hymenophyllum alternatum Fosberg (1950)
- Hymenophyllum amabile C.V.Morton (1932) - Pérou
- Hymenophyllum amoenum J.W.Sturm (1859) - Amazonie
- Hymenophyllum angustatum Thouars ex Kunze (1847)
- Hymenophyllum angustifrons Christ (1904) - Amérique tropicale (Costa Rica, Colombie)
- Hymenophyllum angustum Bosch (1863) - Brésil
- Hymenophyllum anisopterum Peter (1929) - Afrique orientale
- Hymenophyllum antillense (Jenman) Jenman (1890) - Venezuela, Antilles - Synonymes : Hymenophyllum lineare var. antillense Jenman, Sphaerocionium antillense (Jenman) Copel.
- Hymenophyllum applanatum (A.M.Gray & R.G.Williams) Ebihara & K.Iwats. (2010) - Tasmanie – Synonymes : Apteropteris applanata A.M.Gray & R.G.Williams, Sphaerocionium applanatum (A.M.Gray & R.G.Williams) K.Iwats.
- Hymenophyllum apterum Bosch (1863)
- Hymenophyllum arbuscula Desv. (1827)
- Hymenophyllum asterothrix Kunze (1844)
- Hymenophyllum bertoroi Hook. (1844) - Chili - Juan Fernandez
- Hymenophyllum beyrichianum Kunze (1834) - Pérou
- Hymenophyllum borneense Hook. (1866) - Bornéo
- Hymenophyllum boryanum Willd. (1810) - Île Maurice et la Réunion
- Hymenophyllum boutonii Baker (1877) - Île Maurice
- Hymenophyllum brachypus Sodiro (1893) - Équateur
- Hymenophyllum braithwaitei Ebihara & K.Iwats. (2004) - Vanuatu
- Hymenophyllum brasilianum (Fée) Rosenst. (1906) - Brésil - Synonyme : Hymenophyllum crispum var. brasilianum Fée
- Hymenophyllum buchtienii Rosenst. (1908) - Bolivie
- Hymenophyllum caparaoense Brade (1951) - Brésil
- Hymenophyllum capillare Desv. (1827) - Afrique tropicale et du Sud, Tristan d'Acunha, Madagascar et la Réunion - Synonyme : Sphaerocionium capillare (Desv.) Copel.
  - Hymenophyllum capillare f. major Rosenst. ex Bonap. (1918)
  - Hymenophyllum capillare var. alternialatum (Pic.Serm.) Faden (1974) - Synonyme : Sphaerocionium capillare  var. alternialatum Pic.Serm.
- Hymenophyllum capurroi de la Sota (1972) - Argentine
- Hymenophyllum catherinae Hook. (1867) - Caraïbe
- Hymenophyllum caudatellum Christ (1904) - Costa Rica
- Hymenophyllum ceratophylloides Christ (1904) - Costa Rica
- Hymenophyllum chrysothrix J.W.Sturm (1859) - Brésil, Venezuela
- Hymenophyllum ciliatum (Sw.) Sw. (1801) - Amérique, Afrique et Austronésie tropicale - Synonymes :  Sphaerocionium ciliatum (Sw.) C.Presl, Trichomanes ciliatum (Sw.) Sw.
  - Hymenophyllum ciliatum f. tuberosa Rosenst. (1906) - Brésil - L'index Tropicos en fait une variété
  - Hymenophyllum ciliatum var. abbreviata Rosenst. (1915) - Brésil
  - Hymenophyllum ciliatum var. crispatum Baker (1874) - Andes et Brésil
  - Hymenophyllum ciliatum var. majus Tardieu (1951) - Madagascar
  - Hymenophyllum ciliatum var. nudipes Kunze (1844) - Mexique
  - Hymenophyllum ciliatum var. ornifolium (Rchb.) Kunze (1848) - Surinam - Synonyme : Hymenophyllum ornifolium Rchb.
- Hymenophyllum cocosense A.Rojas (1997) - Costa Rica
- Hymenophyllum commutatum (C.Presl) C.Presl (1849) - Synonyme : Sphaerocionium commutatum C.Presl
- Hymenophyllum consanguineum C.V.Morton (1947) - Amérique centrale
- Hymenophyllum constrictum Christ (1904) - Costa Rica
- Hymenophyllum contractile Sodiro (1893) - Équateur
- Hymenophyllum corticola Hook. in Thwaites (1864) - Synonyme : Trichomanes corticola Bedd.
- Hymenophyllum crassipetiolatum Stolze (1976) - Guatemala
- Hymenophyllum crispatulum Bosch (1859) - Pérou
- Hymenophyllum crispum Kunth (1815) - Amérique tropicale
  - Hymenophyllum crispum var. bipinnatisectum C.V.Morton (1947) - Pérou
- Hymenophyllum cruegeri Müll.Berol. (1854) -  Synonyme : Sphaerocionium cruegeri (Müll.Berol.) Copel.[5].
- Hymenophyllum cubense Sturm (1859) - Cuba
- Hymenophyllum delicatissimum Fée (1872)
- Hymenophyllum delicatulum Sehnem (1956) - Brésil, Uruguay
- Hymenophyllum dependens C.V.Morton (1947) - Trinidad, Colombie, Équateur, Venezuela - Synonyme : Sphaerocionium dependens (C.V.Morton) Pic.Serm.
- Hymenophyllum digitatum (Sw.) Fosberg (1980) - Synonymes : Trichomanes digitatum Sw., Trichomanes loreum Bory & Bél.
- Hymenophyllum dimorphum Christ (1904) - Costa Rica
- Hymenophyllum divaricatum Bosch (1863) - Venezuela
- Hymenophyllum diversilobum (C.Presl) Fée (1866) - Caraïbe - Synonyme : Sphaerocionium diversilobum C.Presl
- Hymenophyllum durandii Christ (1896) - Costa Rica
- Hymenophyllum elasticum Bory (1810)
- Hymenophyllum elatius Christ (1900) - Brésil
- Hymenophyllum elegans Spreng. (1827) - Amérique tropicale - Synonyme : Sphaerocionium elegans (Spreng.) Copel.
  - Hymenophyllum elegans f. minus C.V.Morton (1947) - Colombie
- Hymenophyllum elegantissimum Fée (1866) - Guadeloupe - Synonyme : Sphaerocionium elegantissimum (Fée) Copel.
- Hymenophyllum elegantulum Bosch (1859) - Colombie, Équateur - Synonyme : Sphaerocionium elegantulum (Bosch) Copel.
  - Hymenophyllum elegantulum var. petiolulatum C.V.Morton (1947) - Costa Rica
- Hymenophyllum eriophorum Bosch (1863) - Andes (Équateur)
- Hymenophyllum ferrugineum Colla (1836) - Chili, archipel Juan Fernández
  - Hymenophyllum ferrugineum var. donatii Looser (1939) - Chili
- Hymenophyllum filmenofilicum Christenh. & Schwartsb. (2009) - Brésil -
- Hymenophyllum flavo-aureum Bory (1833)
- Hymenophyllum fragile (Hedw.) C.V.Morton (1947) - Amérique du Sud - Synonyme : Trichomanes fragile Hedw.
  - Hymenophyllum fragile var. venustum (Desv.) C.V.Morton (1947) - Synonyme : Hymenophyllum venustum Desv.
- Hymenophyllum francavillei Bosch (1859) - Caraïbe
- Hymenophyllum frankliniae Colenso (1841)
- Hymenophyllum fraseri Mett. ex E.Fourn. (1872) - Mexique
- Hymenophyllum fuertesii Brause (1913) - Dominique, Saint Domingue
- Hymenophyllum fulvum Bosch (1863) - Madagascar
- Hymenophyllum fusugasugense H.Karst. ex J.W.Sturm (1859) - Colombie - Synonyme : Hymenophyllum tomentosum var fusugasugense (H.Karst. ex J.W.Sturm) C.V.Morton
- Hymenophyllum gardnerianum J.W.Sturm (1859) - Brésil[6]
- Hymenophyllum glaziovii Baker (1886) - Brésil
- Hymenophyllum hemidimorphum R.C.Moran & B.Øllg. (1995) - Équateur
- Hymenophyllum hemipteron Rosenst. (1925) - Costa Rica
  - Hymenophyllum hemipteron f. acroptera Rosenst. (1925) - Costa Rica
  - Hymenophyllum hemipteron f. minor Rosenst. (1925) - Costa Rica
- Hymenophyllum hirsutum (L.) Sw. (1800) - Amérique tropicale, Caraïbe et Afrique tropicale, Madagascar - Synonymes : Sphaerocionium hirsutum (L.) C.Presl., Trichomanes hirsutum L., Trichomanes hispidum Poir.
  - Hymenophyllum hirsutum var. gratum (Fée) Proctor (1962) - Jamaïque, Guadeloupe - Synonyme : Hymenophyllum gratum Fée
  - Hymenophyllum hirsutum var. latifrons (Bosch) Hook. & Baker (1866) - Synonyme : Hymenophyllum latifrons Bosch
- Hymenophyllum hirtellum Sw. (1800) - Amérique centrale, Caraïbe
- Hymenophyllum holotrichum Peter (1929) - Afrique orientale
- Hymenophyllum horizontale C.V.Morton (1947) - Costa Rica
- Hymenophyllum hygrometricum (Poir.) Desv. (1827) - Madagascar et îles Mascareignes - Synonyme : Trichomanes hygrometricum Poir.
- Hymenophyllum intercalatum Christ (1904) - Costa Rica
- Hymenophyllum interruptum Kunze (1834) - Amérique tropicale - Synonyme : Sphaerocionium interrumtum (Kunze) C.Presl
- Hymenophyllum ivohibense Tardieu (1941) - Madagascar
- Hymenophyllum kaieteurum Jenman (1898) - Guyane
- Hymenophyllum karstenianum J.W.Sturm[7] (1859) - Venezuela
- Hymenophyllum lanatum Fée (1866) - Guadeloupe, Jamaïque - Synonymes : Hymenophyllum hirsutum var. lanatum (Fée) Duss, Sphaerocionium lanatum (Fée) Copel.
- Hymenophyllum lanceolatum Hook. & Arn. (1832) - Archipel des îles Hawaï - Synonyme : Sphaerocionium lanceolatum (Hook. & Arn.) Copel.
- Hymenophyllum lindenii Hook. (1846) - Équateur, Venezuela - Synonymes : Hymenophyllum spectabile Moritz[8], Sphaerocionium lindenii (Hook.) Vareschi
- Hymenophyllum lindigii Mett. (1864) - Colombie
- Hymenophyllum lineare (Sw.) Sw. (1800) - Amérique tropicale, Caraïbe - Synonymes : Trichomanes lineare Sw., Didymoglossum lineare (Sw.) Desv., Sphaerocionium lineare (Sw.) C.Presl
  - Hymenophyllum lineare f. tuberosa Rosenst. (1906) - Brésil
  - Hymenophyllum lineare var. brasiliense Rosenst. (1906) - Brésil
  - Hymenophyllum lineare var. dussii Christ ex Duss (1903) - Antilles (Martinique, Guadeloupe)
- Hymenophyllum lobatoalatum Klotzsch (1847) - Synonymes : Hymenophyllum pyramidatum var. lobato-alatum (Klotzsch) Hieron., Hymenophyllum lobato-papillosum Sadeb., Sphaerocionium lobato-alatum (Klotzsch) Pic.Serm.
- Hymenophyllum lyallii Hook.f. (1854) - Nouvelle-Zélande - Synonyme : Trichomanes lyallii (Hook.f.) Hook.
- Hymenophyllum malingii (Hook.) Mett. (1864) - Nouvelle-Zélande - Synonymes : Apteropteris malingii (Hook.) Copel., Sphaerocionium malingii (Hook.) K.Iwats., Trichomanes malingii Hook.
- Hymenophyllum marlothii Brause (1912) - Afrique australe
- Hymenophyllum maxonii Christ ex C.V.Morton (1947) - Guatemala
  - Hymenophyllum maxonii var. angustius C.V.Morton (1947) - Guatemala
- Hymenophyllum micans Christ (1905) - Costa Rica, Brésil - Remplace l'homonyme Hymenophyllum nitens Werklé ex Christ de Hymemophyllum nitens R.Br.
- Hymenophyllum microcarpon Fée (1869)
- Hymenophyllum microcarpum Desv. (1827) - Amérique tropicale
  - Hymenophyllum microcarpum var. lanceolatum C.V.Morton (1947) - Costa Rica
- Hymenophyllum molle C.V.Morton (1947) - Pérou
- Hymenophyllum moritzianum J.W.Sturm (1859) - Brésil
- Hymenophyllum mortonianum Lellinger (1985) - Colombie
- Hymenophyllum multialatum C.V.Morton (1947) - Colombie, Équateur, Pérou
- Hymenophyllum nanostellatum Lellinger (1984) - Venezuela
- Hymenophyllum nitidulum (Bosch) Ebihara & K.Iwats. (2004) - Java, Luzon - Synonymes : Gonocormus nitidulus (Bosch) Prantl, Microtrichomanes nitidulum (Bosch) Copel., Sphaerocionium nitidulum (Bosch) K.Iwats., Trichomanes inerme Bosch ex Goddijn, Trichomanes nitidulum Bosch
- Hymenophyllum notabile Fée (1869) - Brésil
- Hymenophyllum nudum (Poir.) Desv. (1827) - Quadeloupe - Synonyme : Trichomanes nudum Poir.
- Hymenophyllum obtusum Hook. & Arn. (1832) - Îles Hawaï, Nouvelle-Guinée
- Hymenophyllum orbignianum Bosch (1863) - Bolivie
- Hymenophyllum organense Hook. (1844) - Brésil
- Hymenophyllum palmatifidum (Müll.Berol.) Ebihara & K.Iwats. (2004) - Synonyme : Trichomanes palmatifidum Müll.Berol.
- Hymenophyllum palmense Rosenst. (1925) - Costa Rica
- Hymenophyllum pannosum Christ (1905) - Costa Rica
- Hymenophyllum pastoense Hook. (1867) - Équateur, Bolivie
- Hymenophyllum pendulum Bory (1833)
- Hymenophyllum pilosissimum C.Chr. (1934) - Bornéo, Nouvelle-Guinée
- Hymenophyllum platylobum Bosch (1863)
- Hymenophyllum plumieri Hook. & Grev. (1829) - Amérique du Sud - Synonyme : Sphaerocionium plumieri (Hook. & Grev.) C.Presl
- Hymenophyllum plumosum Kaulf. (1824) - Amérique tropicale - Synonymes : Sphaerocionium aureum C.Prel, Sphaerocionium plumosum (Kaulf.) Copel.
- Hymenophyllum pooli Baker (1876) - Madagascar
- Hymenophyllum portoricense Kuhn (1897)
- Hymenophyllum prionema Kunze ex J.W.Sturm (1859) - Brésil
- Hymenophyllum proctoris C.Sánchez (1987) - Cuba
- Hymenophyllum producens Fée (1869)
- Hymenophyllum pteropodum Bosch (1863) - Équateur[9]
- Hymenophyllum pulchellum Schltdl. & Cham. (1830) - Amérique centrale (Costa Rica, Guatemala, Honduras, Mexique, Nicaragua), Brésil - Synonyme : Sphaerocionium pulchellum (Schltdl. & Cham.) C.Presl
- Hymenophyllum pyramidatum Desv. (1827) - Andes - Synonyme : Sphaerocionium pyramidatum (Desv.) Copel.
- Hymenophyllum raddianum Müll.Berol. (1854) -  Synonyme : Sphaerocionium raddianum (Müll.Berol.) Copel.[10]
- Hymenophyllum remotum Bosch (1859) - Synonyme : Sphaerocionium grevilleanum C.Presl
- Hymenophyllum roraimense C.V.Morton (1947) - Guyana
- Hymenophyllum rufum Fée (1869) - Brésil, Costa Rica - Synonyme :Sphaerocionium rufum (Fée) Copel.
  - Hymenophyllum rufum f. pseudocarpa Rosenst. (1915) - Brésil
- Hymenophyllum ruizianum (Klotzsch) Kunze (1847) - Pérou, Venezuela - Synonyme : Sphaerocionium ruizianum Klotzsch
- Hymenophyllum saenzianum L.D.Gómez (1972) - Costa Rica
- Hymenophyllum sampaioanum Brade & Rosenst. (1931) - Brésil - Synonyme : Sphaerocionium sampaioanum (Brade & Rosenst.) Copel.
- Hymenophyllum schiedeanum (C.Presl) Müll.Hal. (1854) - Mexique - Synonyme : Sphaerocionium schiedeanum C.Presl
- Hymenophyllum semiglabrum Rosenst. (1910) - Costa Rica - Synonyme : Sphaerocionium semiglabrum (Rosenst.) Copel.
- Hymenophyllum sericeum (Sw.) Sw. (1800) - Amérique tropicale : Équateur, Venezuela, Caraïbe - Synonymes : Hymenophyllum sturmii Mett. (non Bosch), Sphaerocionium sericeum (Sw.) C.Presl, Trichomanes sericeum Sw.
  - Hymenophyllum sericeum var. refrondescens (Sodiro) Sodiro (1892) - Équateur - Synonyme : Hymenophyllum refrondescens Sodiro
- Hymenophyllum sieberi C.Presl) Bosch (1859) - Amérique tropicale, Caraïbe (Martinique) - Synonyme : Sphaerocionium sieberi C.Presl
- Hymenophyllum silvaticum C.V.Morton (1947) - Colombie
- Hymenophyllum silveirae Christ (1900) - Brésil - Synonyme : Sphaerocionium silveirae (Christ) Pic.Serm.
- Hymenophyllum simplex C.V.Morton (1947) - Pérou
- Hymenophyllum speciosum Bosch (1859) - Bolivie, Équateur, Pérou
- Hymenophyllum spectabile Mett. ex Kuhn (1868) - Bolivie - Synonyme : Sphaerocionium spectabile (Mett. ex Kuhn) Copel. - Kuhn a rectifié l'épithète spécifique speciosum donné par Mettenius.
- Hymenophyllum splendidum Bosch (1863) - Amérique équatoriale, Afrique équatoriale (île Fernando Poo) - Synonymes : Hymenophyllum ciliatum var. splendidum (Bosch) J.Bommer, Sphaerocionium splendidum (Bosch) Copel.
  - Hymenophyllum splendidum var. apodum Sodiro (1892) - Équateur
- Hymenophyllum sprucei Baker (1867) - Pérou[11]
- Hymenophyllum subobtusum Rosenst. (1910) - Nouvelle-Calédonie - Synonyme : Sphaerocionium subobtusum (Rosenst.) Copel.
- Hymenophyllum subrigidum Christ (1905) - Costa Rica - Synonyme : Sphaerocionium subrigidum (Christ) Copel.
- Hymenophyllum subtilissimum Kunze (1837)
- Hymenophyllum superbum C.V.Morton (1947) - Équateur
- Hymenophyllum surinamense Bosch (1859) - Surinam
- Hymenophyllum talamancanum A.Rojas (2004) - Costa Rica[12].
- Hymenophyllum tarapotense Stolze (1989) - Pérou
- Hymenophyllum tayloriae Farrar & Raine (1991) - États-Unis (Caroline du Sud)
- Hymenophyllum tenerrimum Bosch (1863) - Pérou
- Hymenophyllum terminale Bosch (1863) - Équateur
- Hymenophyllum tomaniiviense (Brownlie) Ebihara & K.Iwats. (2004) - Synonyme : Trichomanes tomaniiviense Brownlie
- Hymenophyllum tomentosum Kunze (1834) - Andes - Synonymes : Dermatophlebium tomentosum (Kunze) C.Presl, Hymenophyllum fusugasugense var aberans C.V.Morton, Sphaerocionium tomentosum (Kunze) C.Presl
- Hymenophyllum trapezoidale Liebm. (1849) - Amérique tropicale (Mexique, Colombie, Équateur...)
- Hymenophyllum trichophyllum Kunth (1815) - Andes - Synonymes : Hymenophyllum procerum Bosch, Sphaerocionium trichophyllum (Kunth) Copel.
  - Hymenophyllum trichophyllum var. buesii C.V.Morton (1947) - Pérou
  - Hymenophyllum trichophyllum var. contracta Hieron. (1906) - Colombie
- Hymenophyllum trifidum Hook. & Grev. (1830) - Équateur, Pérou
- Hymenophyllum turquinense C.Sánchez (1987) - Cuba
- Hymenophyllum ulei Christ & Giesenh. (1899) - Brésil
- Hymenophyllum urbanii Brause (1913) - Saint Domingue
- Hymenophyllum valvatum Hook. & Grev. (1831) - Amérique tropicale - Synonyme : Sphaerocionum valvatum (Hook, et Grev.) Copel.
- Hymenophyllum verecundum C.V.Morton (1947) - Pérou, Bolivie
- Hymenophyllum vestitum (C.Presl) Bosch (1863) - Brésil - Synonyme : Sphaerocionium vestitum C.Presl
- Hymenophyllum viguieri Tardieu (1941) - Madagascar
- Hymenophyllum wercklei Christ (1904) - Amérique tropicale - Synonyme : Sphaerocionium wercklei (Christ) Copel.
- Hymenophyllum × tucuchense (Jermy & T.G.Walker) C.D.Adams & Y.S.Baksh-Comeau (2000) - Synonyme : Sphaerocionium × tucuchense Jermy & T.G. Walker

### Sous-genreMecodiumC.Presl ex Copel
Le nombre de base de chromosomes des espèces de ce sous-genre est de 28.

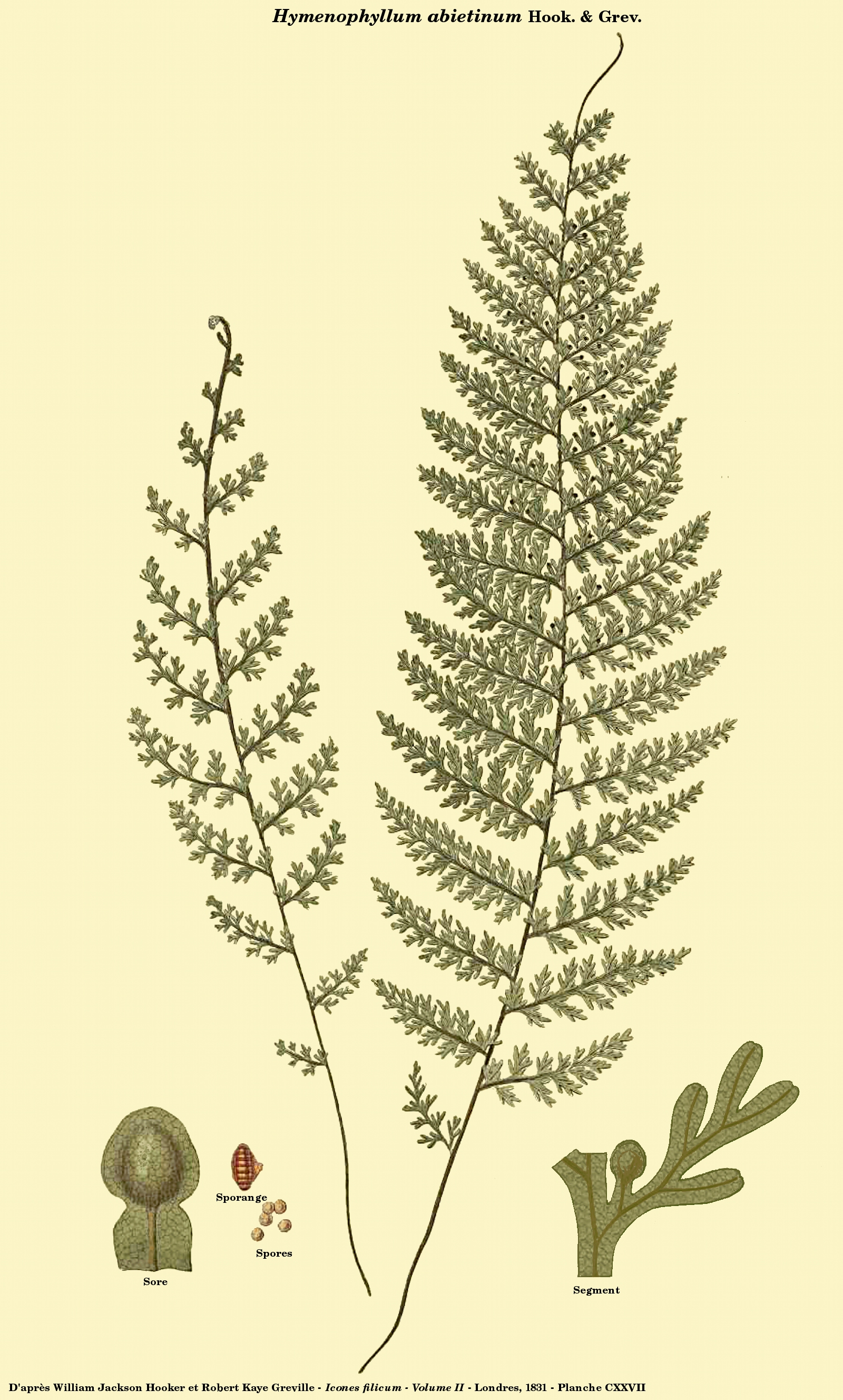
Hymenophyllum abietinum Hook. & Grev.
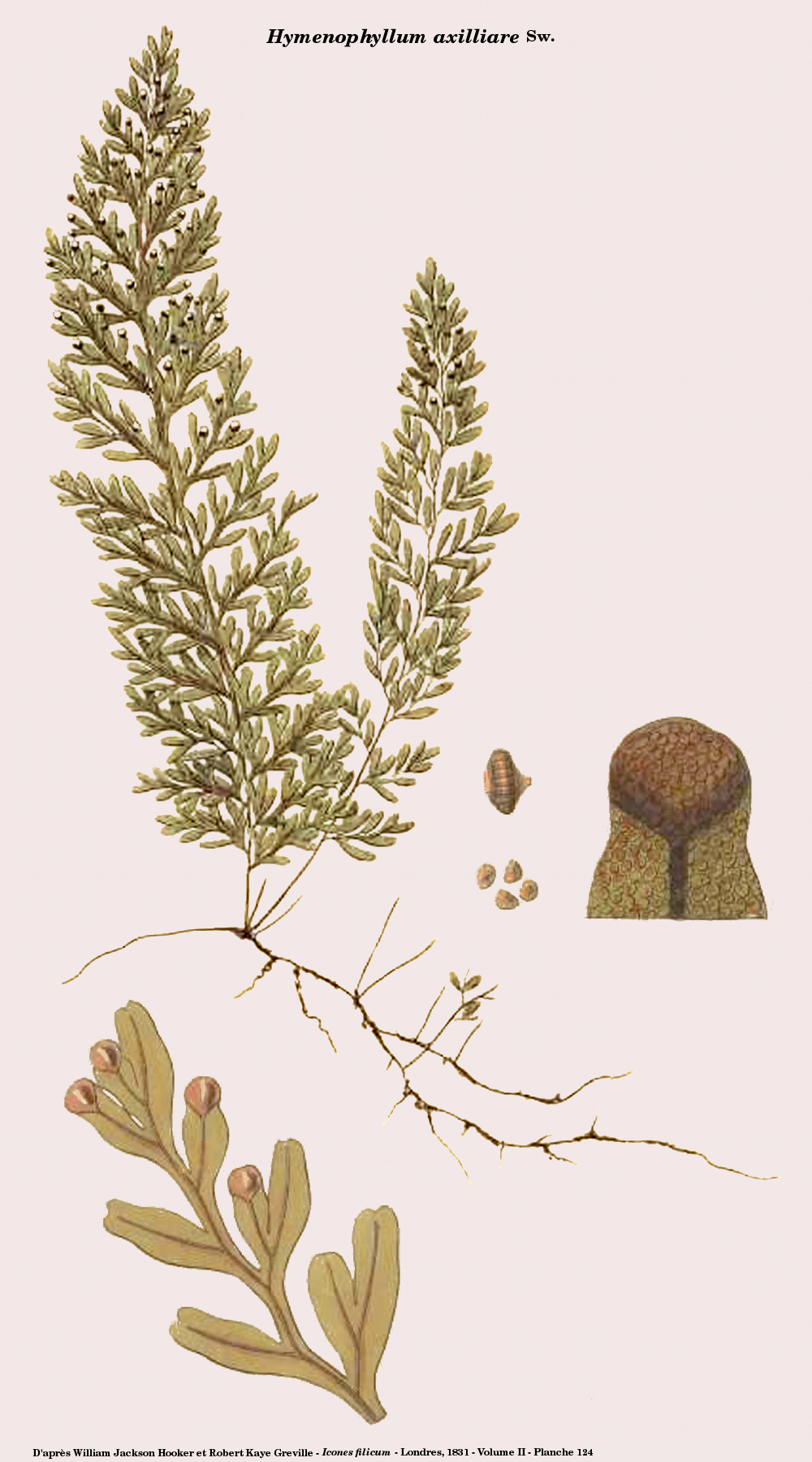
Hymenophyllum axillare Sw.
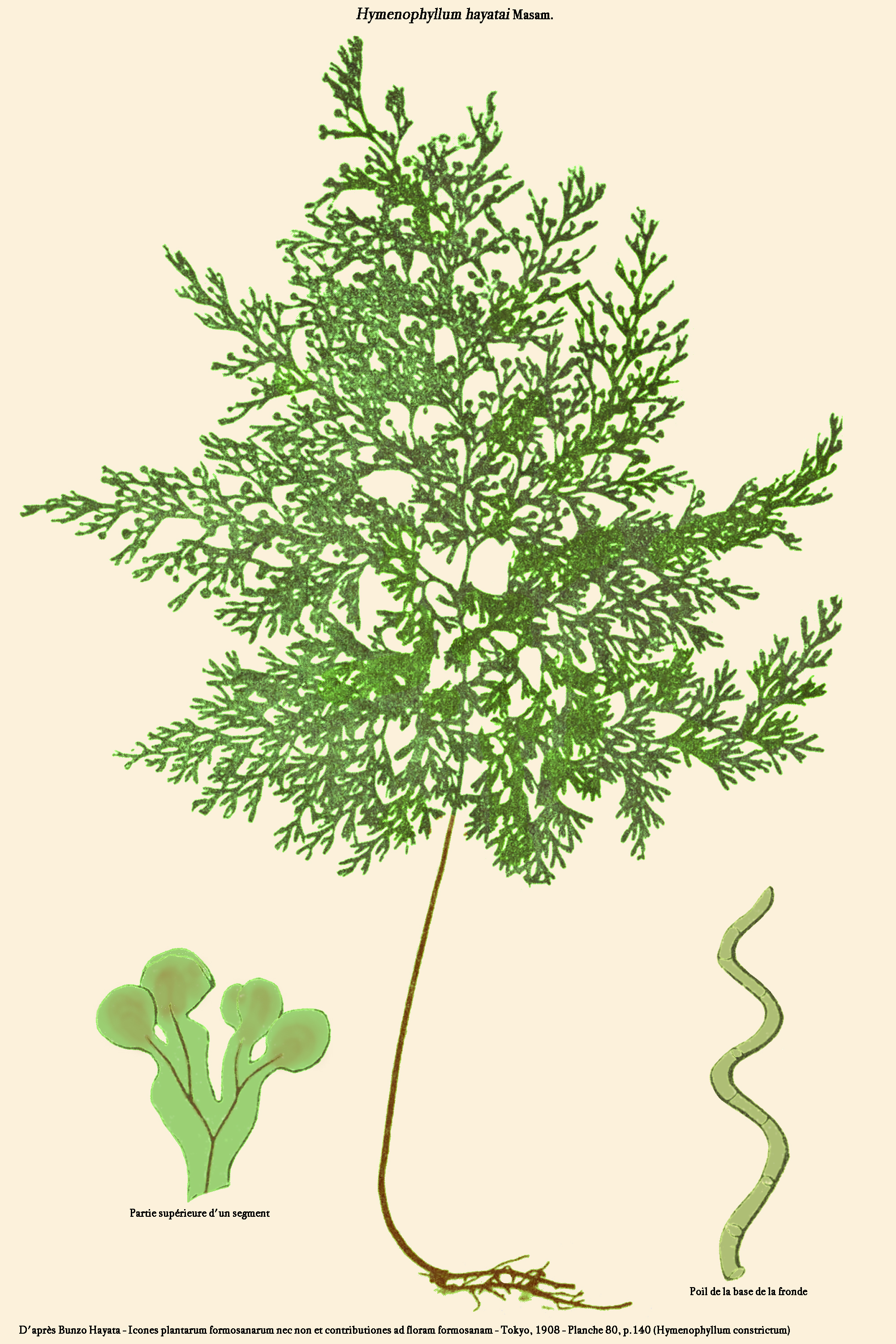
Hymenophyllum hayatai Masam.
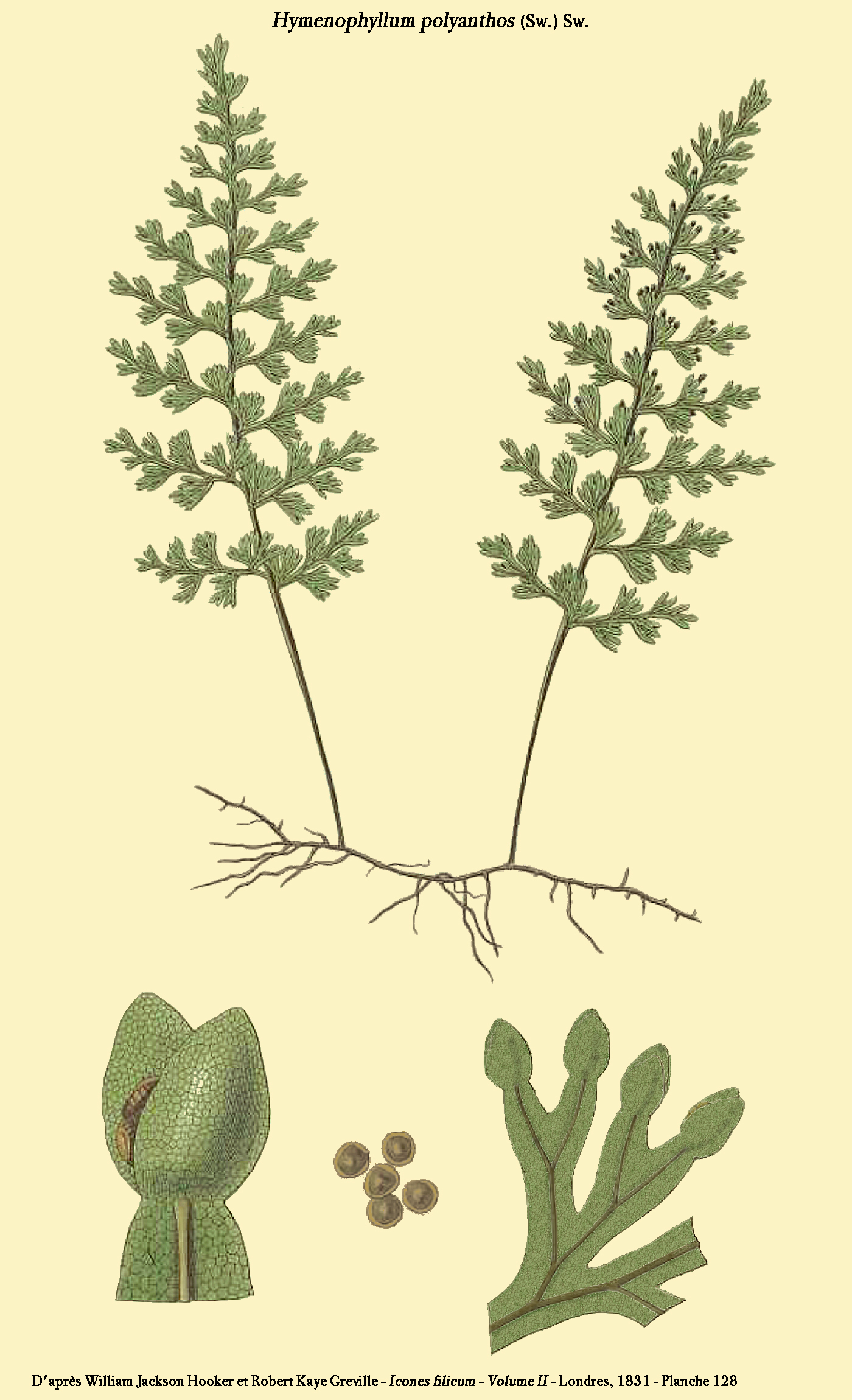
Hymenophyllum polyanthos (Sw.) Sw.
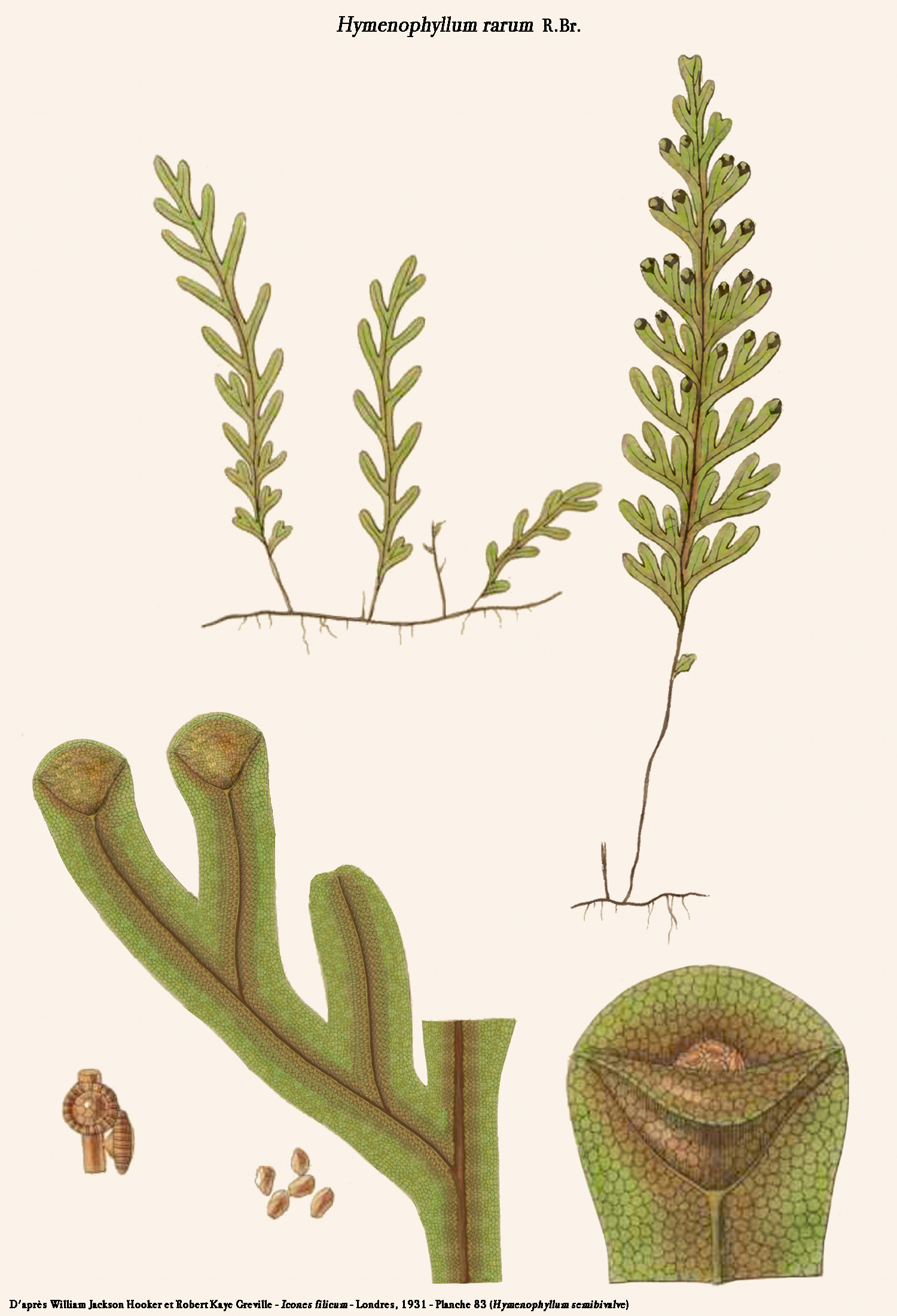
Hymenophyllum rarum R.Br.

- Hymenophyllum abietinum Hook. & Grev. (1831) - Bolivie, Pérou - Synonyme : Sphaerocionium abietinum (Hook. & Grev.) C.Presl
- Hymenophyllum abruptum Hook. (1844) - Amérique centrale et du Sud, Caraïbe - Synonymes : Hymenophyllum darwinii Hook.f., Leptocionium abruptum (Hook.) C.Prel, Mecodium abruptum (Hook.) Copel.
- Hymenophyllum acrosorum Bosch (1856)
- Hymenophyllum alfredii Rosenst. (1925) - Costa Rica
- Hymenophyllum andinum Bosch (1859) - Équateur - Synonyme : Hymenophyllum polyanthos var. andinum (Bosch) Krug
- Hymenophyllum apicale Bosch (1859)
- Hymenophyllum apiculatum Mett. ex Kuhn (1868) - Venezuela
- Hymenophyllum atrosanguineum Bosch (1859) - Colombie
- Hymenophyllum axillare Sw. (1800) - Amérique tropicale - Synonymes : Trichomanes axillare (Sw.) Poir., Mecodium axillare (Sw.) Copel., Sphaerocionium axillare (Sw.) C.Presl
- Hymenophyllum balfourii Baker (1891) - La Réunion
- Hymenophyllum botryoides Bosch (1863) - Mexique
- Hymenophyllum breve Rosenst. (1924) - Brésil
- Hymenophyllum brevifrons Kunze (1847) - Amérique centrale et du Sud (dont Guyane), Caraïbe - Synonyme : Hymenophyllum abruptum var. brevifrons (Kunze) Franch.
- Hymenophyllum brevistipes Lindm. (1849) - Amérique centrale et Caraïbe
- Hymenophyllum capense Schrad. (1818) - Afrique du Sud - Synonyme possible : Hymenophyllum fumarioides Bory ex Willd.
- Hymenophyllum capillaceum Roxb. (1816) - Île Sainte Hélène[13]
- Hymenophyllum carnosum Christ (1904) - Costa Rica
- Hymenophyllum coloratum A.Br. ex Bosch (1856)
- Hymenophyllum compactum Bonap. (1925) - Madagascar
- Hymenophyllum contextum Rosenst. (1925) - Costa Rica
- Hymenophyllum contiguum (D.A.Sm.) Tindale (1963) - Queensland (Australie) - Synonyme : Mecodium contiguum D.A.Smith
- Hymenophyllum contortum Bosch (1863) - Costa Rica, Colombie, Bolivie
- Hymenophyllum convolutum Bosch (1859)
- Hymenophyllum copelandii C.V.Morton (1968) - Synonyme : Mecodium archboldii Copel.
- Hymenophyllum coreanum Nakai (1926) - Corée - Synonyme : Mecodium coreanum (Nakai) Seriz.
- Hymenophyllum corrugatum Christ (1903) - Chine - Synonyme : Mecodium corrugatum (Christ) Copel.
  - Hymenophyllum corrugatum var. elongatum Christ (1906) - Chine - Synonyme : Mecodium corrugatum var. elongatum (Christ) H.S.Kung
- Hymenophyllum costaricanum Bosch (1863) - Costa Rica
  - Hymenophyllum costaricanum var. emarginatum Rosenst. (1925) - Costa Rica
- Hymenophyllum cuneatum Kunze (1837) - Chili, archipel Juan Fernández - Synonyme : Hymenophyllum cumingii C.Presl
  - Hymenophyllum cuneatum f. imbricata C.Chr. & Skottsb. (1920) - Chili
  - Hymenophyllum cuneatum var. rariforme C.Chr. & Skottsb. (1920) - Chili, archipel Juan Fernández
  - Hymenophyllum cuneatum var. terminale (Phil.) Looser (1936) - Synonyme : Hymenophyllum terminale Phil.
  - Hymenophyllum cuneatum var. typicum C.Chr. & Skottsb. (1920)
- Hymenophyllum decurrens (Jacq.) Sw. (1800) - Amérique tropicale - Synonymes : Adiantum decurrens Jacq., Trichomanes decurrens (Jacq.) Poir., Hymenophyllum schomburgkii C.Presl
  - Hymenophyllum decurrens var. sieberianum C.Presl (1843) - Synonyme possible : Hymenophyllum kohautianum C.Presl
- Hymenophyllum dendritis Rosenst. (1909) - Bolivie
- Hymenophyllum discosum Christ (1898) - Luçon
- Hymenophyllum diversilabium (Copel.) C.V.Morton (1968) - Synonyme : Mecodium diversilabium Copel.
- Hymenophyllum epiphyticum J.W.Moore (1933) - Raiatea (archipel de la Société)
- Hymenophyllum farallonense Hieron. (1904) - Colombie, Équateur
- Hymenophyllum fecundum Bosch (1863) - Costa Rica
- Hymenophyllum fendlerianum J.W.Sturm[7] (1859) - Venezuela - Synonyme : Hymenophyllum undulatum var. fendlerianum (J.W.Sturm) Stolze
- Hymenophyllum ferax Bosch (1859) - Équateur, Venezuela
- Hymenophyllum flaccidum Bosch (1859)
- Hymenophyllum floribundum Kunth (1815)  [14]
- Hymenophyllum fraternum C.Presl (1843) - Jamaïque
- Hymenophyllum fujisanense Nakai (1926) - Japon
- Hymenophyllum fumarioides Bory ex Willd. (1810) - Afrique australe, Madagascar - Synonyme : Mecodium fumarioides Copel.
- Hymenophyllum funckii Bosch (1863) - Venezuela, Jamaïque
- Hymenophyllum gollmeri Bosch (1863) - Colombie, Équateur
- Hymenophyllum gracile Bory (1810) - Amérique tropicale (Brésil, Caraïbe) - Synonyme : Sphaerocionium gracile (Bory) C.Presl
- Hymenophyllum gracilius Copel. (1932) - Tahiti
- Hymenophyllum gunnii Bosch ex Baker (1874)
- Hymenophyllum hayatai Masam. (1936) - Chine (Taïwan) - Nouveau nom pour l'homonyme Hymenophyllum constrictum Hayata de Hymenophyllum constrictum Christ.
- Hymenophyllum helicoideum Sodiro (1892) - Équateur
- Hymenophyllum henkelii Sim (1923) - Zimbabwe
- Hymenophyllum herzogii Rosenst. (1913) - Bolivie
- Hymenophyllum himalaianum Bosch (1863)
- Hymenophyllum inaequale (Poir.) Desv. (1827) - Afrique du Sud, Madagascar, îles Mascareignes - Synonyme : Trichomanes inaequale Poir.
- Hymenophyllum infortunatum Bory (1828)
- Hymenophyllum integrum Bosch (1856)
- Hymenophyllum involucratum Copel. (1931) - Rarotonga (îles Cook)
- Hymenophyllum jalapense Schltdl. & Cham. (1830) - Mexique
- Hymenophyllum kohautianum C.Presl (1843) - Caraïbe, Guyane
- Hymenophyllum kuhnii C.Chr. (1905) - Madagascar, Afrique australe - Remplace l'homonyme Hymenophyllum meyeri Kuhn de Hymenophyllum meyeri C.Presl - Synonyme : Hymenophyllum polyanthos var. kuhnii (C.Chr.) Schelpe
- Hymenophyllum laciniosum Christ (1904) - Colombie, Costa Rica
- Hymenophyllum lehmannii Hieron. (1899) - Colombie
- Hymenophyllum lherminieri Mett. ex Kuhn (1868) - Guadeloupe[15]
- Hymenophyllum limminghii Bosch (1863)
- Hymenophyllum longissimum (Ching & Chiu) K.Iwats. (1985) -  - Synonyme : Mecodium longissimum Ching & Chiu
- Hymenophyllum macrothecum Fée (1866) - Guadeloupe
- Hymenophyllum martinicense Bosch (1859)
- Hymenophyllum mathewsii Bosch (1863)
- Hymenophyllum mazei E.Fourn. ex Christ (1897) - Guadeloupe
- Hymenophyllum mexiae (Copel.) C.V.Morton (1968) - Synonyme : Mecodium mexiae Copel.
- Hymenophyllum microphyllum Mett. (1864) - Colombie
  - Hymenophyllum microphyllum var. major Hieron. (1906) - Colombie
- Hymenophyllum microsorum Bosch (1863) - Chine, Sikkim (Inde)
- Hymenophyllum millefolium Schltdl. & Cham. (1830) - Mexique
- Hymenophyllum mnioides Baker (1867) - Nouvelle Calédonie
- Hymenophyllum multiflorum Rosenst. (1913) - Bolivie
- Hymenophyllum myriocarpum Hook. (1844) - Mexique, Pérou - Synonyme : Mecodium myriocarpum (Hook.) Copel.
  - Hymenophyllum myriocarpum var. endiviifolium (Desv.) Stolze (1989) - Amérique du Sud - Synonymes : Hymenophyllum endiviifolium Desv., Mecodium endiviifolium (Desv.) Pic. Serm.
- Hymenophyllum natalense Bosch (1859) - Afrique du Sud
- Hymenophyllum nigrescens Liebm. (1849) - Mexique, Pérou, Équateur - Synonyme : Hymenophyllum myriocarpum var. nigrescens (Liebm.) Stolze
  - Hymenophyllum nigrescens var. gracilis Rosenst. (1913) - Bolivie
- Hymenophyllum nitiduloides Copel. (1937) - Philippines
- Hymenophyllum novoguineense (Rosenst.) K.Iwats. (2006) - Synonyme : Hymenophyllum blumeanum var. novogineense Rosenst.
- Hymenophyllum ooides F.Muell. & Baker (1890) - Nouvelle-Guinée
- Hymenophyllum osmundoides Bosch (1863)
- Hymenophyllum paniculiflorum C.Presl (1843) - Malaisie, Japon - Synonyme : Mecodium paniculiflorum (C.Presl) Copel.
- Hymenophyllum parallelocarpum Hayata (1914) - Chine (Taïwan)
- Hymenophyllum parvulum C.Chr. (1905) - Chili
- Hymenophyllum paucicarpum Jenman (1890) - Caraïbe
- Hymenophyllum poeppigianum C.Presl (1843) - Pérou
- Hymenophyllum pollenianum Rosenst. (1912) - Madagascar
- Hymenophyllum polyanthos (Sw.) Sw. (1801) - Toutes zones tropicales - Synonymes : Hymenophyllum acutum Mett. (non (C.Presl) Ebihara & K.Iwats.), Hymenophyllum grevilleanum C.Presl, Hymenophyllum pectinatum Nees & Blume (homonyme de Hymenophyllum pectinatum Cav.), Mecodium polyanthos (Sw.) Copel., Trichomanes polyanthos Sw.
  - Hymenophyllum polyanthos var. blumeanum (Spreng.) Krug (1897) - Malaisie - Synonyme : Hymenophyllum blumeanum Spreng[16].
  - Hymenophyllum polyanthos var. clavatum (Sw.) Duss (1903) - Caraïbe - Synonymes : Hymenophyllum clavatum (Sw.) Sw., Trichomanes clavatum Sw.
  - Hymenophyllum polyanthos var. contiguum Croxall (1975) - Mauvaise orthographe de l'éphithète spécifique : Polyanthon au lieu de Polyanthos
  - Hymenophyllum polyanthos var. mossambicense Schelpe (1955) - Afrique du Sud - Synonyme : Hymenophyllum mossambicense (Schelpe) R.R.Schippers
  - Hymenophyllum polyanthos var. protrusum (Hook.) Farw. (1931) - Amérique tropicale - Synonymes : Hymenophyllum protrusum Hook., Mecodium protrusum (Hook.) Copel.
  - Hymenophyllum polyanthos var. reductum Jenman (1898) - Caraïbe, Guyane
  - Hymenophyllum polyanthos var. sanguinolentum Jenman (1898)
  - Hymenophyllum polyanthos var. sturmii (Bosch) Angely (1963) - Amérique centrale - Synonyme : Hymenophyllum sturmii Bosch
- Hymenophyllum polycarpum Mett. ex Kuhn (1868) - Pérou
- Hymenophyllum punctisorum Rosenst. (1915) - Chine (Taïwan) - Synonyme possible de Hymenophyllum polyanthos Sw. selon l'index Tropicos
- Hymenophyllum pusillum Schott ex J.W.Sturm (1859) - Brésil
- Hymenophyllum rarum R.Br. (1810) - Tasmanie, Nouvelle-Zélande - Synonymes : Mecodium rarum (R.Br.) Copel., Hymenophyllum imbricatum Colenso, Hymenophyllum semibivalve Hook. & Grev., Trichomanes rarum (R.Br.) Poir.
- Hymenophyllum recurvum Gaudich. (1827) - Îles Hawaï - Synonyme : Hymenophyllum semibivalve Hook. & Grev., Mecodium recurvum (Gaudich.) Copel.
- Hymenophyllum remotipinna Bonap. (1925)
- Hymenophyllum reniforme Hook. (1844) - Équateur, Pérou - Synonyme : Mecodium reniforme (Hook.) Copel.
- Hymenophyllum rimbachii Sodiro (1893) - Équateur
- Hymenophyllum siliquosum Christ (1904) - Costa Rica - Synonyme : Mecodium siliquosum (Christ) Copel.
- Hymenophyllum skottsbergii C.Chr. (1910) - Terre de Feu
- Hymenophyllum sphaerocarpum Bosch (1863) - Inde
- Hymenophyllum subdeltoideum Christ (1902) - Remplace l'homonyme Hymenophyllum polyanthos Fée de Hymenophyllum polyanthos Sw.
- Hymenophyllum subdemissum Christ (1898) - Luçon
- Hymenophyllum tablaziense Christ (1909) - Costa Rica - Synonyme : Mecodium tablaziense (Christ) Copel.
- Hymenophyllum tabulare Bosch (1859)
- Hymenophyllum tenellum D.Don (1825) - Népal - Synonyme : Hymenophyllum polyanthos var. minor Bedd.
- Hymenophyllum tenerum Bosch (1863) - Équateur
- Hymenophyllum thunbergii Eckl. ex C.Presl (1843)
- Hymenophyllum trianae Hieron. (1904) - Colombie - Synonyme : Mecodium trianae (Hieron.) Copel. - Remplace l'homonyme Hymenophyllum prostratum Mett.
- Hymenophyllum trichomanoides Bosch (1863) - Amérique tropicale
  - Hymenophyllum trichomanoides var. subalatum Rosenst. (1925) - Costa Rica
- Hymenophyllum undulatum (Sw.) Sw. (1801) - Amérique tropicale - Synonyme : Trichomanes undulatum Sw.
  - Hymenophyllum undulatum var. regenerans C.Chr. (1926) - Bolivie
- Hymenophyllum veronicoides C.Chr. ex Bonap. (1920) - Madagascar - Synonyme : Mecodium veronicoides (C.Chr.) Copel.
- Hymenophyllum vincentinum Baker (1891) - Saint Vincent
  - Hymenophyllum vincentinum var. latifolium Baker (1891) - Saint Vincent
- Hymenophyllum viridissimum Fée (1869)
- Hymenophyllum whitei Goy (1941) - Queensland - Synonyme : MeMecodium whitei (Goy) Wakef.
- Hymenophyllum wrightii Bosch (1859) - Japon - Synonyme : Mecodium wrightii (Bosch) Copel.
- Hymenophyllum zeyheri Bosch (1859)

### Sous-genreGlobosa(Prantl) Ebihara & K.Iwats
Le nombre de base de chromosomes des espèces de ce sous-genre est de 36.

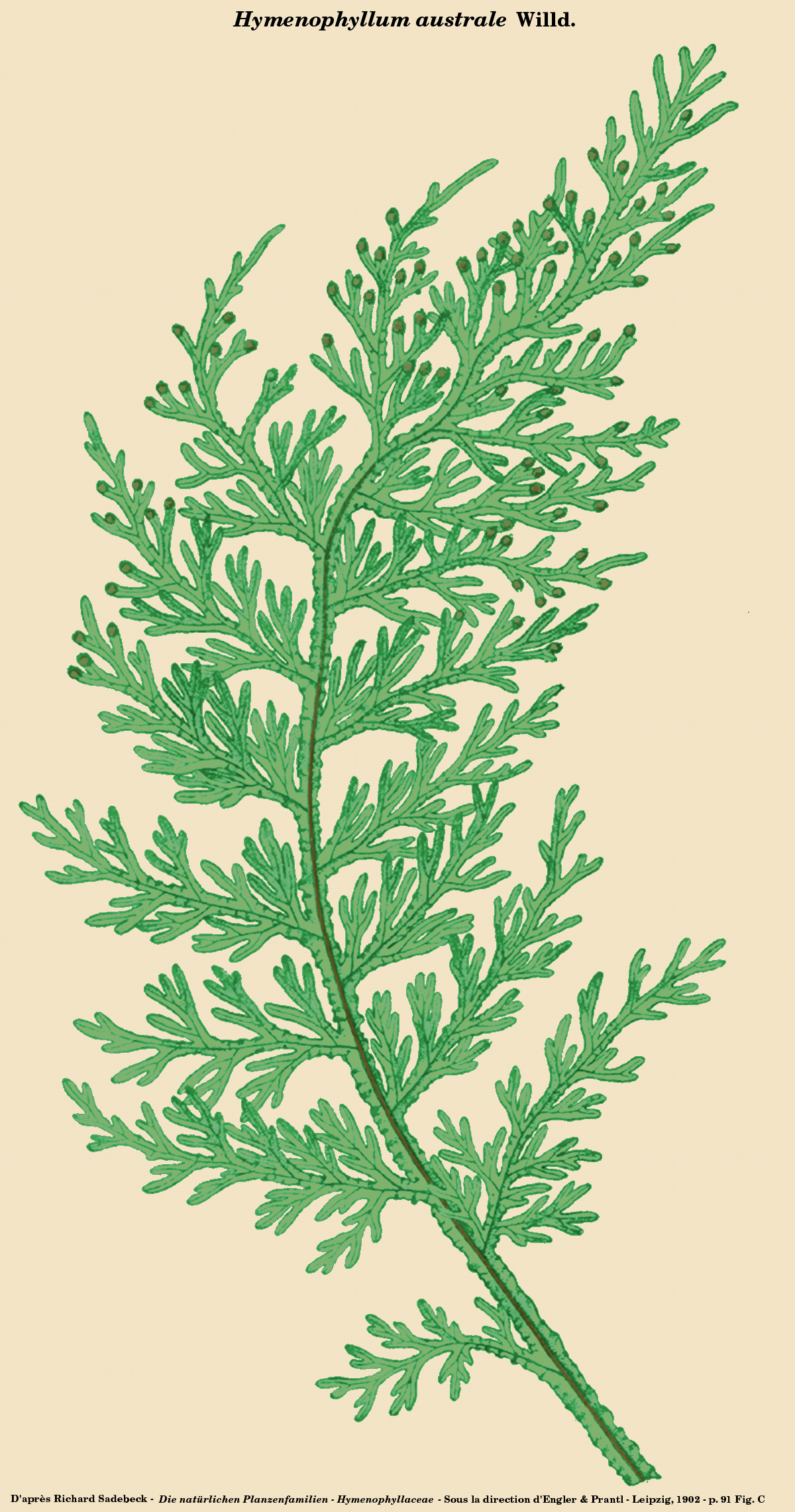
hymenophyllum australe Willd.
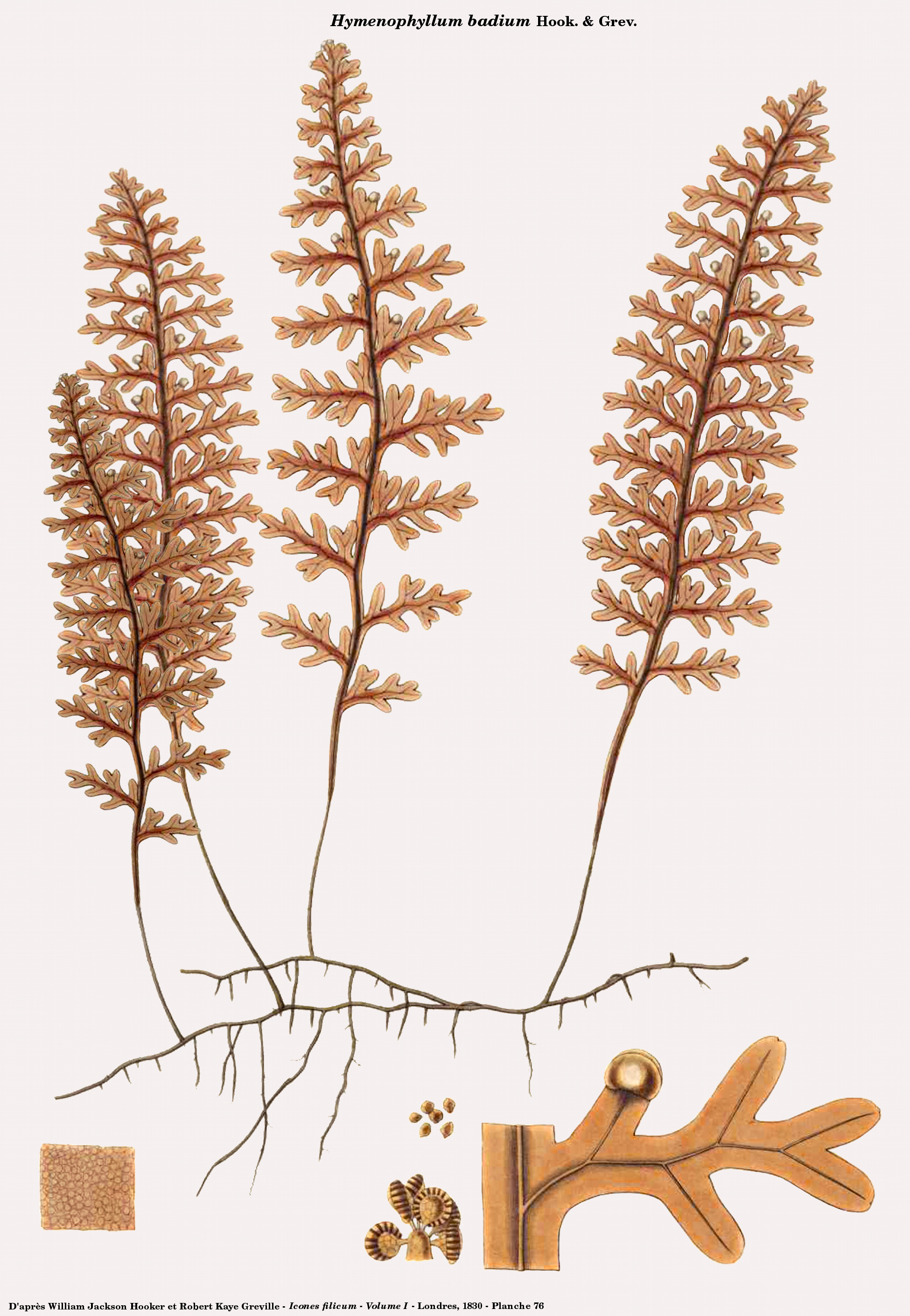
Hymenophyllum badium Hook. & Grev.
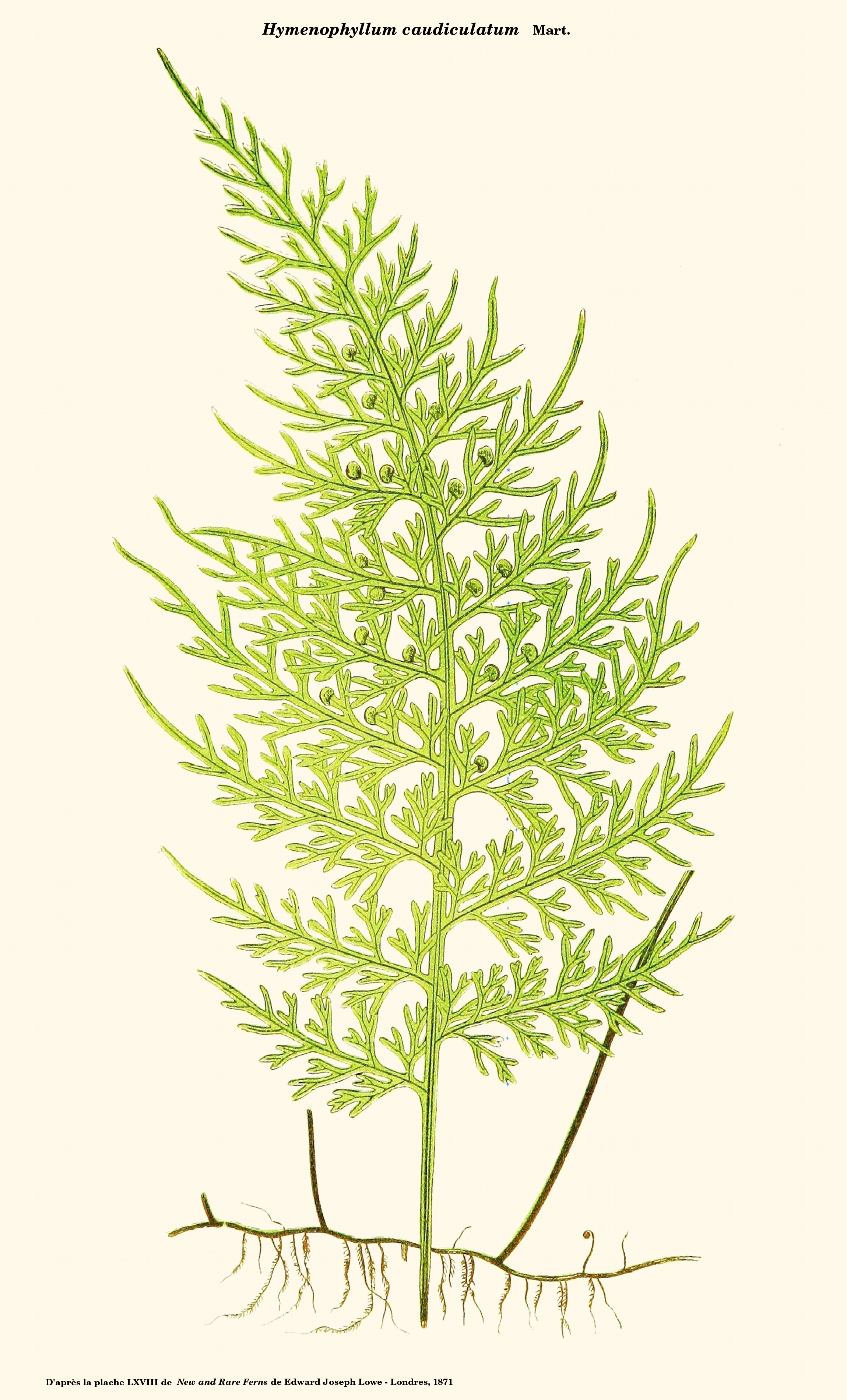
Hymenophyllum caudiculatum Mart.
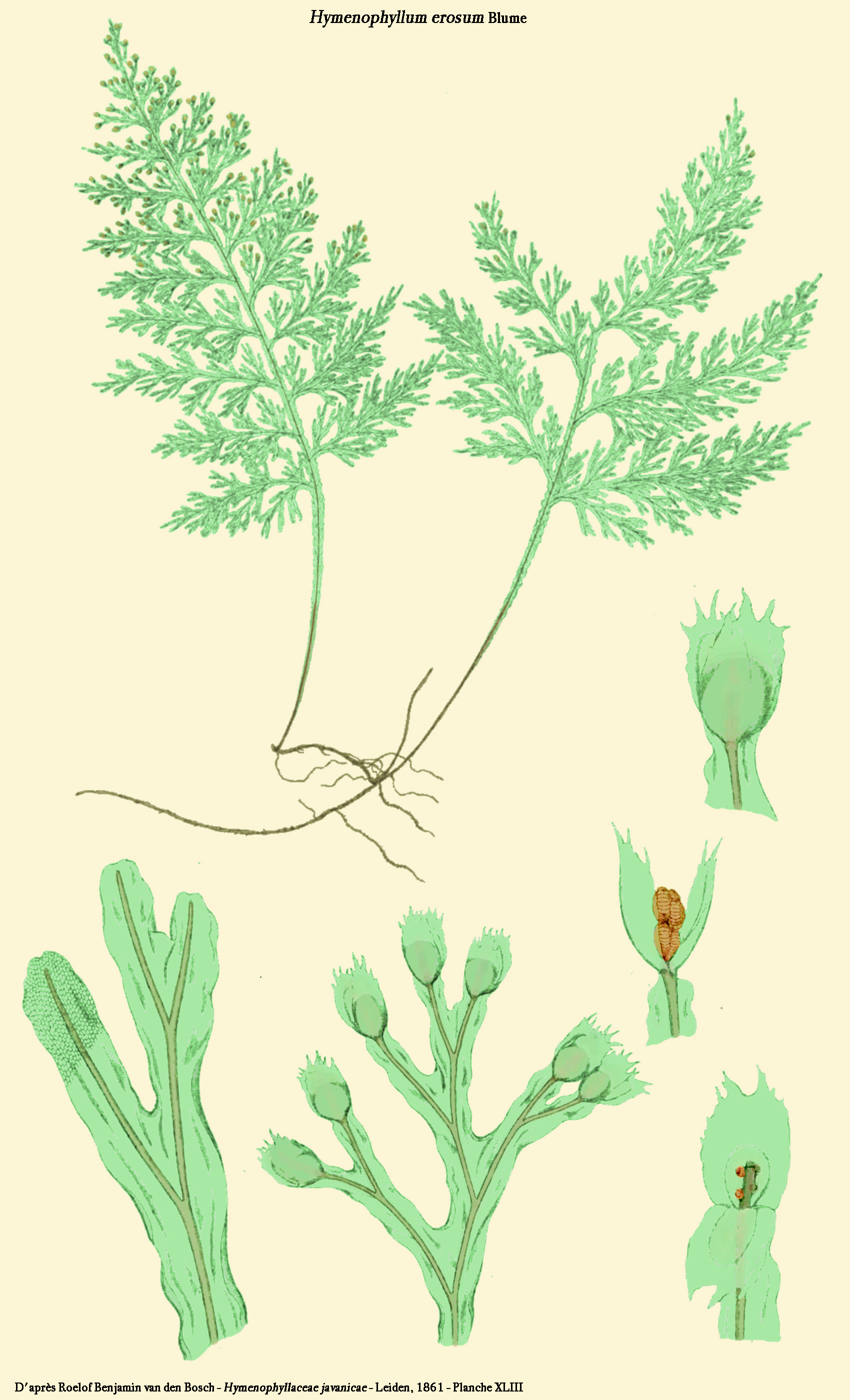
Hymenophyllum erosum Blume
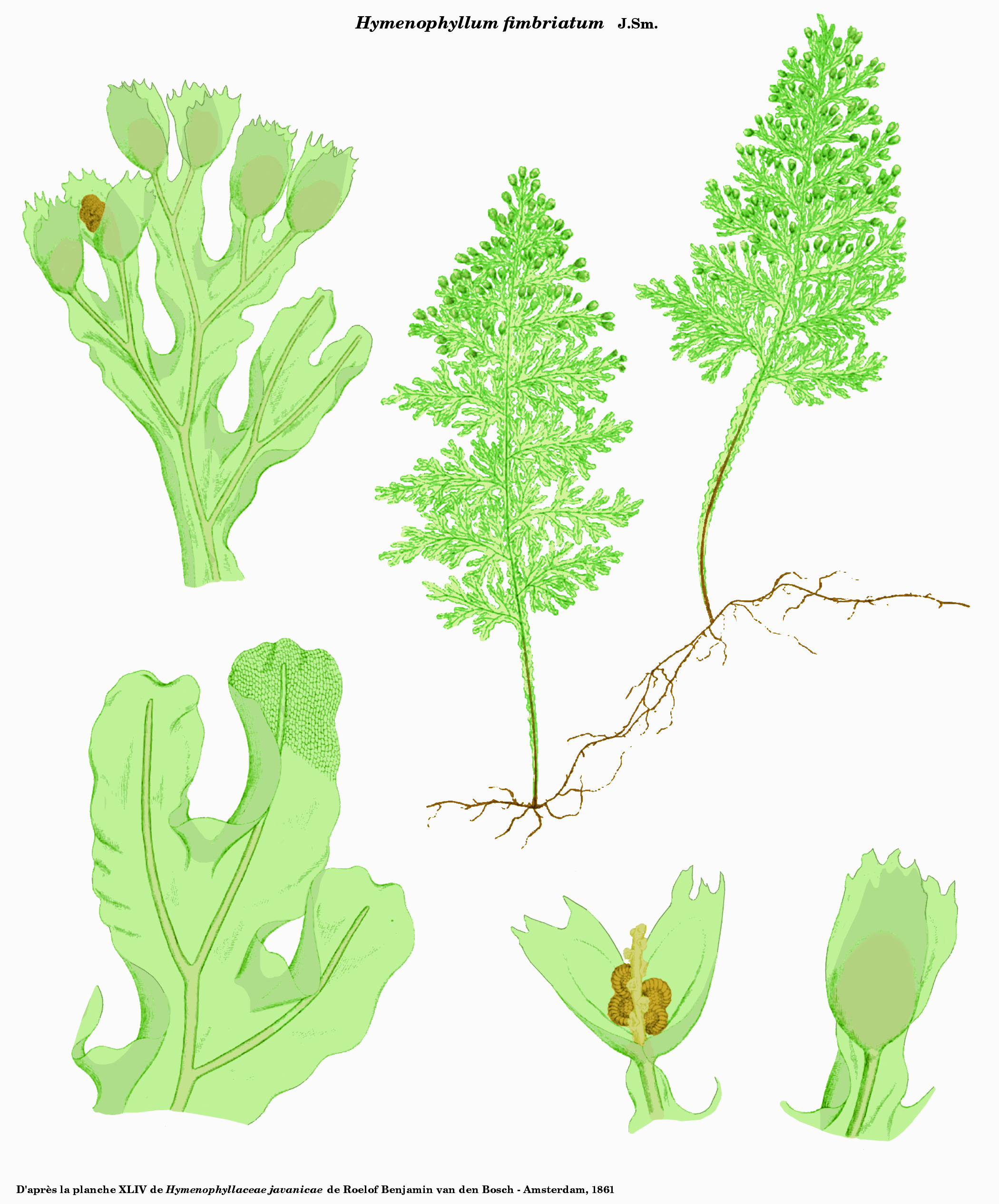
Hymenophyllum fimbriatum J.Sm.
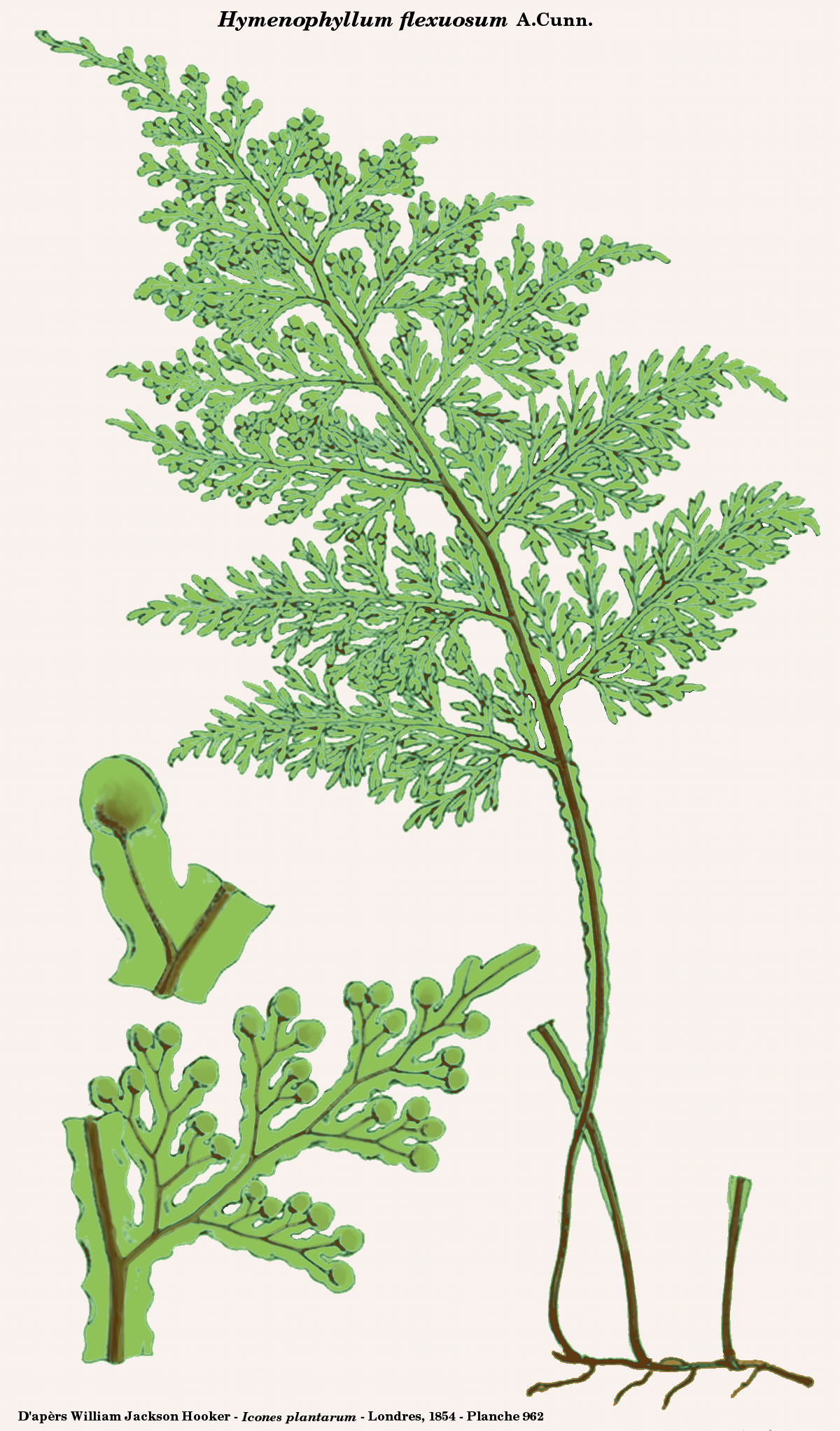
Hymenophyllum flexuosum A.Cunn.

- Hymenophyllum angulosum Christ (1908) - Mindoro
- Hymenophyllum assamense Gand. (1913)
- Hymenophyllum aucklandicum Bosch (1859)
- Hymenophyllum australe Willd. (1810) - Australie, Nouvelle-Zélande, Polynésie, Philippines, Asie tropicale - Synonymes : Hymenophyllum serpens Wall., , Mecodium australe (Willd. ) Copel., Sphaerocionium australe (Willd.) C.Presl
  - Hymenophyllum australe var. atrovirens (Colenso) Alderw. (1908) - Synonyme : Hymenophyllum atrovirens Colenso
  - Hymenophyllum australe var. crispatum (Wall. ex Hook. & Grev.) Bonap. (1919) - Inde, Ceylan, Philippines - Synonymes : Hymenophyllum crispatum Wall. ex Hook. & Grev., Mecodium crispatum (Wall. ex Hook. et Grev.) Copel.
  - Hymenophyllum australe var. tasmanicum (Bosch) Bonap. (1917) - Synonyme : Hymenophyllum tasmanicum Bosch
- Hymenophyllum badium Hook. & Grev. (1828) - Himalaya - Synonymes : Hymenophyllum javanicum var. badium (Hook. & Grev.) C.B.Clarke, Hymenophyllum cumingii Bosch, Mecodium badium (Hook. & Grev.) Copel., Sphaerocionium badium (Hook. & Grev.) C.Presl
- Hymenophyllum balansae E.Fourn. (1873) - Nouvelle-Calédonie
- Hymenophyllum bamlerianum Rosenst. (1912) - Nouvelle-Guinée
- Hymenophyllum bismarckianum Christ (1905) - Nouvelle-Guinée
- Hymenophyllum caudiculatum Mart. (1834) - Brésil - Patagonie - Synonymes : Mecodium caudiculatum (Mart.) Copel., Hymenophyllum schottii Pohl, Sphaerocionium caudiculatum (Mart.) C.Presl
  - Hymenophyllum caudiculatum var. caudatum (Bosch) Hook. & Baker (1866) - Synonyme : Hymenophyllum caudatum Bosch
  - Hymenophyllum caudiculatum var. productum (C.Presl) C.Chr. (1916) - Synonymes : Hymenophyllum patagonicum Gand.,Hymenophyllum productum (C.Presl) J.W.Sturm, Mecodium caudiculatum f. productum (C.Presl) G.Kunkel, Sphaerocionium productum C.Presl[17]
- Hymenophyllum copelandianum (Bosch) Alderw. (1912) - Mindanao
- Hymenophyllum crispato-alatum Hayata (1915) - Chine (Taïwan)
  - Hymenophyllum crispato-alatum f. remotipinnum Hayata (1915)
- Hymenophyllum daedaleum Blume (1828)
- Hymenophyllum demissum (G.Forst.) Sw. (1800) - Polynésie, Nouvelle-Zélande - Synonyme : Trichomanes demissum G.Forst.
- Hymenophyllum eboracense Croxall (1975) - Australie (Queensland)
- Hymenophyllum edanoi (Copel.) C.V.Morton (1968) - Philippines (Mindoro) - Synonyme : Mecodium edanoi Copel.
- Hymenophyllum emarginatum Sw. (1800)
- Hymenophyllum erecto-alatum Colenso (1879)
- Hymenophyllum erosum Blume (1828) - Java
- Hymenophyllum eximium Kunze (1846) - Malaisie
- Hymenophyllum fimbriatum J.Sm. (1841) - Chine, Philippines, Vietnam - Synonymes : Hymenophyllum franternum Harr., Mecodium fimbriatum (J. Sm.) Copel.
- Hymenophyllum flexile Makino (1899) - Japon
- Hymenophyllum flexuosum A.Cunn. (1837)
- Hymenophyllum formosum Brack. (1854)
- Hymenophyllum humboldtianum E.Fourn. (1873) - Nouvelle Calédonie
- Hymenophyllum imbricatum Blume (1828) - Java
- Hymenophyllum inclinatum Bosch (1856)
- Hymenophyllum intricatum Bosch (1863) - Tasmanie
- Hymenophyllum javanicum Spreng. (1827) - Asie tropicale (Chine, Inde, Vietnam...) - Synonyme : Mecodium javanicum (Spreng.) Copel.
- Hymenophyllum junghuhnii Bosch (1856) - Java - Synonyme : Hymenophyllum dilatatum Blume (homonyme de Hymenophyllum dilatatum (G.Forst.) Sw.)
- Hymenophyllum latilobum Bonap. (1921)
- Hymenophyllum leptodictyon Müll.Berol. (1854)
- Hymenophyllum longifolium Alderw. (1914) - Célèbes
- Hymenophyllum macrocarpum (C.Presl) Bosch (1859) - Bolivie - Synonyme : Sphaerocionium macrocarpum C.Presl
- Hymenophyllum malaccense Gand. (1913) - Malacca (Malaisie)
- Hymenophyllum martii J.W.Sturm (1859)
- Hymenophyllum megalocarpum Colenso (1883)
- Hymenophyllum mentitum Gand. (1913) - Australie
- Hymenophyllum micranthum Bosch (1856)
- Hymenophyllum modestum Bosch (1863) - Philippines
- Hymenophyllum montanum Kirk (1873)
- Hymenophyllum neozelandicum Gand. (1913) - Nouvelle-Zélande
- Hymenophyllum opacum Copel. (1937) - Nouvelle-Guinée
- Hymenophyllum pantotactum Alderw. (1912) - Java
- Hymenophyllum patagonicum Gand. (1913) - Patagonie
- Hymenophyllum physocarpum Christ (1905)
- Hymenophyllum pleiocarpum Alderw. (1922) - Sumatra
- Hymenophyllum polychilum Colenso (1892) - Nouvelle-Zélande
- Hymenophyllum productoides J.W.Moore (1933) - Raiatea (archipel de la Société)
- Hymenophyllum productum Kunze (1848) - Asie tropicale (Chine, Thaïlande), Philippines - Synonyme : Mecodium productum (Kunze) Copel.
- Hymenophyllum raapii Gand. (1913) - Java
- Hymenophyllum reinwardtii Bosch (1859) - Java, Sumatra - Synonyme : Mecodium reinwardtii (Bosch) Copel.
- Hymenophyllum retusilobum Hayata (1921) - Chine (Taïwan) - Synonyme : Mecodium retusilobum (Hayata) Tagawa
- Hymenophyllum riukiuense Christ (1900) - Liu Kiu - Synonyme : Mecodium riukiuense (Christ) Copel.
- Hymenophyllum salakense Racib. (1898) - Java - Synonyme : Mecodium salakense (Racib.) Copel.
- Hymenophyllum samoense Baker (1876) - Samoa - Synonyme : Mecodium samoense (Baker) Copel.
- Hymenophyllum shirleyanum Domin (1913) - Queensland
- Hymenophyllum stenocladum (Ching & P.C.Chiu (1985) - Synonyme : Mecodium stenocladum Ching & P.C.Chiu
- Hymenophyllum streptophyllum E.Fourn. (1873) - Nouvelle Calédonie
- Hymenophyllum taiwanense (Tagawa) C.V.Morton (1968) - Synonyme : Mecodium taiwanense Tagawa
- Hymenophyllum thuidium Harr. (1877) - Philippines, Nouvelle-Guinée, Bornéo - Synonyme : Mecodium thuidium (Harr.) Copel.
- Hymenophyllum todjambuense Kjellb. (1933) - Célèbes
- Hymenophyllum treubii Racib. (1898) - Indonésie, Nouvelle-Guinée
  - Hymenophyllum treubii var novoguineense Rosenst. (1913) - Papouasie-Nouvelle-Guinée

### Sous-genrePleuromanes
Les espèces de ce sous-genre ont un long rhizome rampant.
Le limbe des frondes est divisé plus d'une fois, de manière non dichotome, il est glabre ou légèrement couvert d'une pilosité simple blanchâtre, sans aucun poil en étoile.
Le nombre de base de chromosomes est de 36.

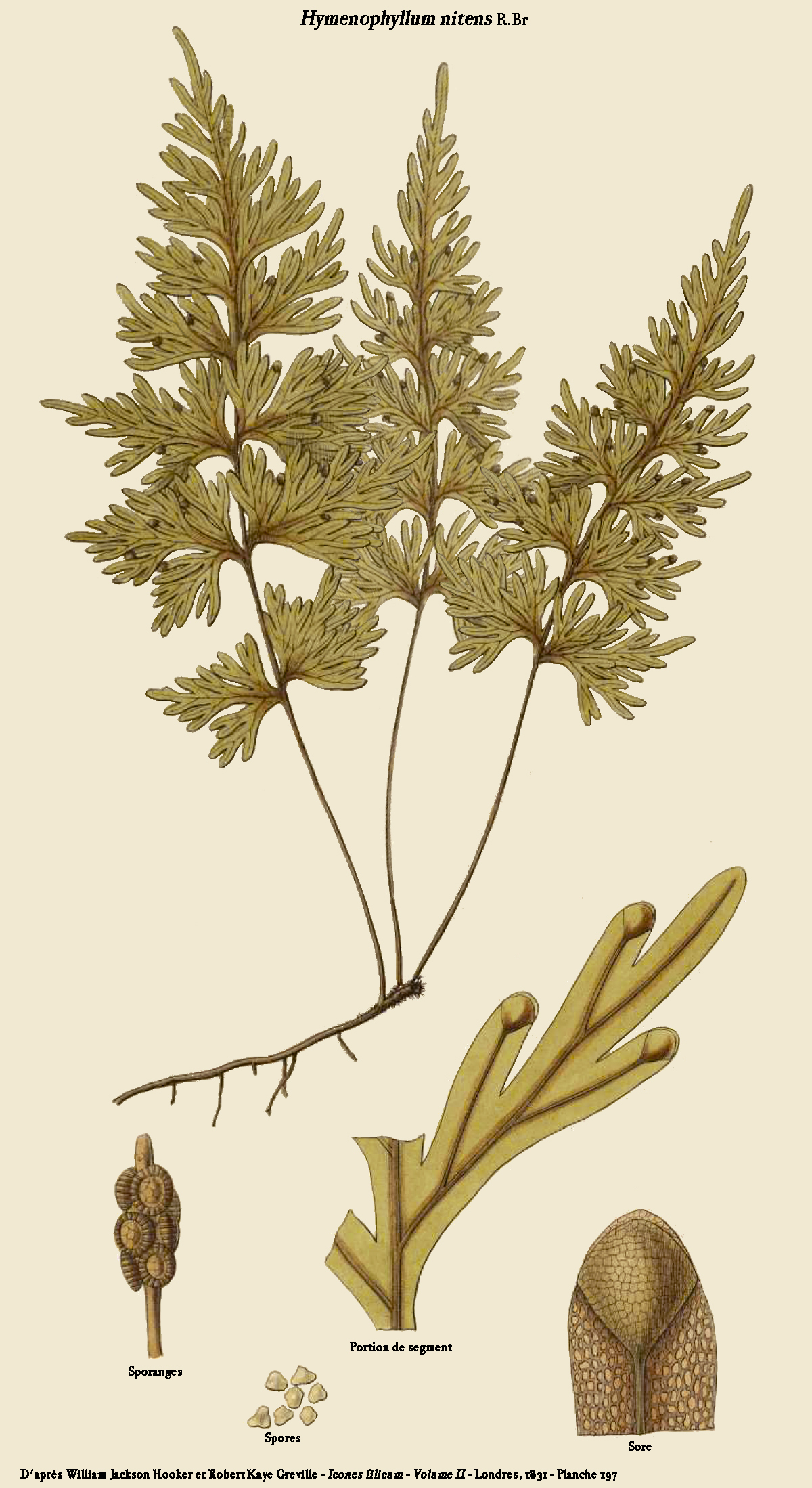
Hymenophyllum nitens R.Br.
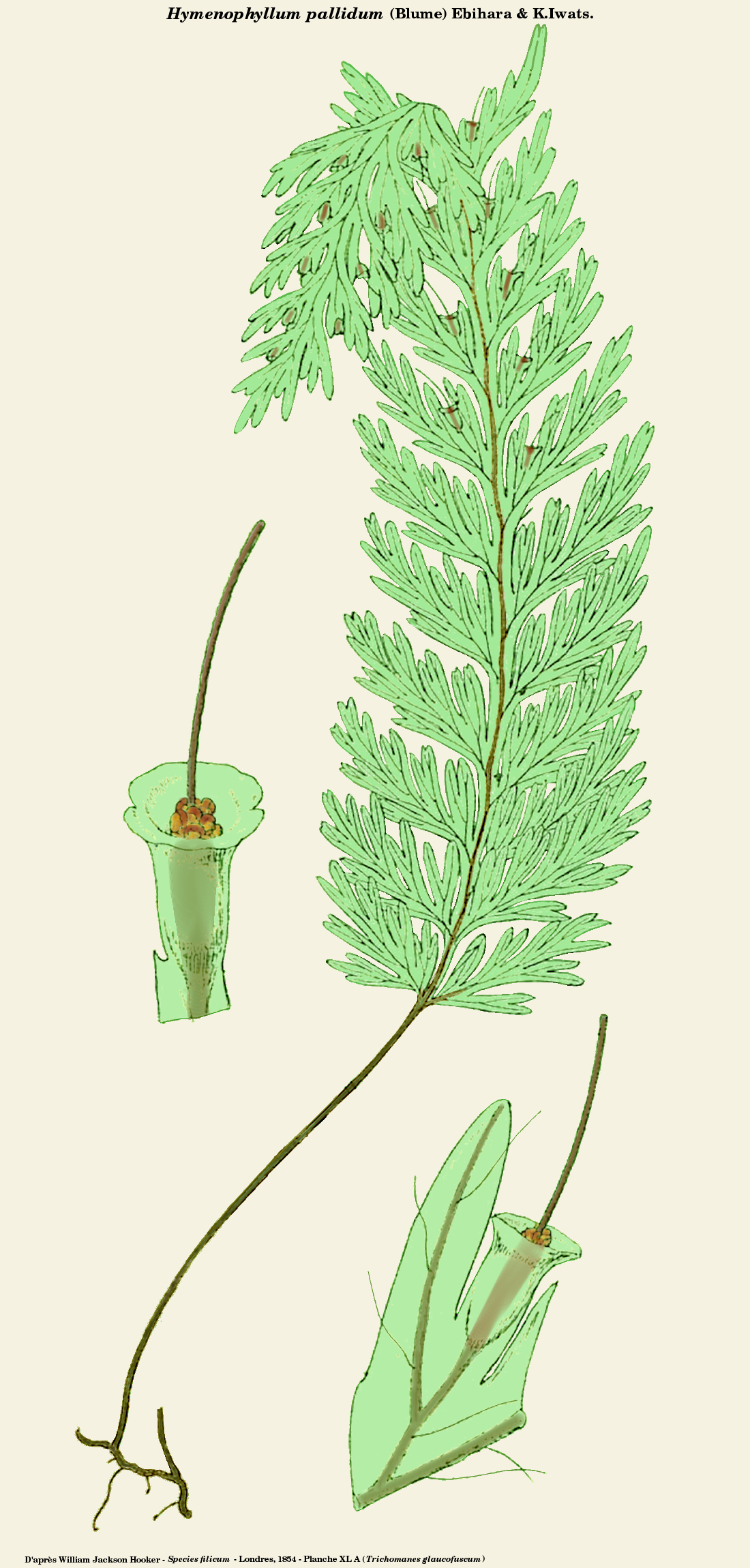
Hymenophyllum pallidum (Blume) Ebihara & K.Iwats.

- Hymenophyllum acutum (C.Presl) Ebihara & K.Iwats. (2006) - Philippines - Synonyme : Trichomanes acutum C.Presl
- Hymenophyllum flabellatum Labill. (1806) - Australie, Nouvelle-Zélande
- Hymenophyllum foxworthyi Copel. (1917) - Indonésie
- Hymenophyllum hookeri Bory (1833)
- Hymenophyllum leratii Rosenst. (1910) - Nouvelle Calédonie
- Hymenophyllum nitens R.Br. (1810) - Nouvelle-Zélande - Synonyme : Trichomanes nitens (R.Br.) Poir.
- Hymenophyllum pallidum (Blume) Ebihara & K.Iwats. (2006) - Îles du Pacifique (Ceylan, Malaisie, Philippines...) dont la Nouvelle-Calédonie - Synonymes : Craspedoneuron album (Blume) Bosch, Craspedoneuron pallidum (Blume) Bosch, Crepidomanes album K.Iwats., Crepidomanes pallidum (Blume) K.Iwats., Pleuromanes album (Blume) Parris, Pleuromanes pallidum (Blume) C.Presl, Trichomanes album Blume, Trichomanes fusco-glaucescens Hook., Trichomanes glaucescens Bosch, Trichomanes glaucofuscum Hook., Trichomanes pallidum Blume
- Hymenophyllum rufescens Kirk (1879) - Nouvelle-Zélande - Synonyme : Mecodium rufescens (Kirk) Copel.

### Sous-genreMyrmecostylum
Le nombre de base de chromosomes des espèces de ce sous-genre est 36.

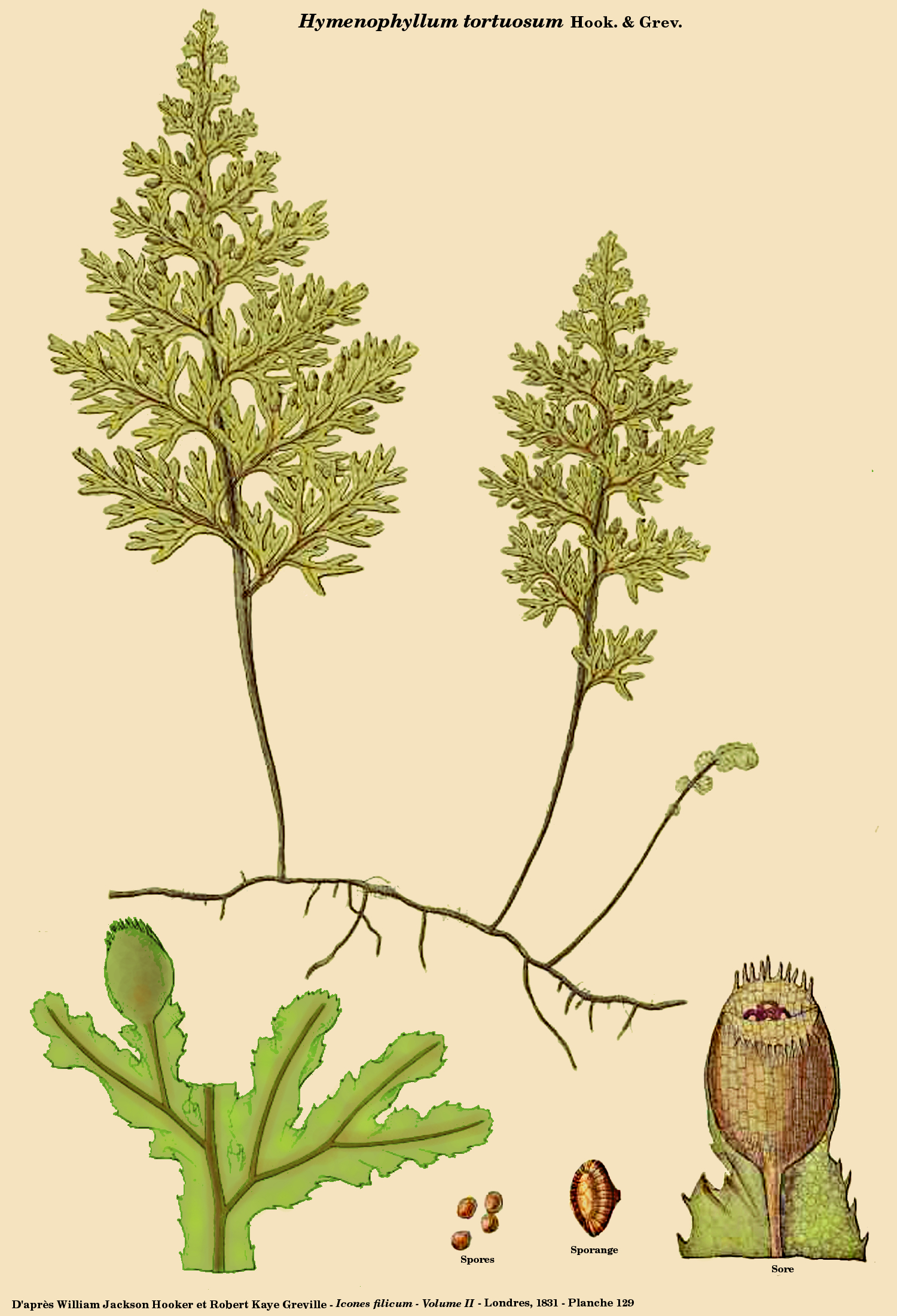
Hymenophyllum tortuosum Hook. & Grev.

- Hymenophyllum bibraianum J.W.Sturm (1853)
- Hymenophyllum cristulatum Rosenst. (1908) - Nouvelle-Zélande
- Hymenophyllum krauseanum Phil. (1860) - Argentine et Chili - Synonymes : Hymenophyllum dichotomum var. krauseanum (Phil.) C.Chr., Hymenophyllum magellanicum var. krauseanum (Phil.) C.Chr., Hymenophyllum plicatum var. krauseanum (Phil.) Looser
- Hymenophyllum lophocarpum Colenso (1885) - Nouvelle-Zélande
- Hymenophyllum magellanicum (Desv.) Kunze (1847) - Amérique du Sud - Synonymes : Didymoglossum magellanicum Desv., Meringium magellanicum (Desv.) Copel. [18]
  - Hymenophyllum magellanicum var. attenuatum (Hook.) Luetzelb. (1923) - Chili - Synonyme : Hymenophyllum attenuatum Hook.
- Hymenophyllum nigricans Colla (1836)
- Hymenophyllum paniense Ebihara & K.Iwats. (2003) - Nouvelle Calédonie
- Hymenophyllum plicatum Kaulf. (1824) - Amérique australe tempérée - Synonyme : Ptychophyllum plicatulum (Kaulf.) C.Presl
  - Hymenophyllum plicatum var. quadrifidum (Phil.) Looser (1937) - Chili
- Hymenophyllum sanguinolentum (G.Forst.) Sw. (1800) - Nouvelle-Zélande - Synonyme : Trichomanes sanguinolentum G.Forst.
- Hymenophyllum scabrum A.Rich. (1832) - Nouvelle-Zélande - Synonymes : Mecodium scabrum (A.Rich.) Copel., Sphaerocionium gladuliferum C.Presl
- Hymenophyllum seselifolium C.Presl (1843) - Chili
- Hymenophyllum tortuosum Hook. & Grev. (1829) - Amérique du Sud - Synonymes : Hymenophyllum skottsbergii Gand., Leptocionium tortuosum (Hook. & Grev.) Bosch, Meringium tortuosum (Hook. et Grev.) Copel., Myrmecostylum tortuosum (Hook. & Grev.) C.Presl.
  - Hymenophyllum tortuosum var. beckeri (H.Krause ex Phil.) Espinosa (1936) - Chili - Synonyme : Trichomanes beckeri H.Krause ex Phil.
  - Hymenophyllum tortuosum var. bustillosii Espinosa (1936) - Chili
  - Hymenophyllum tortuosum var. glomeratum Diem & J.S.Licht. (1959) - Argentine et Chili
- Hymenophyllum villosum Colenso (1844) - Nouvelle-Zélande - Synonyme : Mecodium villosum (Colenso) Copel.

### Sous-genreHymenoglossum
Ce sous-genre, réduit à trois espèces, est caractérisé par un rhizome filiforme, presque sans poils, des fondes entières ou divisées une fois, des sores à deux lèvres marginaux au limbe.
Le nombre de base de chromosomes semble être de 36.

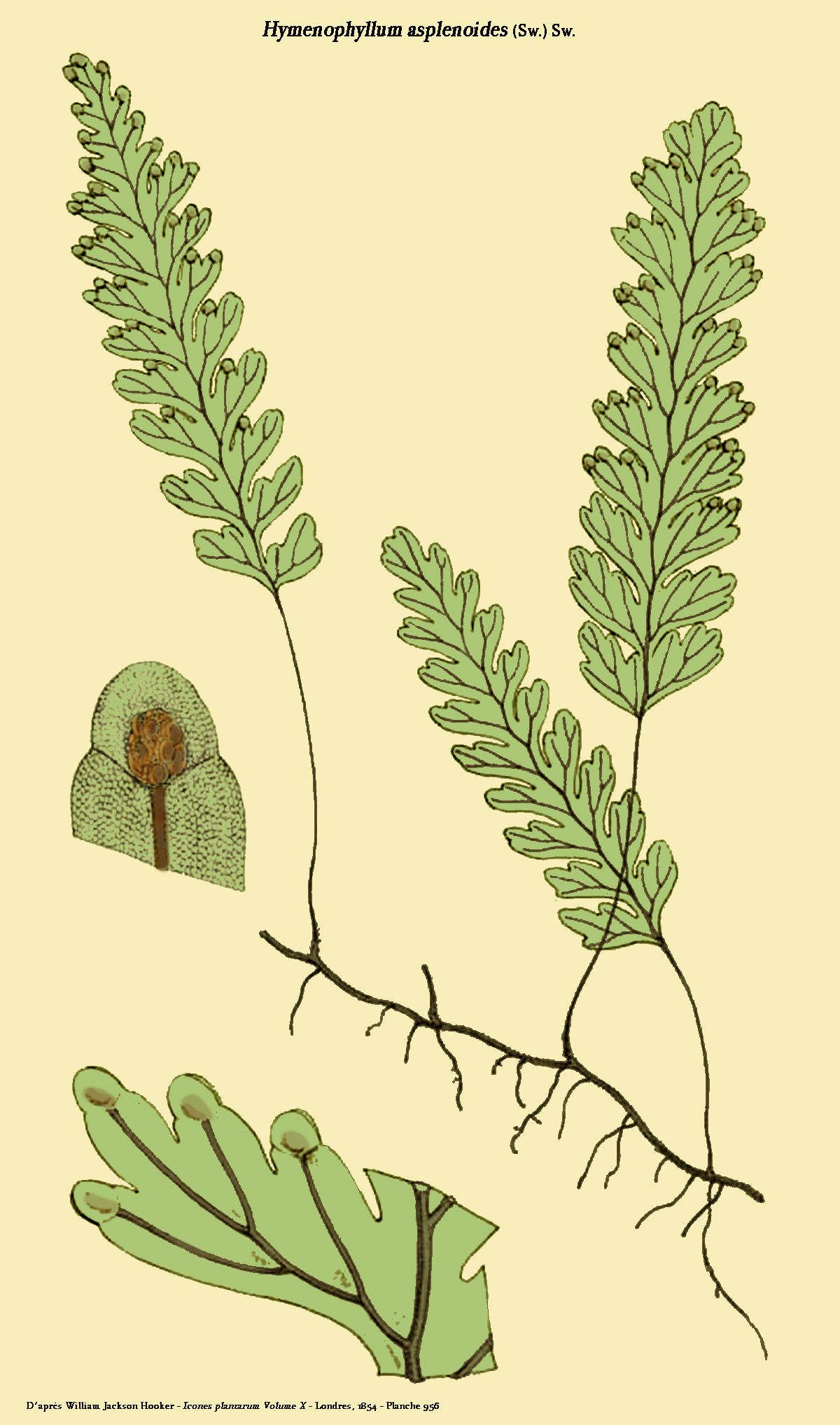
Hymenophyllum asplenoides (Sw.) Sw.
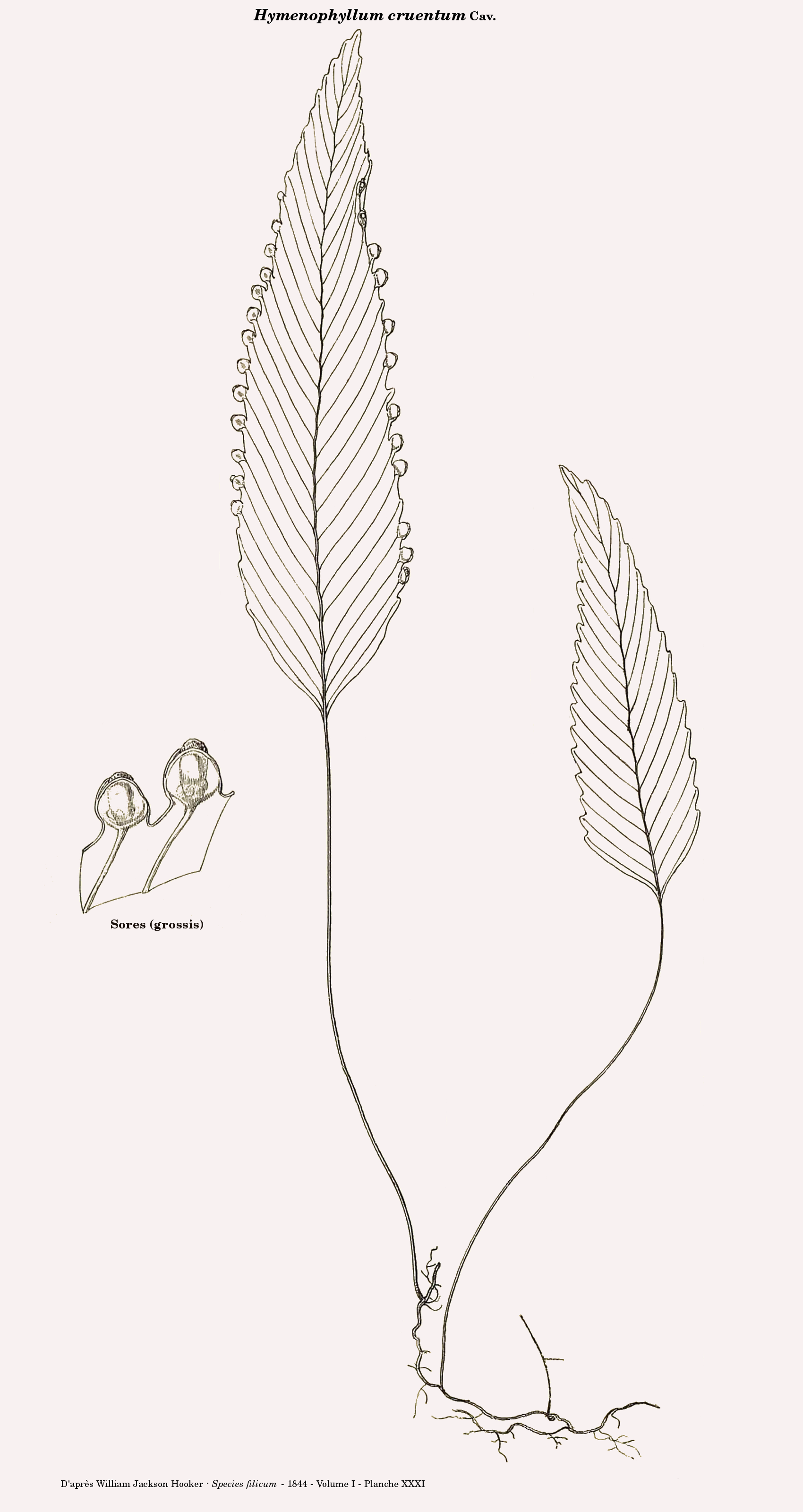
Hymenophyllum cruentum Cav.

- Hymenophyllum asplenioides (Sw.) Sw. (1801) - Amérique tropicale - Synonymes : Mecodium asplenioides (Sw.) Copel., Trichomanes asplenioides Sw.
  - Hymenophyllum asplenioides var. palmatum Klotzsch ex Fée (1869) - Brésil
- Hymenophyllum cruentum Cav. (1802) - Chili, archipel Juan Fernández - Synonyme : Hymenoglossum cruentum (Cav.) C.Presl
- Hymenophyllum heimii Tardieu (1938) - Madagascar

### Sous-genreFuciformia
Ce sous-genre présente un rhizome court, densément couvert de poils, un limbe très découpé - trois à quatre fois - et des sores avec une indusie à deux lèvres.
Le nombre de base de chromosomes des deux seules espèces de ce sous-genre est de 36.

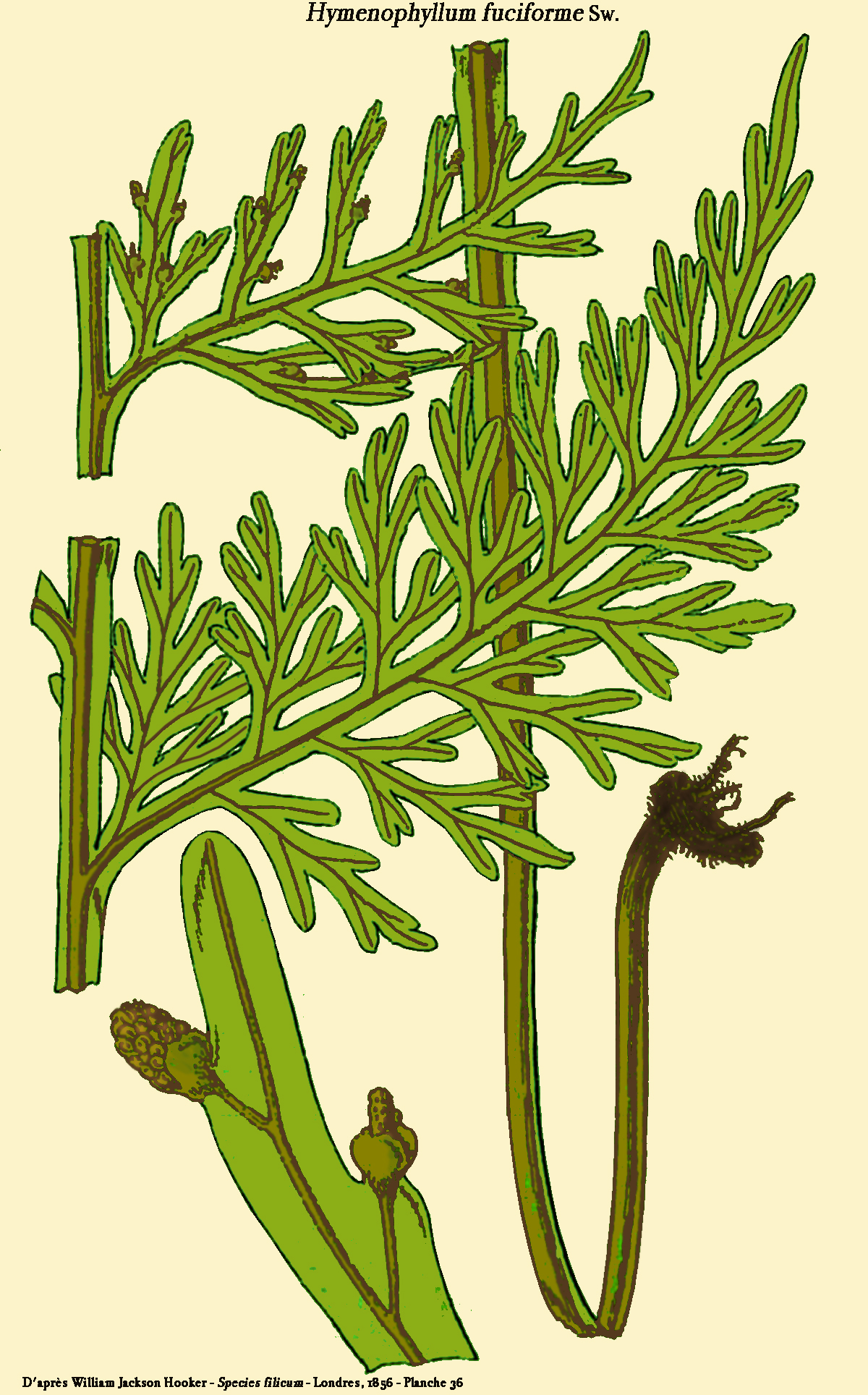
Hymenophyllum fuciforme Sw.
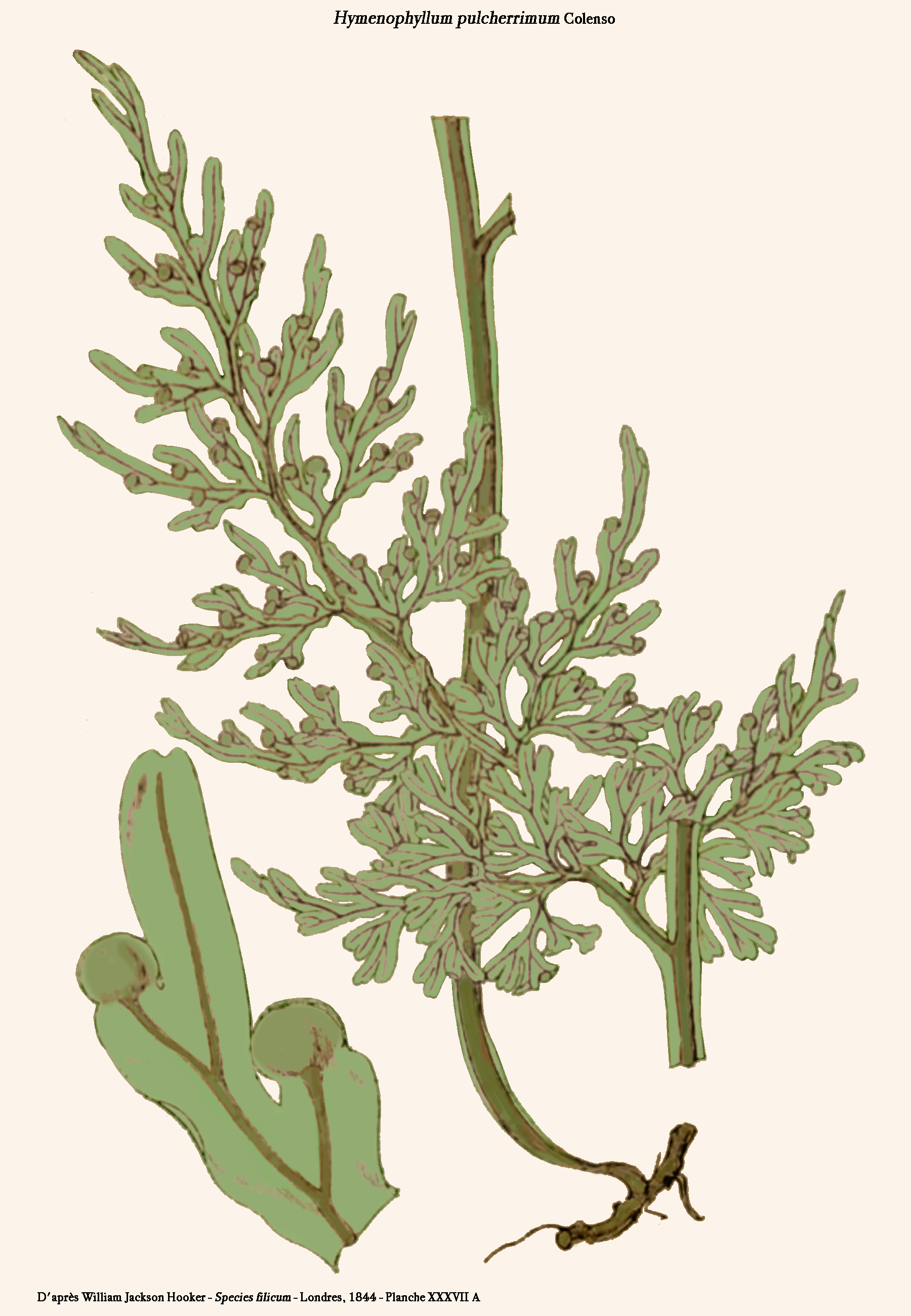
Hymenophyllum pulcherrimum Colenso

- Hymenophyllum fuciforme Sw. (1806) - Chili, archipel Juan Fernández - Synonymes : Hymenophyllum fucoides Cav. (homonyme de Hymenophyllum fucoides (Sw.) Sw.), Hymenophyllum semiteres Colla, Leptiocionium fuciforme (Sw.) C.Presl
- Hymenophyllum pulcherrimum Colenso (1844) - Nouvelle-Zélande - Synonyme : Mecodium pulcherrimum (Colenso) Copel.

### Sous-genreDiploöphyllum
L'unique espèce du sous-genre compte 36 paires de chromosomes.

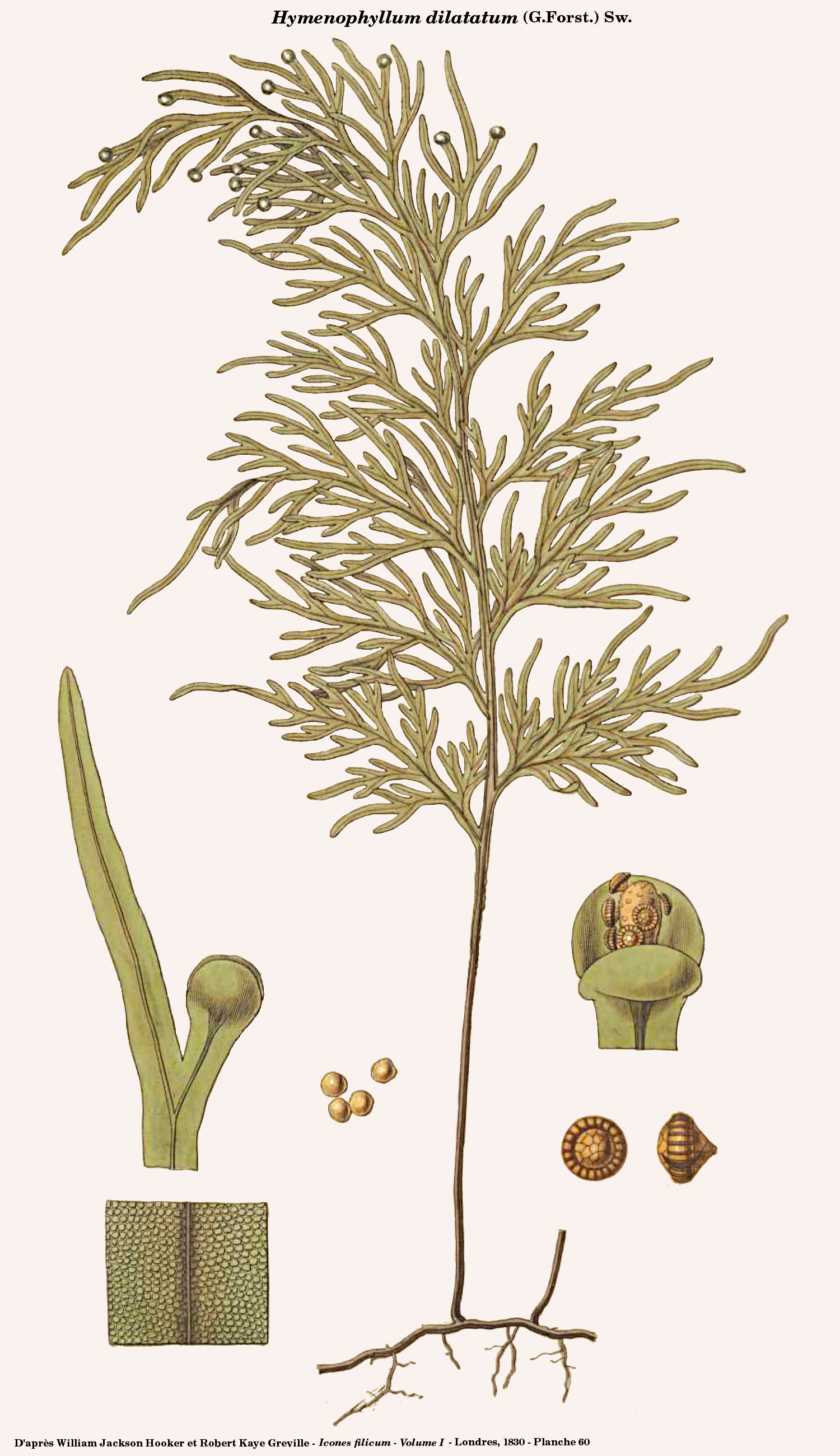
Hymenophyllum dilatatum (G.Forst.) Sw.

- Hymenophyllum dilatatum (G.Forst.) Sw. (1801) - Nouvelle-Zélande - Synonymes : Hymenophyllum sororium (C.Presl) Bosch, Mecodium dilatatum (G.Forst.) Copel., Trichomanes dilatatum G.Forst., Leptocionium sororium C.Presl
  - Hymenophyllum dilatatum var. amplum Christ (1899)
  - Hymenophyllum dilatatum var. formosum Brack.

### Sous-genreCardiomanes

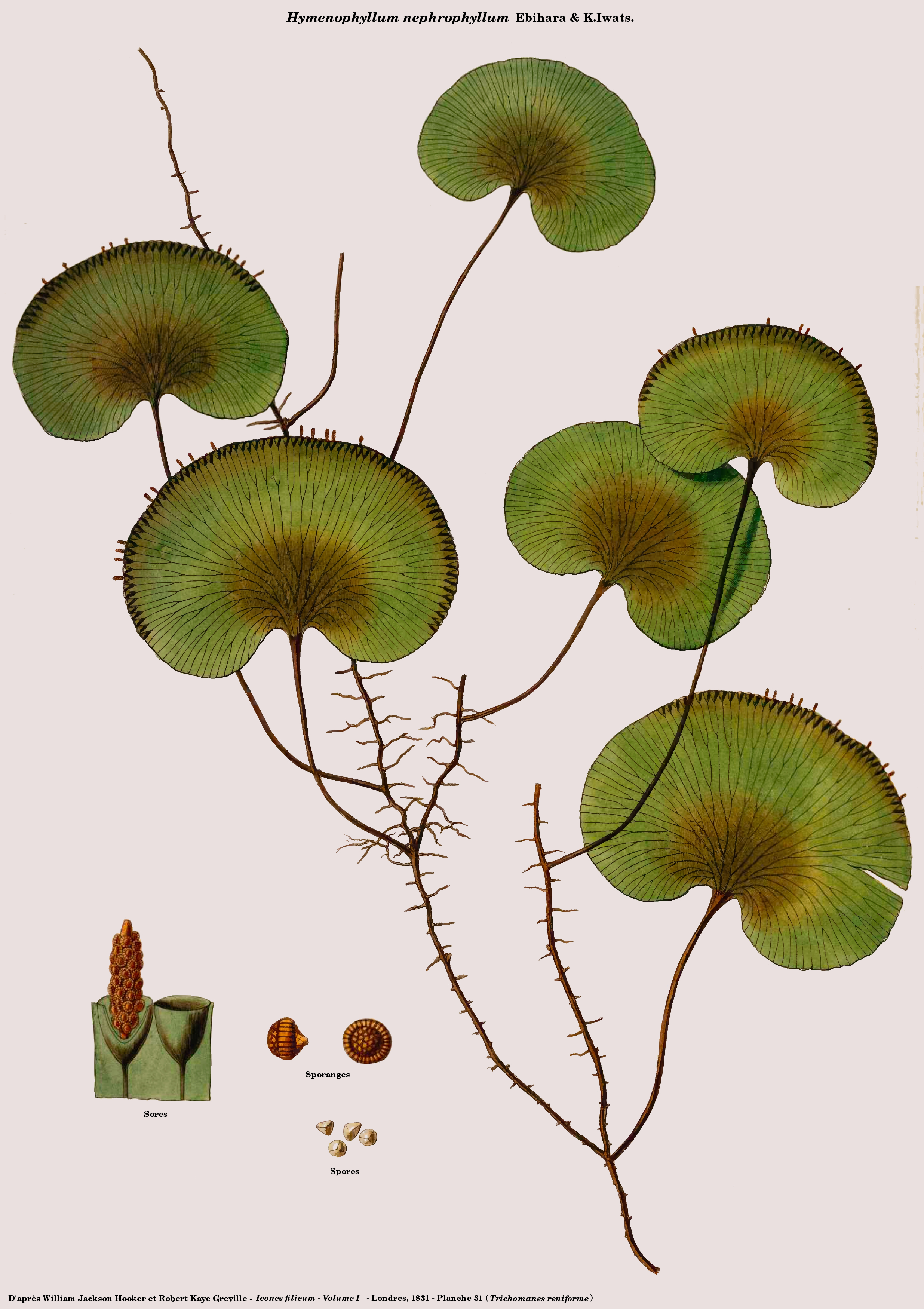
Hymenophyllum nephrophyllum Ebihara & K.Iwats.

Ce sous-genre ne comprend qu'une seule espèce au long rhizome traçant, partiellement couvert de poils foncés. L'indusie est tubulaire (ce qui explique son classement antérieur dans le genre Trichomanes).
Le nombre de base des chromosomes de cette espèce est de 36.
- Hymenophyllum nephrophyllum Ebihara & K.Iwats. (2006) - Nouvelle-Zélande - Synonymes : Trichomanes reniforme G.Forst., Cardiomanes reniforme (G.Forst.) C.Presl

### Sous-genre non déterminé
- Hymenophyllum apteryx M.Kessler & Sundue (2005) - Bolivie
- Hymenophyllum assurgens M.Kessler & A.R.Sm. (2005) - Bolivie
- Hymenophyllum densum Wall. (1828)
- Hymenophyllum grandis Lellinger (1985) - Costa Rica
- Hymenophyllum laeve Ham. (1829) - Maurice - Nom illégal.
- Hymenophyllum latisorum M.Kessler & A.R.Sm. (2005) - Bolivie
- Hymenophyllum macrocarpon W.Schaffn. ex E.Fourn. (1872) [20]
- Hymenophyllum malcolm-smithii Proctor (1962) - Saint Kitts
- Hymenophyllum parvum C.Chr. (1932) - Madagascar
- Hymenophyllum tegularis (Desv.) Proctor (1990) - Synonyme : Davallia tegularis Desv.
- Hymenophyllum trifoliatum (L.) Proctor & A.Lourteig (1990) - Synonyme : Adiantum trifoliatum L.

## Espèces synonymes ou classées par ailleurs
- Hymenophyllum abruptum var. brevifrons (Kunze) Franch. (1889) - Amérique centrale et du Sud (dont Guyane), Caraïbe - Voir Hymenophyllum brevifrons Kunze
- Hymenophyllum acutum Mett. (1899) -  Voir Hymenophyllum polyanthos (Sw.) Sw.
- Hymenophyllum affine (Bosch) Racib. (1898) - Voir Hymenophyllum boschii Rosenst. - synonyme : Didymoglossum affine Bosch - Homonyme de Hymenophyllum affine Brack.
- Hymenophyllum alatum Sm. (1805) - Voir Vandenboschia suben. Vandenboschia
- Hymenophyllum alatum Schkuhr (1809) - Voir Crepidomanes bipunctatum (Poir.) Copel.
- Hymenophyllum alatum Willd. (1810) - Voir Hymenophyllum tunbrigense (L.) Sw.
- Hymenophyllum asperulum Kunze (1834) - Chili - Voir Hymenophyllum tunbrigense var. asperulum (Kunze) Diem & J.S.Licht.
- Hymenophyllum atrovirens Colenso (1844) - Nouvelle-Zélande - Voir Hymenophyllum australe var. atrovirens (Colenso) Alderw.
- Hymenophyllum atrovirens Fée & L'Herm. (1866) - Amérique du Sud et Caraïbe (Guadeloupe) - Voir Hymenophyllum fucoides var. atrovirens (Fée & L'Herm.) Krug
- Hymenophyllum atrovirens Christ (1904) - Costa Rica - Voir Hymenophyllum subrigidum Christ
- Hymenophyllum attenuatum Hook. (1844) - Chili - Voir Hymenophyllum magellanicum var. attenuatum (Hook.) Luetzelb.
- Hymenophyllum baldwinii D.C.Eaton (1879) - Hawaï - Voir Callistopteris baldwinii (D.C.Eaton) Copel.
- Hymenophyllum bifarium Mett. ex Sadeb. (1899) - Voir Hymenophyllum mnioides Baker
- Hymenophyllum bivalve J.Sm. (1841) - Voir Hymenophyllum serrulatum (C.Presl) C.Chr.
- Hymenophyllum blumeanum Spreng. (1827) - Malaisie - Voir Hymenophyllum polyanthos var. blumeanum (Spreng.) Krug - Espèce probablement aussi décrite par l'homonyme Hymenophyllum polyanthos Matsum. de Hymenophyllum polyanthos (Sw.) Sw[21].
  - Hymenophyllum blumeanum var. novoguineense Rosenst. (1908) - Nouvelle-Guinée - Voir Hymenophyllum novoguineense (Rosenst.) K.Iwats.
- Hymenophyllum breutelii (C.Presl) Bosch (1863) - Voir Hymenophyllum polyanthos(Sw.) Sw. - synonyme : Sphaerocionium breutelii C.Presl
- Hymenophyllum bridgesii Hook. (1844) : Voir Hymenophyllum dentatum Cav. - synonymes : Leptocionium dentatum (Cav.) Bosch, Sphaerocionium bridgesii (Hook.) Klotzsch
- Hymenophyllum caespitosum Christ (1899) - Voir Hymenophyllum glebarium Christ - L'index IPNI ajoute comme synonyme possible Hymenophyllum falklandicum Baker, synonymie non reprise par Christensen, ni par l'index Tropicos
- Hymenophyllum caespitosum Fée (1866) - Guadeloupe - Homonymie non résolue
- Hymenophyllum calodictyon Bosch (1863) - Pérou, Équateur - Voir Hymenophyllum fucoides var. calodictyon (Bosch) Stolze
- Hymenophyllum canaliculatum Mart.  - Amérique du Sud et centrale (Brésil, Panama) - Voir probablement Hymenophyllum caudiculatum Mart. - Espèce non répertoriée par l'IPNI (mais elle l'est dans sa variété - ce qui laisse supposer un oubli). Échantillons conservés dans l'herbier de l'université d'Ulm. Il s'agit peut-être d'une erreur de transcription pour Hymenophyllum caudiculatum Mart.
  - Hymenophyllum canaliculatum var. productum (C.Presl) C.Chr. (1910) - Voir Hymenophyllum caudiculatum var. productum (C.Presl) Lellinger
- Hymenophyllum caudatum Bosch (1859) - Voir Hymenophyllum caudiculatum var. caudatum (Bosch) Hook. & Baker
- Hymenophyllum caulopteron Fée (1869) - Voir Hymenophyllum ciliatum (Sw.) Sw.
  - Hymenophyllum ciliatum var. splendidum (Bosch) J.Bommer (1896) - Amérique équatoriale, Afrique équatoriale (île Fernando Poo) - Voir Hymenophyllum splendidum Bosch - Synonyme : Sphaerocionium splendidum (Bosch) Copel.
- Hymenophyllum clavatum (Sw.) Sw. (1801) - Caraïbe - Voir Hymenophyllum polyanthos var. clavatum (Sw.) Duss - Synonyme : Trichomanes clavatum Sw.
- Hymenophyllum commutatum Bosch (1859) - Voir Hymenophyllum ciliatum (Sw.) Sw.
- Hymenophyllum constrictum Hayata (1914) - Chine (Taïwan) - Voir Hymenophyllum hayatai Masam. (homonyme renommé par Genkei Masamune)
- Hymenophyllum crispatum Wall. ex Hook. & Grev. (1827) - Inde, Ceylan, Philippines - Voir Hymenophyllum australe var. crispatum (Wall. ex Hool. & Grev.) Bonap.
- Hymenophyllum crispum Nees & Blume (1823) - Voir Hymenophyllum australe Willd.
  - Hymenophyllum crispum var. brasiliana Fée (1869) - Voir Hymenophyllum brasilianum (Fée) Rosent. - Fée avait défini une variété de l'homonyme Hymenophyllum crispum Nees & Blume
- Hymenophyllum crugeri Müll.Berol. (1854) - Voir Hymenophyllum cruegeri Müll.Berol. Erreur de latinisation du suffixe spécifique.
- Hymenophyllum cumingii C.Presl (1843) - Chili - Voir Hymenophyllum cuneatum Kunze
- Hymenophyllum cumingii Bosch (1859) - Voir Hymenophyllum badium (Hook. & Grev.) C.B.Clarke - homonyme de Hymenophyllum cumingii C.Presl
- Hymenophyllum darwinii Hook.f. (1863) - Amérique du Sud - Voir Hymenophyllum abruptum Hook.
- Hymenophyllum dejectum Baker (1886) - Voir Hymenophyllopsis dejecta (Baker) K.I.Goebel
  - Hymenophyllum denticulatum var. flaccidum (Bosch) C.B.Clarke (1880) - Asie tropicale, Java - Voir Hymenophyllum khasianum Baker - synonymes : Leptocionium flaccidum Bosch, Hymenophyllum flaccidum (Bosch) Baker (homonyme de Hymenophyllum flaccidum Bosch)
- Hymenophyllum dichotomum Nees & Blume (1823) - Voir Hymenophyllum dichotomum var. neeseii C.Chr. (homonyme de Hymenophyllum dichotomum renommé ainsi par Christensen)
  - Hymenophyllum dichotomum var. krauseanum (Phil.) C.Chr. (1910) - Voir Hymenophyllum magellanicum var. krauseanum (Phil.) C.Chr. - synonyme : Hymenophyllum krauseanum Phil.
- Hymenophyllum dilatatum Blume (1828) - Voir Hymenophyllum junghuhnii Bosch - Homonyme de Hymenophyllum dilatatum (G.Forst.) Sw.
- Hymenophyllum dipteroneuron A.Br. ex Kunze (1847) - Voir Hymenophyllum fuscum (Blume) Bosch
- Hymenophyllum divaricatum Sodiro (1892) - Équateur - Voir Hymenophyllum alveolatum C.Chr. - Homonyme de Hymenophyllum divaricatum Bosch
- Hymenophyllum endiviifolium Desv. (1827) - Amérique du Sud - Voir Hymenophyllum myriocarpum var. endiviifolium (Desv.) Stolze - synonyme : Mecodium endiviifolium (Desv.) Pic.Serm.
- Hymenophyllum exiguum Bedd. (1868) - Voir Didymoglossum exiguum (Bedd.) Copel.
- Hymenophyllum feejeense Brack. (1854) - Voir Hymenophyllum multifidum (G.Forst.) Sw.
- Hymenophyllum filicula Bory (1810) - Voir Crepidomanes bipunctatum (Poir.) Copel.
- Hymenophyllum flaccidum (Bosch) Baker (1868) - Inde orientale - Voir Hymenophyllum khasianum Baker - Homonyme de Hymenophyllum flaccidum Bosch renommé Hymenophyllum khasianum (Bosch) Baker - synonymes : Hymenophyllum denticulatum var. flaccidum (Bosch) C.B.Clarke, Leptocionium flaccidum Bosch, Meringium flaccidum (Bosch) B.Nair
- Hymenophyllum franklinianum Colenso (1844) - Nouvelle-Zélande - Voir Hymenophyllum aeruginosum var. franklinianum (Colenso) Hook.
- Hymenophyllum fraternum Harr. (1877) - Voir Hymenophyllum fimbriatum J.Sm. - Homonyme de Hymenophyllum fraternum C.Presl renommé Hymenophyllum steerei par Carl Frederik Albert Christensen
- Hymenophyllum fucoides Cav. (1802) - Voir Hymenophyllum fuciforme Sw. - Homonyme de Hymenophyllum fucoides Sw.[22].
  - Hymenophyllum fucoides var. cristatum (Hook. & Grev.) Hieron. (1906) - Équateur, Pérou - voir Hymenophyllum cristatum Hook. & Grev. - synonyme : Buesia cristata (Hook. & Grev.) Copel.
- Hymenophyllum gratum Fée (1866) - Jamaïque, Guadeloupe - Voir Hymenophyllum hirsutum var. gratum (Fée) Proctor
- Hymenophyllum grevilleanum C.Presl (1843) - Voir Hymenophyllum polyanthos Sw. (sur la base de Christensen) - Nouveau nom donné par Presl à l'espèce Hymenophyllum polyanthos décrite par Hooker et Greville dans Icones filicum, mais il ne semble pas s'agir de l'homonyme Hymenophyllum polyanthos Hook. in Night. (1835) de Hymenophyllum polyanthos Sw. (c'est-à-dire Callistopteris polyantha (Hook.) Copel.)
  - Hymenophyllum hirsutum var. lanatum (Fée) Duss  - Jamaïque, Guadeloupe - Voir Hymenophyllum lanatum Fée
- Hymenophyllum humile Nees & Blume (1823) - Voir Hymenophyllum denticulatum Sw.
- Hymenophyllum imbricatum Colenso (1844) - Voir Hymenophyllum rarum R.Br.
- Hymenophyllum imbricatum Kunze (1859) - Voir Callistopteris polyantha (Hook.) Copel.
- Hymenophyllum intermedium Mett. (1899) - Voir Hymenophyllum hirsutum (L.) Sw. [23]
  - Hymenophyllum javanicum var. badium (Hook. & Grev.) C.B.Clarke (1880) - Voir : Hymenophyllum badium Hook. & Grev. - synonymes : Hymenophyllum cumingii Bosch, Mecodium badium (Hook. & Grev.) Copel., Sphaerocionium badium (Hook. & Grev.) C.Presl
  - Hymenophyllum fusugasugense var. aberrans C.V.Morton (1947) - Colombie - voir Hymenophyllum tomentosum Kunze
- Hymenophyllum khasianum Baker (1874) - Inde, Chine, Asie du Sud-Est - Voir Hymenophyllum denticulatum var. flaccidum (Bosch) C.B.Clarke. - Nouveau nom pour l'homonyme Hymenophyllum flaccidum (Bosch) Baker de Hymenophyllum flaccidum Bosch - synonymes : Leptocionium flaccidum Bosch, Meringium flaccidum (Bosch) B.Nair
- Hymenophyllum latifrons Bosch (1859) - Voir Hymenophyllum hirsutum var. latifrons (Bosch) Hook. & Baker
- Hymenophyllum lindsaeoides Baker (1894) - Madagascar - Voir Sphenomeris odontolabia (Baker) C.Chr. - synonyme : Humblotiella odontolabia (Baker) Tardieu
  - Hymenophyllum lineare var. antillense Jenman (1879) - Venezuela, Antilles - Voir Hymenophyllum antillense (Jenman) Jenman
- Hymenophyllum liukiuense Christ (1901) - Voir Hymenophyllum riukiuense Christ
- Hymenophyllum lobato-papillosum Sadeb. (1899) - Voir Hymenophyllum lobatoalatum Klotzsch
  - Hymenophyllum magellanicum var. krauseanum (Phil.) C.Chr. (1905) - Voir Hymenophyllum krauseanum Phil. - synonymes Hymenophyllum dichotomum var. krauseanum (Phil.) C.Chr., Hymenophyllum plicatum var. krauseanum (Phil.) Looser
- Hymenophyllum menziesii C.Presl (1843) - Voir Hymenophyllum peltatum var. menziesii (C.Presl) C.Chr.
- Hymenophyllum meyeri Kuhn (1892) - Voir Hymenophyllum kuhnii C.Chr. - Nouveau nom donné par Christensen pour cet homonyme de Hymenophyllum meyeri C.Presl
- Hymenophyllum mossambicense (Schelpe) R.R.Schippers (1993) - Afrique du Sud - Voir Hymenophyllum polyanthos var. mossambicense Schelpe
  - Hymenophyllum myriocarpum var. nigrescens (Liebm.) Stolze (1989) - Mexique, Pérou, Équateur - Voir Hymenophyllum nigrescens Liebm.
- Hymenophyllum nigricans Kunze (1847) - Voir Hymenophyllum nigrescens Liebm.
- Hymenophyllum nitens Wercklé ex Christ (1904) - Costa Rica - Voir Hymenophyllum micans Christ (nouveau nom pour lever l'homonymie avec Hymenophyllum nitens R.Br.)
- Hymenophyllum okadai Masam. (1935) - Inde du nord, Népal, Bhoutan, Chine (Yunnan, Taïwan) - Voir Hymenophyllum simonsianum Hook.
- Hymenophyllum ornifolium Rchb. - Surinam - Voir Hymenophyllum ciliatum var. ornifolium (Rchb.) Kunze
- Hymenophyllum parvifolium Baker (1866) - Voir Crepidomanes parvifolium (Baker) K.Iwats. - synonyme : Trichomanes parvifolium (Baker) Copel.
- Hymenophyllum pectinatum Nees & Blume (1823) - Voir Hymenophyllum polyanthos (Sw.) Sw. - Homonyme de Hymenophyllum pectinatum Cav.
- Hymenophyllum pedicellatum Kunze ex Klotzsch (1847) - Équateur - Voir Hymenophyllum fucoides var pedicellatum (Kunze ex Klotzsch) Hieron.
- Hymenophyllum pendulum Sodiro (1893) - Équateur - Voir Hymenophyllum sodiroi C.Chr. - Homonyme de Hymenophyllum pendulum Bory renommé ainsi par Christensen
  - Hymenophyllum plicatum var. krauseanum (Phil.) Looser (1936) - Voir  Hymenophyllum krauseanum Phil. - synonymes : Hymenophyllum dichotomum var. krauseanum (Phil.) C.Chr., Hymenophyllum magellanicum var. krauseanum (Phil.) C.Chr.
- Hymenophyllum polyanthon (Sw.) Sw. (1801) - Voir Hymenophyllum polyanthos (Sw.) Sw. - synonyme : Trichomanes polyanthos Sw. - Mauvaise orthographe de l'éphithète spécifique : Polyanthon au lieu de Polyanthos
- Hymenophyllum polyanthos Fée (1866) - voir Hymenophyllum subdeltoideum Christ
- Hymenophyllum polyanthos Hook. (1835) - Îles du Pacifique, îles Norfolk et Lord Howe - Voir Callistopteris polyantha (Hook.) Copel. - synonymes : Trichomanes polyanthos (Hook.) Hook., Trichomanes societense J.W.Moore
- Hymenophyllum polyanthos Matsum. (1904) - Voir Hymenophyllum polyanthos var. blumeanum (Spreng.) Krug
  - Hymenophyllum polyanthos var. andinum Krug (1897) - Équateur - Voir Hymenophyllum andinum Bosch[24]
  - Hymenophyllum polyanthos var. kuhnii (C.Chr.) Schelpe (1966) - Madagascar, Afrique australe - Voir Hymenophyllum kuhnii C.Chr.
  - Hymenophyllum polyanthos var. mildbraedii (Brause ex Brause & Hieron.) Schelpe (1976) - Voir Hymenophyllum mildbraedii (Brause ex Brause & Hieron.) Alston in Exell - synonyme : Trichomanes mildbraedii Brause ex Brause & Hieron.
  - Hymenophyllum polyanthos var. minor Bedd. (1863) - Népal - Voir Hymenophyllum tenellum D.Don
- Hymenophyllum polyanthum Hook. (1835) - Îles du Pacifique, îles Norfolk et Lord howe - Voir Callistopteris polyantha (Hook.) Copel. - synonymes : Hymenophyllum polyanthos Hook., Trichomanes societense J.W.Moore[25]
- Hymenophyllum procerum Bosch (1859) - Voir Hymenophyllum trichophyllum Kunth
- Hymenophyllum productum (C.Presl) J.W.Sturm (1858) - Voir Hymenophyllum caudatum var. productum (C.Presl) Lellinger - Homonyme de Hymenophyllum productum Kunze - synonyme : Sphaerocionium productum C.Presl
- Hymenophyllum productum (C.Presl) C.Chr. (1905) - Voir Hymenophyllum caudatum var. productum (C.Presl) Lellinger
- Hymenophyllum protrusum Hook. (1844) - Amérique tropicale - Voir Hymenophyllum polyanthos var. protrusum (Hook.) Farw.
- Hymenophyllum puellum Ces. (1877) - Probablement genre Abrodictyum
- Hymenophyllum pusillum Colenso (1880) - Voir Hymenophyllum tunbrigense (L) Sm.
- Hymenophyllum pycnocarpum Bosch (1856) - Java, Luçon - Voir Hymenophyllum polyanthos var. blumeanum (Spreng.) Krug
  - Hymenophyllum pyramidatum var. lobatoalata (Klotzsch) Hieron. (1904) - Voir Hymenophyllum lobatoalatum Klozsch
- Hymenophyllum quadrifidum Phil. (1860) - Chili - Voir Hymenophyllum plicatum var. quadrifidum (Phil.) Looser
- Hymenophyllum ramosissimum Ham. ex D.Don (1825) - Voir genre Sphenomeris
- Hymenophyllum refrondescens Sodiro (1883) - Voir Hymenophyllum sericeum var. refrondescens (Sodiro) Sodiro
- Hymenophyllum rupestre Raddi (1825) - Voir Vandenboschia rupestris (Raddi) Ebihara & K.Iwats. - synonymes : Trichomanes rupestre (Raddi) Bosch, Tricomanes venustum Desv.
- Hymenophyllum schomburgkii C.Presl (1843) - Voir Hymenophyllum decurrens (Jacq.) Sw.
- Hymenophyllum schottii Pohl - Voir Hymenophyllum caudiculatum Mart.[26]
- Hymenophyllum semibivalve Hook. & Grev. (1829) - Nouvelle-Zélande - voir Hymenophyllum rarum R.Br.
- Hymenophyllum semiteres Colla (1836) - Chili - Voir Hymenophyllum fuciforme Sw.
- Hymenophyllum serpens Wall. (1828) - Voir Hymenophyllum australe Willd.
- Hymenophyllum skottsbergii Gand. (1913) - Malouines - Voir Hymenophyllum tortuosum Hook. & Grev.
- Hymenophyllum sororium (C.Presl) Bosch (1859) - Voir Hymenophyllum dilatatum (G.Forst.) Sw. - synonyme : Leptocionium sororium C.Presl
- Hymenophyllum spectabile Moritz (1867) - Voir Hymenophyllum lindenii Hook.
- Hymenophyllum steerei C.Chr. (1905) - Philippines - Voir Hymenophyllum fimbriatum J.Sm. - Nouveau nom pour l'homonyme Hymenophyllum fraternum Harr.
- Hymenophyllum sturmii Bosch (1863) - Amérique centrale - Voir Hymenophyllum polyanthos var. sturmii (Bosch) Angely
- Hymenophyllum sturmii Mett. (1899) - Équateur, Venezuela - Voir Hymenophyllum sericeum (Sw.) Sw.
- Hymenophyllum taiwanense De Vol (1975) - Chine (Taïwan) - Voir Hymenophyllum barbatum (Bosch) Baker
- Hymenophyllum tasmannicum Bosch (1859) - Voir Hymenophyllum australe var. tasmannicum (Bosch) Bonap. - L'index IPNI signale la variété atrovirens de Hymenophyllum australe Wild., probablement à tort
- Hymenophyllum telfairianum Wall. (1828) - Voir Hymenophyllum hygrometricum (Poir.) Desv.
- Hymenophyllum tenellum (Jacq.) Kuhn (1868) - Madagascar - Voir Hymenophyllum rutaefolium Bory - Synonyme : Adiantum tenellum Jacq. - Homonyme de Hymenophyllum tenellum D.Don, du sous-genre Hymenophyllum mais dont l'homonymie n'est pas levée actuellement -en 2010- : la synonymie avec l'espèce Hymenophyllum rutaefolium Bory est utilisée provisoirement.
- Hymenophyllum terminale Phil. (1865) - Voir Hymenophyllum cuneatum var. terminale (Phil.) Looser
  - Hymenophyllum tomentosum var. fusugasugense (H.Karst. ex Sturm) C.V.Morton (1953) : voir Hymenophyllum fusugasugense H.Karst. ex Sturm
- Hymenophyllum trichomanioides F.M.Bailey (1889) - Queensland - Homonyme illégal renommé Hymenophyllum baileyanum Domin
  - Hymenophyllum tunbrigense var. achalense (Hieron.) Sadeb. - Voir Hymenophyllum peltatum var. achalense (Hieron.) Capurro - synonyme : Hymenophyllum wilsonii  var. achalense Hieron.
  - Hymenophyllum tunbrigense var. cupressiforme (Labill.) Hook.f. (1854) - Voir Hymenophyllum cupressiforme Labill.
  - Hymenophyllum tunbrigense var. exsertum F.M.Bailey (1889) - Voir Trichomanes pseudotunbridgense Watts
  - Hymenophyllum tunbrigense var. peltatum (Poir.) Kuntze (1898) - Amérique tropicale - Voir Hymenophyllum peltatum (Poir.) Desv.
  - Hymenophyllum undulatum var. fendlerianum (J.W.Sturm) Stolze (1989) - Voir Hymenophyllum fendlerianum J.W.Sturm in Mart.
- Hymenophyllum uniforme Phil. (1856) - Voir Hymenophyllum reniforme Hook.
- Hymenophyllum venustum Desv. (1827) - Voir Hymenophyllum fragile var. venustum (Desv.) C.V.Morton
- Hymenophyllum wilsonii Fée (1869) - Voir Hymenophyllum lineare (Sw.) Sw.
  - Hymenophyllum wilsonii var. achalense Hieron. (1896) - Argentine - Voir Hymenophyllum peltatum var. achalense (Hieron.) Capurro - synonyme : Hymenophyllum tunbrigense var. achalense (Hieron) Sadeb.